# 曹魏行政區劃
曹魏行政區劃，為東漢末年至265年晉代魏的45年期間，曹魏統治區的行政區變化情形的過程。

## 概述
東漢初平三年（192年）青州黃巾西進，擊殺兗州刺史劉岱，兗州一時無主，官吏推舉東郡太守曹操出任兗州牧。曹操於濟北擊潰青州黃巾主力，收降卒30餘萬並男女百萬多人，從中選出精銳，號稱「青州兵」，並驅遂長安朝廷派任的兗州刺史金尚，曹氏勢力至此開始壯大。初平四年（193年）曹操於封丘擊破袁術，將袁術勢力遂出兗州，並於此年及明年二度東征徐州陶謙並展開大屠殺，此時呂布乘曹操懸軍在外，內有張邈、陳宮等人接應之下，入主兗州，兗州各地一時嚮應，僅有鄄城、范、東阿3縣為曹氏所控。曹操回軍與呂布、張邈等交戰，雙方互有勝負。興平二年（195年）曹操於定陶大敗呂布，分兵平定兗州各地，至此曹氏在兗州的根基日趨穩定。
建安元年（196年），曹操南討豫州汝南、潁川黃巾，攻克許縣，勢力深入豫州境內，同年九月，曹操將漢獻帝自洛陽迎接至許縣，自領司隸校尉、錄尚書事，曹操得以「挾天子以令諸侯」，將服膺漢室的郡縣變相成為曹氏勢力範圍。建安二年（197年），曹操為解除許都所受的威脅，南征張繡於宛縣，張繡降而復叛，曹操退還許都；同年大敗袁術於陳，袁術退居淮南，於是曹氏遂有豫州全境。建安三年（198年），曹操東征呂布，圍攻並攻陷下邳，擒殺呂布，盡得徐州全境。明年（199年）又令呂布部將臧霸等入青州，盡獲青州黃河以南地區，並乘河內太守張揚被殺的機會，渡河北進取得河南；其年袁術死，取其九江郡，建合肥為淮南重鎮，此時曹操勢力東盡大海，西至潼關，北阻黃河，南達江淮一帶，北與袁紹對峙於黃河及河東、河內一線，南與孫策拉鋸於淮南。建安五年（200年），劉備據徐州反叛，被曹操平定，九月在官渡大敗袁紹軍。建安七年（202年）袁紹病死，其子袁尚使郭援、高幹等合攻河東，曹操使鍾繇擊破斬殺郭援等，河東乃定。建安九年（204年），曹操打敗袁尚進入鄴城，袁尚北投幽州袁熙。建安十年（205年）正月，曹操攻拔南皮，斬袁譚、郭圖等，於是青、冀2州悉平。建安十一年（206年），曹操攻并州壺關，高幹敗死，并州遂定。建安十二年（207年），打敗遼西烏桓首領蹋頓，收降胡漢20餘萬人，於是袁氏所領河北4州盡曹氏所有。
建安十三年（208年）曹操南征荊州，荊州刺史劉琮投降，曹軍進據江陵東進，於赤壁一戰敗給劉孫聯軍，曹軍退守江陵，後退保襄陽一帶。此後曹孫於此地多次往來拉鋸，但曹魏南界大致穩定於江漢之間。建安十六年（211年）曹操大破關中聯軍於渭南，進屯長安，北征平定安定郡，明年平定馮翊。建安十八年（213年）夏侯淵擊敗馬超於天水冀城，擊長離諸羌及韓遂，轉戰於興國、高平、屠各。關中大體平定。
建安十九年（214年），夏侯淵討平在枹罕稱王的宋建，又遣張郃深入小湟中，河西諸羌皆降，隴右遂平。
建安二十年（215年）三月，曹操率軍攻漢中張魯，先攻破武都的白馬氐及河池氐王竇茂。七月攻入漢中，取陽平關，張魯逃奔巴中，曹操遂定漢中。巴郡的巴、賨夷帥朴胡、杜濩、任約降曹，曹操勢力南伸至巴中。後劉備相繼擊敗朴胡等及曹將張郃，攻取巴中，曹、劉乃相持於武都、漢中一帶。建安二十四年（219年）正月，劉備斬殺夏侯淵於漢中定軍山。五月，曹操引軍退回長安，秦嶺以南之漢中、上庸等地被劉備所據。
延康元年（220年）曹氏金城太守、護羌校尉蘇則擊殺張掖人張進，酒泉人黃華降曹，曹氏遂定河西之地。七月，漢將孟達舉房陵、上庸、西城降曹。至此，曹氏疆域最終形成，南方「東自廣陵、壽春、合肥、沔口、西陽、襄陽，重兵以備吳；西自隴西、南安、祁山、漢陽、陳倉，重兵以備蜀」。（《通典》卷171〈州郡典一〉）
爾後景初二年（238年）司馬懿平定公孫淵，取遼東地，深入朝鮮半島北部。嘉平元年（249年）以後，隴右地區多次受蜀漢軍攻擊，淮南三度舉兵討司馬氏，皆被平定。
景元四年（263年），曹魏大舉攻蜀。十一月，魏將鄧艾兵至成都，漢主劉禪投降，魏乃盡取蜀地。咸熙二年（265年），司馬炎代魏稱帝，建國晉。

## 制度
曹魏實行州、郡、縣三級制。州設刺史或州牧。郡設太守，京師所在處則稱河南尹；又設王國，置相，與郡同等。縣大者置令，小者置長，又有公、侯、伯、子、男等縣國之封，相當於縣。
魏文帝曹丕即位後，分境內為十二州：司隸、豫、冀、兗、徐、青、荊、揚、雍、涼、并、幽。於西域設四域長史府（治海頭，今新疆羅布泊西）和戊己校尉（治高昌）。後期魏取蜀地，分益州北境立梁州，魏末乃有14州。
州制度方面，曹魏司隸地區設司隸校尉，轄三河、三魏及弘農等諸郡，屬官有參軍、都官從事、功曹從事、諸曹從事、部郡從事、武猛從事、督軍從事、主簿、錄事、門下書佐、省事、記室書佐、諸曹書佐等。州刺史的屬官有治中從事、別駕從事、功曹從事、簿曹從事、兵曹從事、郡國從事、文學從事、武猛從事、督郵、主簿、帳下督、門亭長、書佐、計吏等。另置大中正一人，掌品評人物，以定其高下。
郡制度方面，曹魏都城洛陽所在之郡置河南尹，為第三品，俱體職掌與郡太守相同。郡置太守一人，為第五品。邊郡太守往往加將軍號以領軍。郡以郡丞為副長官（邊郡稱長史），第八品，兼本郡中正。郡都尉為本郡軍事主官，第五品，內郡置一人，邊郡、大郡置二人並增置司馬一人第八品。太守屬官有功曹掾，五官掾、上計掾、門下掾、文學掾、文學祭酒、督郵、主簿、主記、門下書佐、綱紀、循行等。都尉屬官與太守同。
縣制度方面，縣按所轄人口多寡分三等。高者置縣令一人，第六品，丞一人，第八品，尉二人，第九品；次者置縣令一人，第七品，丞、尉各一人，第九品，低者置縣長一人，第八品，丞、尉各一人，第九品。縣的屬吏有各類掾史祭酒。
鄉制度方面，縣之下置鄉，鄉置有秩、三老各一人，第八品。較小的鄉置嗇夫一人，第九品。

## 曹魏州郡

### 司隸
東漢末年，曹操廢司隸，司隸部分劃屬豫州、冀州及雍州。黃初元年（220年）曹魏建國，定都於洛陽（今河南省洛陽市東北），以豫州所領的河南尹，冀州的河東、河內、魏郡3郡，雍州的弘農郡共5郡合置一州，仍名司隸。黃初二年（221年）析魏郡置陽平、廣平2郡；約同時置朝歌郡，不久廢郡。正始年間析河南尹置滎陽郡（242年置，250年左右廢）、平陽郡（247年置）。咸熙元年（264年）升野王典農校尉及原武典農校尉為野王郡及原武郡，計魏末有10郡，101縣。

#### 郡級行政區
河南尹
東漢舊郡。郡治洛陽縣（今河南省洛陽市東北），領雒陽、河南、梁縣、滎陽、卷縣、原武、陽武、中牟、開封、苑陵、平陰、穀城、緱氏、鞏縣、成皋、京縣、密縣、新城、偃師、新鄭、平縣、陸渾22縣。黃初年間，雒陽縣改名洛陽縣，平陰縣改名河陰縣。正始三年（242年），以滎陽都尉所轄的滎陽、京縣、密縣、卷縣、陽武、苑陵、中牟、開封、原武9縣置滎陽郡，嘉平初（250年左右）廢郡，所領9縣來隸；陸渾縣移屬弘農郡（不詳何時）潁川郡陽翟縣來隸（不詳何時）；原武、卷縣、陽武3縣移屬原武郡（264年）。
魏末領洛陽、鞏縣、河陰、成皋、緱氏、新城、偃師、梁縣、新鄭、穀城、陽翟、河南、滎陽、京縣、密縣、苑陵、中牟、開封18縣。
河內郡
東漢舊郡。郡治懷縣（今河南省武陟縣西北），領懷縣、河陽、溫縣、軹縣、野王、沁水、平皋、州縣、武德、山陽、修武、獲嘉、汲縣、共縣14縣。黃初年間汲縣、共縣、獲嘉、脩武4縣移屬朝歌郡，朝歌郡不久廢郡，所領朝歌、林慮、汲縣、共縣、獲嘉、脩武6縣來隸。咸熙元年（264年）野王、沁水2縣移屬野王郡。
魏末領懷縣、河陽、軹縣、溫縣、州縣、平皋、山陽、武德、修武、汲縣、共縣、獲嘉、朝歌、林慮14縣。
弘農郡
東漢舊郡。郡治弘農縣（今河南省靈寶市北），領弘農、陝縣、新安、宜陽、盧氏、黽池、華陰、湖縣8縣。後河南尹陸渾縣來隸。魏末領弘農、陝縣、黽池、宜陽、盧氏、湖縣、華陰、新安、陸渾9縣。
河東郡
東漢舊郡，黃初三年（222年）封曹霖於此，改為河東國；黃初六年（225年）廢國為郡。郡治安邑縣（今山西省夏縣西），領安邑、蒲阪、河北、大陽、解縣、猗氏、汾陰、皮氏、北屈、蒲子、永安、楊、平陽、襄陵、臨汾、絳邑、聞喜、東垣、端氏、濩澤20縣。魏初復置狐讘縣。正始八年（247年）平陽、楊縣、永安、蒲子、狐讘、襄陵、絳邑、臨汾、北屈、皮氏10縣移屬平陽郡。
魏末領安邑、聞喜、東垣、汾陰、大陽、猗氏、解縣、蒲坂、河北、濩澤、端氏11縣。
平陽郡
正始八年（247年）分河東郡汾水以北的平陽、楊縣、永安、蒲子、狐讘、襄陵、絳邑、臨汾、北屈、皮氏10縣置郡，郡治平陽縣（今山西省臨汾市西）。至魏末領縣不變。
魏郡
東漢舊郡，郡治鄴縣（今河北省磁縣北），領鄴縣、繁陽、內黃、魏縣、元城、黎陽、陰安、館陶、清淵、平恩、涉縣、斥丘、武安、曲梁、朝歌、蕩陰、林慮、頓丘、發干、衛縣、東武陽、廮陶、任縣、南和、廣平、曲周、邯鄲、易陽、襄國29縣。黃初二年（221年），以魏郡東部都尉所轄的館陶、元城、清淵、衛縣、發干、東武陽、頓丘7縣置陽平郡，西部都尉所轄的曲梁、廣平、易陽、武安、涉縣、南和、平恩、邯鄲、襄國、任縣、曲周、廮陶12縣置廣平郡；約同時朝歌、蕩陰2縣移屬朝歌郡。
魏末領鄴縣，領鄴縣、繁陽、內黃、魏縣、黎陽、陰安、斥丘、蕩陰8縣。
陽平郡
東漢末已置魏郡東部都尉，管轄魏郡東部的館陶、元城、清淵、衛縣、發干、東武陽、頓丘7縣。黃初二年（221年）以都尉所領7縣及東郡陽平、樂平2縣置郡。郡治館陶縣（今河北省館陶縣）。
魏末領館陶、元城、清淵、衛縣、發干、東武陽、頓丘、陽平、樂平9縣。
廣平郡
東漢末已置魏郡西部都尉，管轄魏郡北部的曲梁、廣平、易陽、武安、涉縣、南和、平恩、邯鄲、襄國、任縣、曲周、廮陶12縣。黃初二年（221年）以都尉所領12縣及鉅鹿郡列人、廣年、斥漳3縣置郡，約同時廮陶縣移屬鉅鹿郡。郡治曲梁縣（今河北省曲周縣西北）。新置肥鄉（221年置）、臨水（222年置）2縣。黃初三年（222年）封曹儼於此，改為廣平國；黃初四年（223年）廢國為郡。
魏末領曲梁、廣平、易陽、武安、涉縣、南和、平恩、邯鄲、襄國、任縣、曲周、列人、廣年、斥漳、肥鄉、臨水16縣。
野王郡
魏時於河內郡野王縣置典農中郎將，咸熙元年（264年）典農中郎將升格為郡。
原武郡
魏時於河南尹原武縣置典農中郎將，咸熙元年（264年）典農中郎將升格為郡，領原武、卷縣、陽武3縣。
滎陽郡（廢除）
東漢末已置滎陽都尉，管轄河南尹東部的滎陽、京縣、密縣、卷縣、陽武、苑陵、中牟、開封、原武9縣。正始三年（242年）以都尉所領9縣置郡。正始初廢郡（約250年），併入河南尹
朝歌郡（廢除）
黃初年間分魏郡朝歌、林慮2縣及河內郡汲縣、共縣、獲嘉、脩武4縣置郡，不久即廢，併入河內郡。

#### 縣級行政區
| 司隸（州治：洛陽縣）                                                                        |        |          |                            |                                                                   |                                                             |
| 說明：本表為咸熙二年（265年）司隸各郡所轄的縣份；以深灰色表示者，為曾經建置，後來廢除的縣份 |        |          |                            |                                                                   |                                                             |
| 郡名 （縣數）                                                                               | 郡治   | 縣名     | 今地位置（2012年12月）     | 隸屬郡國                                                          | 備注                                                        |
| 河南尹 （18）                                                                               | 洛陽縣 | 洛陽縣   | 今河南省洛陽市東北         | 河南尹(220-265)                                                   | 東漢名雒陽縣，黃初年間（220-226），雒陽縣改名洛陽縣。       |
| 河南尹 （18）                                                                               | 洛陽縣 | 鞏縣     | 今河南省鞏義市西南         | 河南尹(220-265)                                                   |                                                             |
| 河南尹 （18）                                                                               | 洛陽縣 | 河陰縣   | 今河南省孟津縣北           | 河南尹(220-265)                                                   | 東漢名平陰縣，黃初年間（220-226），平陰縣改名河陰縣         |
| 河南尹 （18）                                                                               | 洛陽縣 | 成皋縣   | 今河南省滎陽市西           | 河南尹(220-265)                                                   |                                                             |
| 河南尹 （18）                                                                               | 洛陽縣 | 緱氏縣   | 今河南省偃師市南           | 河南尹(220-265)                                                   |                                                             |
| 河南尹 （18）                                                                               | 洛陽縣 | 新城縣   | 今河南省伊川縣西南         | 河南尹(220-265)                                                   |                                                             |
| 河南尹 （18）                                                                               | 洛陽縣 | 偃師縣   | 今河南省偃師縣東           | 河南尹(220-265)                                                   |                                                             |
| 河南尹 （18）                                                                               | 洛陽縣 | 梁縣     | 今河南省汝州市東北臨汝鎮西 | 河南尹(220-265)                                                   |                                                             |
| 河南尹 （18）                                                                               | 洛陽縣 | 新鄭縣   | 今河南省新鄭市             | 河南尹(220-265)                                                   |                                                             |
| 河南尹 （18）                                                                               | 洛陽縣 | 穀城縣   | 今河南省洛陽市西           | 河南尹(220-265)                                                   |                                                             |
| 河南尹 （18）                                                                               | 洛陽縣 | 陽翟縣   | 今河南省禹州市             | 潁川郡(220-？)→河南尹(？-265)                                     |                                                             |
| 河南尹 （18）                                                                               | 洛陽縣 | 河南縣   | 今河南省洛陽市             | 河南尹(220-265)                                                   |                                                             |
| 河南尹 （18）                                                                               | 洛陽縣 | 滎陽縣   | 今河南省滎陽市東北         | 河南尹(220-242)→滎陽郡(242-250?)→河南尹(250?-265)                 |                                                             |
| 河南尹 （18）                                                                               | 洛陽縣 | 京縣     | 今河南省鄭州市西南         | 河南尹(220-242)→滎陽郡(242-250?)→河南尹(250?-265)                 |                                                             |
| 河南尹 （18）                                                                               | 洛陽縣 | 密縣     | 今河南省新密市東南         | 河南尹(220-242)→滎陽郡(242-250?)→河南尹(250?-265)                 |                                                             |
| 河南尹 （18）                                                                               | 洛陽縣 | 苑陵縣   | 今河南省新鄭市東北         | 河南尹(220-242)→滎陽郡(242-250?)→河南尹(250?-265)                 |                                                             |
| 河南尹 （18）                                                                               | 洛陽縣 | 中牟縣   | 今河南省中牟縣             | 河南尹(220-242)→滎陽郡(242-250?)→河南尹(250?-265)                 | 黃初四年（223年）至五年（224年）為曹楷王國。                |
| 河南尹 （18）                                                                               | 洛陽縣 | 開封縣   | 今河南省開封市北           | 河南尹(220-242)→滎陽郡(242-250?)→河南尹(250?-265)                 |                                                             |
| 河內郡 （14）                                                                               | 懷縣   | 懷縣     | 今河南省武陟縣西北         | 河內郡(220-265)                                                   |                                                             |
| 河內郡 （14）                                                                               | 懷縣   | 河陽縣   | 今河南省孟州市西           | 河內郡(220-265)                                                   |                                                             |
| 河內郡 （14）                                                                               | 懷縣   | 軹縣     | 今河南省濟源市北           | 河內郡(220-265)                                                   |                                                             |
| 河內郡 （14）                                                                               | 懷縣   | 溫縣     | 今河南省孟州市東           | 河內郡(220-265)                                                   |                                                             |
| 河內郡 （14）                                                                               | 懷縣   | 州縣     | 今河南省沁陽市東           | 河內郡(220-265)                                                   |                                                             |
| 河內郡 （14）                                                                               | 懷縣   | 平皋縣   | 今河南省溫縣東             | 河內郡(220-265)                                                   |                                                             |
| 河內郡 （14）                                                                               | 懷縣   | 山陽縣   | 今河南省焦作市東北         | 河內郡(220-265)                                                   | 為漢獻帝魏時的公國。                                        |
| 河內郡 （14）                                                                               | 懷縣   | 武德縣   | 今河南省武陟縣東           | 河內郡(220-265)                                                   |                                                             |
| 河內郡 （14）                                                                               | 懷縣   | 修武縣   | 今河南省獲嘉縣             | 河內郡(220-？)→朝歌郡(？-226?)→河內郡(226?-265)                   |                                                             |
| 河內郡 （14）                                                                               | 懷縣   | 汲縣     | 今河南省新鄉縣東北         | 河內郡(220-？)→朝歌郡(？-226?)→河內郡(226?-265)                   |                                                             |
| 河內郡 （14）                                                                               | 懷縣   | 共縣     | 今河南省輝縣市             | 河內郡(220-？)→朝歌郡(？-226?)→河內郡(226?-265)                   |                                                             |
| 河內郡 （14）                                                                               | 懷縣   | 獲嘉縣   | 今河南省新鄉市西           | 河內郡(220-？)→朝歌郡(？-226?)→河內郡(226?-265)                   |                                                             |
| 河內郡 （14）                                                                               | 懷縣   | 朝歌縣   | 今河南省淇縣               | 魏郡(220-？)→朝歌郡(？-226?)→河內郡(226?-265)                     |                                                             |
| 河內郡 （14）                                                                               | 懷縣   | 林慮縣   | 今河南省林州市             | 魏郡(220-？)→朝歌郡(？-226?)→河內郡(226?-265)                     |                                                             |
| 弘農郡 （9）                                                                                | 弘農縣 | 弘農縣   | 今河南省靈寶市北           | 弘農郡(220-265)                                                   | 黃初元年（220年）至二年（221年）為曹幹侯國。                |
| 弘農郡 （9）                                                                                | 弘農縣 | 陝縣     | 今河南省三門峽市           | 弘農郡(220-265)                                                   |                                                             |
| 弘農郡 （9）                                                                                | 弘農縣 | 黽池縣   | 今河南省洛寧縣西北         | 弘農郡(220-265)                                                   |                                                             |
| 弘農郡 （9）                                                                                | 弘農縣 | 宜陽縣   | 今河南省宜陽縣西           | 弘農郡(220-265)                                                   |                                                             |
| 弘農郡 （9）                                                                                | 弘農縣 | 盧氏縣   | 今河南省盧氏縣             | 弘農郡(220-265)                                                   |                                                             |
| 弘農郡 （9）                                                                                | 弘農縣 | 湖縣     | 今河南省靈寶市西           | 弘農郡(220-265)                                                   |                                                             |
| 弘農郡 （9）                                                                                | 弘農縣 | 華陰縣   | 今陝西省華陰市             | 弘農郡(220-265)                                                   |                                                             |
| 弘農郡 （9）                                                                                | 弘農縣 | 新安縣   | 今河南省澠池縣東           | 弘農郡(220-265)                                                   |                                                             |
| 弘農郡 （9）                                                                                | 弘農縣 | 陸渾縣   | 今河南省嵩縣東北           | 河南尹(220-？)→弘農郡(？-265)                                     |                                                             |
| 河東郡 （11）                                                                               | 安邑縣 | 安邑縣   | 今山西省夏縣西             | 河東郡(220-265，河東國222-225)                                    | 景初二年（238年）至正元二年（255年）為毌丘儉侯國。          |
| 河東郡 （11）                                                                               | 安邑縣 | 聞喜縣   | 今山西省聞喜縣             | 河東郡(220-265，河東國222-225)                                    |                                                             |
| 河東郡 （11）                                                                               | 安邑縣 | 東垣縣   | 今山西省垣曲縣東南         | 河東郡(220-265，河東國222-225)                                    |                                                             |
| 河東郡 （11）                                                                               | 安邑縣 | 汾陰縣   | 今山西省萬榮縣西南         | 河東郡(220-265，河東國222-225)                                    |                                                             |
| 河東郡 （11）                                                                               | 安邑縣 | 大陽縣   | 今山西省平陸縣             | 河東郡(220-265，河東國222-225)                                    |                                                             |
| 河東郡 （11）                                                                               | 安邑縣 | 猗氏縣   | 今山西省運城市西           | 河東郡(220-265，河東國222-225)                                    |                                                             |
| 河東郡 （11）                                                                               | 安邑縣 | 解縣     | 今山西省臨猗縣西南         | 河東郡(220-265，河東國222-225)                                    |                                                             |
| 河東郡 （11）                                                                               | 安邑縣 | 蒲坂縣   | 今山西省永濟市西           | 河東郡(220-265，河東國222-225)                                    |                                                             |
| 河東郡 （11）                                                                               | 安邑縣 | 河北縣   | 今山西省芮城縣西           | 河東郡(220-265，河東國222-225)                                    |                                                             |
| 河東郡 （11）                                                                               | 安邑縣 | 濩澤縣   | 今山西省陽城縣西北         | 河東郡(220-265，河東國222-225)                                    |                                                             |
| 河東郡 （11）                                                                               | 安邑縣 | 端氏縣   | 今山西省沁水縣東北         | 河東郡(220-265，河東國222-225)                                    |                                                             |
| 平陽郡 （10）                                                                               | 平陽縣 | 平陽縣   | 今山西省臨汾市西           | 河東郡(220-247，河東國222-225)→平陽郡(247-265)                    |                                                             |
| 平陽郡 （10）                                                                               | 平陽縣 | 楊縣     | 今山西省洪洞縣東南         | 河東郡(220-247，河東國222-225)→平陽郡(247-265)                    |                                                             |
| 平陽郡 （10）                                                                               | 平陽縣 | 永安縣   | 今山西省霍州市             | 河東郡(220-247，河東國222-225)→平陽郡(247-265)                    |                                                             |
| 平陽郡 （10）                                                                               | 平陽縣 | 蒲子縣   | 今山西省隰縣               | 河東郡(220-247，河東國222-225)→平陽郡(247-265)                    |                                                             |
| 平陽郡 （10）                                                                               | 平陽縣 | 狐讘縣   | 今山西省永和縣西南         | 河東郡(？-247)→平陽郡(247-265)                                    | 東漢時已廢縣，魏初復置縣。                                  |
| 平陽郡 （10）                                                                               | 平陽縣 | 襄陵縣   | 今山西省臨汾市東南         | 河東郡(220-247，河東國222-225)→平陽郡(247-265)                    |                                                             |
| 平陽郡 （10）                                                                               | 平陽縣 | 絳邑縣   | 今山西省侯馬市東           | 河東郡(220-247，河東國222-225)→平陽郡(247-265)                    |                                                             |
| 平陽郡 （10）                                                                               | 平陽縣 | 臨汾縣   | 今山西省臨汾市北           | 河東郡(220-247，河東國222-225)→平陽郡(247-265)                    |                                                             |
| 平陽郡 （10）                                                                               | 平陽縣 | 北屈縣   | 今山西省吉縣北             | 河東郡(220-247，河東國222-225)→平陽郡(247-265)                    |                                                             |
| 平陽郡 （10）                                                                               | 平陽縣 | 皮氏縣   | 今山西省河津市             | 河東郡(220-247，河東國222-225)→平陽郡(247-265)                    |                                                             |
| 魏郡 （8）                                                                                  | 鄴縣   | 鄴縣     | 今河北省磁縣北             | 魏郡(220-265)                                                     |                                                             |
| 魏郡 （8）                                                                                  | 鄴縣   | 繁陽縣   | 今河南省內黃縣北           | 魏郡(220-265)                                                     |                                                             |
| 魏郡 （8）                                                                                  | 鄴縣   | 內黃縣   | 今河南省內黃縣西           | 魏郡(220-265)                                                     |                                                             |
| 魏郡 （8）                                                                                  | 鄴縣   | 魏縣     | 今河北省大名縣西           | 魏郡(220-265)                                                     |                                                             |
| 魏郡 （8）                                                                                  | 鄴縣   | 黎陽縣   | 今河南省浚縣               | 魏郡(220-265)                                                     |                                                             |
| 魏郡 （8）                                                                                  | 鄴縣   | 陰安縣   | 今河南省清豐縣北           | 魏郡(220-265)                                                     |                                                             |
| 魏郡 （8）                                                                                  | 鄴縣   | 斥丘縣   | 今河北省臨漳縣東           | 魏郡(220-265)                                                     |                                                             |
| 魏郡 （8）                                                                                  | 鄴縣   | 蕩陰縣   | 今河北省蕩陰縣             | 魏郡(220-265)                                                     |                                                             |
| 陽平郡 （9）                                                                                | 館陶縣 | 館陶縣   | 今河北省館陶縣             | 魏郡(220-221)→陽平郡(221-265)                                     |                                                             |
| 陽平郡 （9）                                                                                | 館陶縣 | 元城縣   | 今河北省大名縣東           | 魏郡(220-221)→陽平郡(221-265)                                     | 為曹禮王國                                                  |
| 陽平郡 （9）                                                                                | 館陶縣 | 清淵縣   | 今河北省館陶縣北           | 魏郡(220-221)→陽平郡(221-265)                                     |                                                             |
| 陽平郡 （9）                                                                                | 館陶縣 | 衛縣     | 今河南省清豐縣             | 陽平郡(265-266)→頓丘郡(266-316)                                   |                                                             |
| 陽平郡 （9）                                                                                | 館陶縣 | 發干縣   | 今河北省冠縣東             | 魏郡(220-221)→陽平郡(221-265)                                     |                                                             |
| 陽平郡 （9）                                                                                | 館陶縣 | 東武陽縣 | 今山東省莘縣南             | 魏郡(220-221)→陽平郡(221-265)                                     |                                                             |
| 陽平郡 （9）                                                                                | 館陶縣 | 頓丘縣   | 今河南省內黃縣南           | 魏郡(220-221)→陽平郡(221-265)                                     |                                                             |
| 陽平郡 （9）                                                                                | 館陶縣 | 陽平縣   | 今山東省莘縣               | 東郡(220-221)→陽平郡(221-265)                                     |                                                             |
| 陽平郡 （9）                                                                                | 館陶縣 | 樂平縣   | 今河北省冠縣東             | 東郡(220-221)→陽平郡(221-265)                                     |                                                             |
| 廣平郡 （16）                                                                               | 曲梁縣 | 曲梁縣   | 今河北省曲周縣西北         | 魏郡(220-221)→廣平郡(221-265，廣平國222-223)                      |                                                             |
| 廣平郡 （16）                                                                               | 曲梁縣 | 廣平縣   | 今河北省曲周縣北           | 魏郡(220-221)→廣平郡(221-265，廣平國222-223)                      |                                                             |
| 廣平郡 （16）                                                                               | 曲梁縣 | 易陽縣   | 今河北省邯鄲市東北         | 魏郡(220-221)→廣平郡(221-265，廣平國222-223)                      |                                                             |
| 廣平郡 （16）                                                                               | 曲梁縣 | 武安縣   | 今河北省武安市             | 魏郡(220-221)→廣平郡(221-265，廣平國222-223)                      | 景初三年（239年）至嘉平元年（249年）為曹爽侯國。            |
| 廣平郡 （16）                                                                               | 曲梁縣 | 涉縣     | 今河北省涉縣               | 魏郡(220-221)→廣平郡(221-265，廣平國222-223)                      |                                                             |
| 廣平郡 （16）                                                                               | 曲梁縣 | 南和縣   | 今河北省南和縣             | 魏郡(220-221)→廣平郡(221-265，廣平國222-223)                      |                                                             |
| 廣平郡 （16）                                                                               | 曲梁縣 | 平恩縣   | 今河北省丘縣西南           | 魏郡(220-221)→廣平郡(221-265，廣平國222-223)                      |                                                             |
| 廣平郡 （16）                                                                               | 曲梁縣 | 邯鄲縣   | 今河北省邯鄲市             | 魏郡(220-221)→廣平郡(221-265，廣平國222-223)                      | 為曹邕王國                                                  |
| 廣平郡 （16）                                                                               | 曲梁縣 | 襄國縣   | 今河北省邢臺市             | 魏郡(220-221)→廣平郡(221-265，廣平國222-223)                      |                                                             |
| 廣平郡 （16）                                                                               | 曲梁縣 | 任縣     | 今河北省任縣東             | 魏郡(220-221)→廣平郡(221-265，廣平國222-223)                      |                                                             |
| 廣平郡 （16）                                                                               | 曲梁縣 | 曲周縣   | 今河北省丘縣東北           | 魏郡(220-221)→廣平郡(221-265，廣平國222-223)                      |                                                             |
| 廣平郡 （16）                                                                               | 曲梁縣 | 列人縣   | 今河北省肥鄉縣北           | 鉅鹿郡(220-221)→廣平郡(221-265，廣平國222-223)                    |                                                             |
| 廣平郡 （16）                                                                               | 曲梁縣 | 廣年縣   | 今河北省邯郸市永年区東     | 鉅鹿郡(220-221)→廣平郡(221-265，廣平國222-223)                    |                                                             |
| 廣平郡 （16）                                                                               | 曲梁縣 | 斥漳縣   | 今河北省曲周縣北           | 鉅鹿郡(220-221)→廣平郡(221-265，廣平國222-223)                    |                                                             |
| 廣平郡 （16）                                                                               | 曲梁縣 | 肥鄉縣   | 今河北省肥鄉縣南           | 廣平郡(221-265，廣平國222-223)                                    | 黃初二年（221年）分邯鄲、列人等縣立肥鄉縣。                 |
| 廣平郡 （16）                                                                               | 曲梁縣 | 臨水縣   | 今河北省磁縣               | 廣平郡(222-265，廣平國222-223)                                    | 黃初三年（222年）分武安縣地立臨水縣，以城臨滏水，故名臨水。 |
| 野王郡 （2）                                                                                | 野王縣 | 野王縣   | 今河南省沁陽市             | 河內郡(220-264)→野王郡(264-265)                                   |                                                             |
| 野王郡 （2）                                                                                | 野王縣 | 沁水縣   | 今河南省濟源市東           | 河內郡(220-264)→野王郡(264-265)                                   |                                                             |
| 原武郡 （3）                                                                                | 原武縣 | 卷縣     | 今河南省原陽縣西           | 河南尹(220-242)→滎陽郡(242-250?)→河南尹(250?-264)→原武郡(264-265) |                                                             |
| 原武郡 （3）                                                                                | 原武縣 | 陽武縣   | 今河南省原陽縣東南         | 河南尹(220-242)→滎陽郡(242-250?)→河南尹(250?-264)→原武郡(264-265) |                                                             |
| 原武郡 （3）                                                                                | 原武縣 | 原武縣   | 今河南省原陽縣             | 河南尹(220-264)→原武郡(264-265)                                   |                                                             |

### 豫州
曹魏豫州州治所在安城縣（今河南正陽縣東北、南汝河西南岸）。範圍在今河南省京廣鐵路以東的大部，山東省西南部和安徽省淮河以北。

#### 郡級行政區
曹魏豫州領潁川、汝南、弋陽、陳、魯、沛、譙、梁8郡。增置汝陰（222年置，260年後廢）、襄城（264年置）2郡。魏末領9郡。
潁川郡
東漢舊郡，郡治許昌縣（今河南省許昌市東），領許昌（原名許縣）、陽翟、襄城、昆陽、定陵、舞陽、郾、臨潁、潁陽、潁陰、新汲、鄢陵、長社、陽城、父城、綸氏16縣。魏時潁陽縣不可考，陽翟縣移屬河南尹，汝南郡召陵縣來隸，增置繁昌（220年分潁陰置）、郟（233年前置）2縣。咸熙元年（264年）襄城、繁昌、郟、定陵、父城、昆陽、舞陽7縣移屬襄城郡。魏末領許昌、長社、潁陰、臨潁、郾、鄢陵、新汲、陽城、綸氏、召陵10縣。
汝南郡
東漢舊郡，郡治新息縣（今河南省息縣），領新息、平輿、新陽、西平、上蔡、南頓、汝陰、汝陽、北宜春、㶏強、灈陽、陽安、項、細陽、安城、吳房、鮦陽、慎陽、慎、新蔡、安陽、富陂、宜祿、郎陵、召陵、征羌、思善、宋、褒信、原鹿、定潁、固始、山桑、西華34縣。魏時細陽、㶏強、征羌、思善、宜祿5縣已不可考。黃初三年（222年）新陽、南頓、汝陰、汝陽、鮦陽、慎、新蔡、富陂、宋、褒信、原鹿、固始12縣移屬汝陰郡，約同時召陵縣移屬潁川郡（約魏初），項縣移屬陳郡（約魏初），山桑縣移屬沛國（約魏初）。景元元年（260年）以後汝陰郡11縣來隸。魏末領新息、安陽、安城、慎陽、北宜春、郎陵、陽安、上蔡、平輿、定潁、灈陽、吳房、西平、西華、汝陰、南頓、汝陽、新蔡、褒信、新陽、鮦陽、慎、富陂、原鹿、固始25縣。
弋陽郡
東漢舊郡，郡治弋陽縣（今河南省潢川縣西），領弋陽、期思、西陽、西陵、軑5縣，至魏末不變。
陳郡
東漢舊郡，黃初四年（223年）至五年（224年）封魏宗室曹邕為陳王，郡改為陳國。太和六年（232年）又封魏宗室曹植為陳王，同年封國廢除。郡治陳縣（今河南省淮陽縣），領陳、陽夏、寧平、苦、柘、新平、扶樂、武平、長平9縣。魏時寧平、新平、扶樂3縣已不可考，汝南郡項縣來隸（約魏初），景初二年（238年）苦縣移屬譙郡。魏末領陳、武平、陽夏、長平、柘、項6縣。
魯國
東漢舊郡，太和六年（232年）封魏宗室曹溫為魯王，郡改為魯國。郡治魯縣（今山東省曲阜市），領魯、汶陽、卞、鄒、蕃、薛6縣，至魏末不變。
沛國
東漢舊郡，太和六年（232年）封魏宗室曹林為沛王，郡改為沛國。郡治沛縣（今江蘇省沛縣），領沛、相、蕭、豐、穀陽、洨、蘄、銍、鄲、建平、臨睢、竹邑、公丘、龍亢、向、符離、虹、太丘、杼秋19縣。魏時穀陽、鄲、建平、臨睢、向、太丘6縣已不可考，汝南郡山桑縣來隸。景初二年（238年）蕭、相、竹邑、符離、蘄、銍、龍亢、山桑、洨、虹10縣移屬譙郡，彭城國廣戚縣來隸。魏末領沛、杼秋、豐、公丘、廣戚5縣。
譙郡
東漢舊郡，郡治譙縣（今安徽省亳州市），領譙、酇、城父3縣。黃初三年（222年）至五年（224年）封魏宗室曹林為譙王，郡改為譙國。景初二年（238年）沛國蕭、相、竹邑、符離、蘄、銍、龍亢、山桑、洨、虹10縣，汝陰郡宋縣，陳郡苦縣合計12縣來隸。魏末領譙、酇、城父、蕭、相、竹邑、符離、蘄、銍、龍亢、山桑、洨、虹、宋、苦15縣。
梁國
東漢舊郡，郡治睢陽縣（今河南省商丘市），領睢陽、下邑、虞、碭山、蒙、穀熟、鄢、寧陵、薄9縣。魏時鄢、薄2縣已不可考，黃初年間（220-226）廢穀熟縣。魏末領睢陽、蒙、虞、下邑、寧陵、碭6縣。
襄城郡
咸熙元年（264年）分潁川郡置，郡治襄城縣（今河南省襄城縣），領襄城、繁昌、郟、定陵、父城、昆陽、舞陽7縣。
汝陰郡（廢除）
黃初三年（222年）分汝南郡置。郡治汝陰縣（今安徽省阜陽市），領汝陰、南頓、汝陽、新蔡、褒信、新陽、鮦陽、慎、富陂、宋、原鹿、固始12縣。景初二年（238年）宋縣移屬譙郡。景元元年（260年）以後廢郡併入汝南郡。

#### 縣級行政區
| 豫州（州治：安城縣）                                                                        |        |          |                              |                                                             |                                           |
| 說明：本表為咸熙二年（265年）豫州各郡所轄的縣份；以深灰色表示者，為曾經建置，後來廢除的縣份 |        |          |                              |                                                             |                                           |
| 郡名 （縣數）                                                                               | 郡治   | 縣名     | 今地位置(2012年12月)         | 隸屬郡國                                                    | 備注                                      |
| 潁川郡 （10）                                                                               | 許昌縣 | 許昌縣   | 今河南省許昌市東             | 潁川郡(220-265)                                             | 東漢為許縣，黃初二年（221年）改名許昌縣。 |
| 潁川郡 （10）                                                                               | 許昌縣 | 長社縣   | 今河南省長葛市東             | 潁川郡(220-265)                                             | 為司馬孚侯國。                            |
| 潁川郡 （10）                                                                               | 許昌縣 | 潁陰縣   | 今河南省許昌市               | 潁川郡(220-265)                                             | 為陳群侯國。                              |
| 潁川郡 （10）                                                                               | 許昌縣 | 臨潁縣   | 今河南省臨潁縣西北           | 潁川郡(220-265)                                             | 為賈充侯國。                              |
| 潁川郡 （10）                                                                               | 許昌縣 | 郾縣     | 今河南省漯河市東             | 潁川郡(220-265)                                             |                                           |
| 潁川郡 （10）                                                                               | 許昌縣 | 鄢陵縣   | 今河南省鄢陵縣北             | 潁川郡(220-265)                                             |                                           |
| 潁川郡 （10）                                                                               | 許昌縣 | 新汲縣   | 今河南省鄢陵縣西南           | 潁川郡(220-265)                                             |                                           |
| 潁川郡 （10）                                                                               | 許昌縣 | 陽城縣   | 今河南省登封市東南           | 潁川郡(220-265)                                             |                                           |
| 潁川郡 （10）                                                                               | 許昌縣 | 綸氏縣   | 今河南省登封市西南           | 潁川郡(220-265)                                             |                                           |
| 潁川郡 （10）                                                                               | 許昌縣 | 召陵縣   | 今河南省漯河市東             | 汝南郡(220-222?）→潁川郡(222?-265)                          | 為曹真侯國。                              |
| 潁川郡 （10）                                                                               | 許昌縣 | 潁陽縣   | 今河南省許昌市西南           | 潁川郡(？)                                                  | 無考縣份。                                |
| 襄城郡 （7）                                                                                | 襄城縣 | 襄城縣   | 今河南省襄城縣               | 潁川郡(220-264)→襄城郡(264-265)                             |                                           |
| 襄城郡 （7）                                                                                | 襄城縣 | 繁昌縣   | 今河南省臨潁縣西北           | 潁川郡(220-264)→襄城郡(264-265)                             | 黃初元年（220年）分潁陰縣繁陽亭置縣。     |
| 襄城郡 （7）                                                                                | 襄城縣 | 郟縣     | 今河南省郟縣                 | 潁川郡(220-264)→襄城郡(264-265)                             | 東漢時已廢縣，魏時復置縣。                |
| 襄城郡 （7）                                                                                | 襄城縣 | 定陵縣   | 今河南省舞陽縣東北           | 潁川郡(220-264)→襄城郡(264-265)                             | 為鍾繇侯國。                              |
| 襄城郡 （7）                                                                                | 襄城縣 | 父城縣   | 今河南省襄城縣西             | 潁川郡(220-264)→襄城郡(264-265)                             |                                           |
| 襄城郡 （7）                                                                                | 襄城縣 | 昆陽縣   | 今河南省葉縣                 | 潁川郡(220-264)→襄城郡(264-265)                             |                                           |
| 襄城郡 （7）                                                                                | 襄城縣 | 舞陽縣   | 今河南省舞陽縣西北           | 潁川郡(220-264)→襄城郡(264-265)                             | 為司馬懿、司馬師、司馬攸侯國。            |
| 汝南郡 （25）                                                                               | 襄城縣 | 新息縣   | 今河南省息縣                 | 汝南郡(220-265)                                             |                                           |
| 汝南郡 （25）                                                                               | 襄城縣 | 安陽縣   | 今河南省息縣西               | 汝南郡(220-265)                                             |                                           |
| 汝南郡 （25）                                                                               | 襄城縣 | 安城縣   | 今河南省平輿縣西南           | 汝南郡(220-265)                                             |                                           |
| 汝南郡 （25）                                                                               | 襄城縣 | 慎陽縣   | 今河南省正陽縣北             | 汝南郡(220-265)                                             |                                           |
| 汝南郡 （25）                                                                               | 襄城縣 | 北宜春縣 | 今河南省確山縣西             | 汝南郡(220-265)                                             |                                           |
| 汝南郡 （25）                                                                               | 襄城縣 | 郎陵縣   | 今河南省確山縣南             | 汝南郡(220-265)                                             | 為何曾侯國。                              |
| 汝南郡 （25）                                                                               | 襄城縣 | 陽安縣   | 今河南省確山縣北             | 汝南郡(220-265)                                             |                                           |
| 汝南郡 （25）                                                                               | 襄城縣 | 上蔡縣   | 今河南省上蔡縣西南           | 汝南郡(220-265)                                             |                                           |
| 汝南郡 （25）                                                                               | 襄城縣 | 平輿縣   | 今河南省平輿縣北             | 汝南郡(220-265)                                             |                                           |
| 汝南郡 （25）                                                                               | 襄城縣 | 定潁縣   | 今河南省西平縣東北           | 汝南郡(220-265)                                             |                                           |
| 汝南郡 （25）                                                                               | 襄城縣 | 灈陽縣   | 今河南省遂平縣東北           | 汝南郡(220-265)                                             |                                           |
| 汝南郡 （25）                                                                               | 襄城縣 | 吳房縣   | 今河南省遂平縣東北           | 汝南郡(220-265)                                             |                                           |
| 汝南郡 （25）                                                                               | 襄城縣 | 西平縣   | 今河南省舞陽縣東南           | 汝南郡(220-265)                                             |                                           |
| 汝南郡 （25）                                                                               | 襄城縣 | 西華縣   | 今河南省西華縣南             | 汝南郡(220-265)                                             |                                           |
| 汝南郡 （25）                                                                               | 襄城縣 | 汝陰縣   | 今安徽省阜陽市               | 汝南郡(220-222)→汝陰郡(222-260?)→汝南郡(260?-265)           |                                           |
| 汝南郡 （25）                                                                               | 襄城縣 | 南頓縣   | 今河南省項城市西             | 汝南郡(220-222)→汝陰郡(222-260?)→汝南郡(260?-265)           |                                           |
| 汝南郡 （25）                                                                               | 襄城縣 | 汝陽縣   | 今河南省周口市西南           | 汝南郡(220-222)→汝陰郡(222-260?)→汝南郡(260?-265)           |                                           |
| 汝南郡 （25）                                                                               | 襄城縣 | 新蔡縣   | 今河南省新蔡縣               | 汝南郡(220-222)→汝陰郡(222-260?)→汝南郡(260?-265)           |                                           |
| 汝南郡 （25）                                                                               | 襄城縣 | 褒信縣   | 今河南省新蔡縣南             | 汝南郡(220-222)→汝陰郡(222-260?)→汝南郡(260?-265)           |                                           |
| 汝南郡 （25）                                                                               | 襄城縣 | 新陽縣   | 今安徽省界首市北             | 汝南郡(220-222)→汝陰郡(222-260?)→汝南郡(260?-265)           |                                           |
| 汝南郡 （25）                                                                               | 襄城縣 | 鮦陽縣   | 今安徽省臨泉縣西             | 汝南郡(220-222)→汝陰郡(222-260?)→汝南郡(260?-265)           |                                           |
| 汝南郡 （25）                                                                               | 襄城縣 | 慎縣     | 今安徽省潁上縣北             | 汝南郡(220-222)→汝陰郡(222-260?)→汝南郡(260?-265)           |                                           |
| 汝南郡 （25）                                                                               | 襄城縣 | 富陂縣   | 今安徽省阜南縣東南           | 汝南郡(220-222)→汝陰郡(222-260?)→汝南郡(260?-265)           |                                           |
| 汝南郡 （25）                                                                               | 襄城縣 | 原鹿縣   | 今安徽省阜南縣南             | 汝南郡(220-222)→汝陰郡(222-260?)→汝南郡(260?-265)           |                                           |
| 汝南郡 （25）                                                                               | 襄城縣 | 固始縣   | 今安徽省臨泉縣               | 汝南郡(220-222)→汝陰郡(222-260?)→汝南郡(260?-265)           |                                           |
| 汝南郡 （25）                                                                               | 襄城縣 | 細陽縣   | 今安徽省太和縣東             | 汝南郡(？)                                                  | 無考縣份。                                |
| 汝南郡 （25）                                                                               | 襄城縣 | 㶏強縣   | 今河南省臨潁縣東             | 汝南郡(？)                                                  | 無考縣份。                                |
| 汝南郡 （25）                                                                               | 襄城縣 | 征羌縣   | 今河南省漯河市東             | 汝南郡(？)                                                  | 無考縣份。                                |
| 汝南郡 （25）                                                                               | 襄城縣 | 思善縣   | 今安徽省亳州市南35公里古城鎮 | 汝南郡(？)                                                  | 無考縣份。                                |
| 汝南郡 （25）                                                                               | 襄城縣 | 宜祿縣   | 今河南省沈丘縣東北           | 汝南郡(？)                                                  | 無考縣份。                                |
| 弋陽郡 （5）                                                                                | 弋陽縣 | 弋陽縣   | 今河南省潢川縣西             | 弋陽郡(220-265)                                             |                                           |
| 弋陽郡 （5）                                                                                | 弋陽縣 | 期思縣   | 今河南省淮濱縣東南           | 弋陽郡(220-265)                                             |                                           |
| 弋陽郡 （5）                                                                                | 弋陽縣 | 西陽縣   | 今河南省光山縣西南           | 弋陽郡(220-265)                                             |                                           |
| 弋陽郡 （5）                                                                                | 弋陽縣 | 西陵縣   | 今湖北省團風縣西             | 弋陽郡(220-265)                                             |                                           |
| 弋陽郡 （5）                                                                                | 弋陽縣 | 軑縣     | 今河南省羅山縣東             | 弋陽郡(220-265)                                             |                                           |
| 陳郡 （6）                                                                                  | 陳縣   | 陳縣     | 今河南省淮陽縣               | 陳郡(220-265，陳國223-225)                                  |                                           |
| 陳郡 （6）                                                                                  | 陳縣   | 武平縣   | 今河南省鹿邑縣西北           | 陳郡(220-265，陳國223-225)                                  |                                           |
| 陳郡 （6）                                                                                  | 陳縣   | 陽夏縣   | 今河南省太康縣               | 陳郡(220-265，陳國223-225)                                  |                                           |
| 陳郡 （6）                                                                                  | 陳縣   | 長平縣   | 今河南省西華縣東北           | 陳郡(220-265，陳國223-225)                                  | 為曹休侯國。                              |
| 陳郡 （6）                                                                                  | 陳縣   | 柘縣     | 今河南省柘城縣北             | 陳郡(220-265，陳國223-225)                                  |                                           |
| 陳郡 （6）                                                                                  | 陳縣   | 項縣     | 今河南省沈丘縣               | 汝南郡(220-222?)→陳郡(223?-265，陳國223-225)                |                                           |
| 陳郡 （6）                                                                                  | 陳縣   | 寧平縣   | 今河南省鄲城縣東寧平鎮       | 陳郡(？)                                                    | 無考縣份。                                |
| 陳郡 （6）                                                                                  | 陳縣   | 新平縣   | 今河南省淮陽縣東北           | 陳郡(？)                                                    | 無考縣份。                                |
| 陳郡 （6）                                                                                  | 陳縣   | 扶樂縣   | 今河南省太康縣西             | 陳郡(？)                                                    | 無考縣份。                                |
| 魯國 （6）                                                                                  | 魯縣   | 魯縣     | 今山東省曲阜市               | 魯國(220-265，魯郡220-232)                                  |                                           |
| 魯國 （6）                                                                                  | 魯縣   | 汶陽縣   | 今山東省泰安市北             | 魯國(220-265，魯郡220-232)                                  |                                           |
| 魯國 （6）                                                                                  | 魯縣   | 卞縣     | 今山東省泗水縣東             | 魯國(220-265，魯郡220-232)                                  |                                           |
| 魯國 （6）                                                                                  | 魯縣   | 鄒縣     | 今山東省鄒城市東南           | 魯國(220-265，魯郡220-232)                                  |                                           |
| 魯國 （6）                                                                                  | 魯縣   | 蕃縣     | 今山東省滕州市               | 魯國(220-265，魯郡220-232)                                  |                                           |
| 魯國 （6）                                                                                  | 魯縣   | 薛縣     | 今山東省微山縣北             | 魯國(220-265，魯郡220-232)                                  |                                           |
| 沛國 （5）                                                                                  | 沛縣   | 沛縣     | 今江蘇省沛縣                 | 沛國(220-265，沛郡220-232)                                  |                                           |
| 沛國 （5）                                                                                  | 沛縣   | 杼秋縣   | 今安徽省蕭縣西北             | 沛國(220-265，沛郡220-232)                                  |                                           |
| 沛國 （5）                                                                                  | 沛縣   | 豐縣     | 今江蘇省豐縣                 | 沛國(220-265，沛郡220-232)                                  |                                           |
| 沛國 （5）                                                                                  | 沛縣   | 公丘縣   | 今山東省滕州市西             | 沛國(220-265，沛郡220-232)                                  |                                           |
| 沛國 （5）                                                                                  | 沛縣   | 廣戚縣   | 今江蘇省沛縣東南             | 彭城國(220-238，彭城郡220-232)→沛國(238-265)                |                                           |
| 沛國 （5）                                                                                  | 沛縣   | 穀陽縣   | 今安徽省固鎮縣               | 沛郡(？)                                                    | 無考縣份。                                |
| 沛國 （5）                                                                                  | 沛縣   | 鄲縣     | 今安徽省渦陽縣東北           | 沛郡(？)                                                    | 無考縣份。                                |
| 沛國 （5）                                                                                  | 沛縣   | 建平縣   | 今河南省夏邑縣西南           | 沛郡(？)                                                    | 無考縣份。                                |
| 沛國 （5）                                                                                  | 沛縣   | 臨睢縣   | 今河南省永城市北             | 沛郡(？)                                                    | 無考縣份。                                |
| 沛國 （5）                                                                                  | 沛縣   | 向縣     | 今安徽省懷遠縣北             | 沛郡(？)                                                    | 無考縣份。                                |
| 沛國 （5）                                                                                  | 沛縣   | 太丘縣   | 今河南省永城市北             | 沛郡(？)                                                    | 無考縣份。                                |
| 譙郡 （15）                                                                                 | 譙縣   | 譙縣     | 今安徽省亳州市               | 譙郡(220-265，譙國222-224)                                  |                                           |
| 譙郡 （15）                                                                                 | 譙縣   | 酇縣     | 今河南省永城市西             | 譙郡(220-265，譙國222-224)                                  |                                           |
| 譙郡 （15）                                                                                 | 譙縣   | 城父縣   | 今安徽省渦陽縣西北           | 譙郡(220-265，譙國222-224)                                  |                                           |
| 譙郡 （15）                                                                                 | 譙縣   | 蕭縣     | 今安徽省蕭縣西北             | 沛國(220-238，沛郡220-232)→譙郡(238-265)                    |                                           |
| 譙郡 （15）                                                                                 | 譙縣   | 相縣     | 今安徽省淮北市西             | 沛國(220-238，沛郡220-232)→譙郡(238-265)                    |                                           |
| 譙郡 （15）                                                                                 | 譙縣   | 竹邑縣   | 今安徽省宿州市北             | 沛國(220-238，沛郡220-232)→譙郡(238-265)                    |                                           |
| 譙郡 （15）                                                                                 | 譙縣   | 符離縣   | 今安徽省宿州市東             | 沛國(220-238，沛郡220-232)→譙郡(238-265)                    |                                           |
| 譙郡 （15）                                                                                 | 譙縣   | 蘄縣     | 今安徽省宿州市南             | 沛國(220-238，沛郡220-232)→譙郡(238-265)                    |                                           |
| 譙郡 （15）                                                                                 | 譙縣   | 銍縣     | 今安徽省宿州市西             | 沛國(220-238，沛郡220-232)→譙郡(238-265)                    |                                           |
| 譙郡 （15）                                                                                 | 譙縣   | 龍亢縣   | 今安徽省蒙城縣東             | 沛國(220-238，沛郡220-232)→譙郡(238-265)                    |                                           |
| 譙郡 （15）                                                                                 | 譙縣   | 山桑縣   | 今安徽省蒙城縣北             | 汝南郡(220-222?)→沛國(222?-238，沛郡222?-232)→譙郡(238-265) | 原為文欽侯國。                            |
| 譙郡 （15）                                                                                 | 譙縣   | 洨縣     | 今安徽省固鎮縣東             | 沛國(220-238，沛郡220-232)→譙郡(238-265)                    |                                           |
| 譙郡 （15）                                                                                 | 譙縣   | 虹縣     | 今安徽省五河縣西北           | 沛國(220-238，沛郡220-232)→譙郡(238-265)                    |                                           |
| 譙郡 （15）                                                                                 | 譙縣   | 宋縣     | 今安徽省界首市東北           | 汝南郡(220-222)→汝陰郡(222-238)→譙郡(238-265)               |                                           |
| 譙郡 （15）                                                                                 | 譙縣   | 苦縣     | 今河南省鹿邑縣               | 陳郡(220-238)→譙郡(238-265)                                 |                                           |
| 梁國 （6）                                                                                  | 睢陽縣 | 睢陽縣   | 今河南省商丘市睢陽區         | 梁國(220-265，梁郡220-232)                                  |                                           |
| 梁國 （6）                                                                                  | 睢陽縣 | 蒙縣     | 今河南省商丘市東南           | 梁國(220-265，梁郡220-232)                                  |                                           |
| 梁國 （6）                                                                                  | 睢陽縣 | 虞縣     | 今河南省虞城縣北             | 梁國(220-265，梁郡220-232)                                  |                                           |
| 梁國 （6）                                                                                  | 睢陽縣 | 下邑縣   | 今安徽省碭山縣               | 梁國(220-265，梁郡220-232)                                  |                                           |
| 梁國 （6）                                                                                  | 睢陽縣 | 寧陵縣   | 今河南省寧陵縣               | 梁國(220-265，梁郡220-232)                                  |                                           |
| 梁國 （6）                                                                                  | 睢陽縣 | 碭縣     | 今河南省永城市北芒山鎮       | 梁國(220-265，梁郡220-232)                                  |                                           |
| 梁國 （6）                                                                                  | 睢陽縣 | 穀熟縣   | 今河南省虞城縣南             | 梁郡(220-226?)                                              | 魏文帝黃初年間（220-226）廢縣。           |
| 梁國 （6）                                                                                  | 睢陽縣 | 鄢縣     | 今河南省鄢陵縣北             | 梁郡(？)                                                    | 無考縣份。                                |
| 梁國 （6）                                                                                  | 睢陽縣 | 薄縣     | 今河南省商丘市北             | 梁郡(？)                                                    | 無考縣份。                                |

### 冀州
曹魏冀州州治所在信都縣（今河北省冀州市）。範圍在今河北省中部和南部，河南省黃河以北一部分，山東省西北部黃河以北的大部。

#### 郡級行政區
曹魏冀州領鉅鹿、趙、安平、博陵、中山、河間、勃海、章武、清河、常山、平原、樂陵12郡，嘉平年間（249-253）廢章武郡。魏末領11郡。
鉅鹿郡
東漢舊郡，郡治鉅鹿縣（今河北省平鄉縣西南），後移治廮陶縣（今河北省寧晉縣西南），領鉅鹿、楊氏、鄡、下曲陽、斥章、廣宗、列人、廣年、平鄉、南欒10。後來廣年、斥漳、列人3縣移屬廣平郡，廣宗縣移屬安平郡，魏郡廮陶縣來隸。魏末領廮陶、鉅鹿、南欒、下曲陽、楊氏、鄡、平鄉7縣。
趙國
東漢舊郡，郡治柏人縣（今河北省內丘縣東北），領柏人、中丘2縣，太和六年（232年）封魏宗室曹幹為趙王，郡改為趙國，常山郡元氏、房子、平棘、高邑4縣來隸，郡治移往房人縣（今河北省高邑縣西南）。
安平郡
東漢舊郡，郡治信都縣（今河北省冀州市），領信都、下博、武邑、武遂、觀津、扶柳、經、南宮、堂陽、阜城10縣。魏時鉅鹿郡廣宗縣來隸，魏末領縣同前。
博陵郡
東漢舊郡，郡治博陵縣（今河北省蠡縣北），領博陵、安平、饒陽、南深澤、安國、高陽、蠡吾7縣。
中山國
東漢舊郡，郡治盧奴縣（今河北省定州市），領盧奴、北平、毋極、新市、望都、唐、安憙、漢昌、靈丘、上曲陽、蒲陰、廣昌12縣。太和六年（232年）封魏宗室曹袞為中山王，郡改為中山國。廢廣昌、靈丘2縣（年代不明），毋極、安憙、漢昌3縣改名無極、安喜、魏昌。魏末領盧奴、北平、新市、望都、唐、蒲陰、安喜、魏昌、毋極、上曲陽10縣。
河間郡
東漢舊郡，黃初三年（222年）至五年（224年）為曹幹王國。郡治樂城縣（今河北省獻縣東南），領樂城、武垣、鄚、易、中水、成平、弓高7縣。嘉平年間（249-253）章武郡東平舒、文安、束州3縣來隸。魏末領樂城、武垣、鄚、易、中水、成平、弓高、東平舒、文安、束州10縣。
勃海郡
東漢舊郡，郡治南皮縣（今河北省南皮縣北），領南皮、高城、重合、浮陽、東光、蓨、饒安7縣。魏時清河郡廣川縣及章武郡章武縣來隸。魏末領南皮、高城、重合、東光、浮陽、蓨、饒安、廣川、章武9縣。
章武郡（廢除）
東漢舊郡，郡治章武縣（今河北省青縣東），領章武、文安、束州、東平舒4縣，嘉平年間（249-253）廢郡，併入河間、勃海2郡。
清河郡
東漢舊郡，黃初三年（222年）至四年（223年）為曹貢王國。郡治甘陵縣（今山東省臨清市東北），領甘陵、貝丘、東武城、鄃、靈、繹幕、廣川7縣。魏時廣川縣移屬勃海郡。魏末領甘陵、貝丘、東武城、鄃、靈、繹幕6縣。
常山郡
東漢舊郡，郡治真定縣（今河北省石家莊市），領元氏、高邑、都鄉、南行唐、房子、平棘、欒城、九門、靈壽、蒲吾、井陘、真定、石邑13縣。魏時元氏、房子、平棘、高邑4縣移屬趙國，都鄉縣不可考，廢欒城縣（漢、魏之際）。魏末領真定、井陘、蒲吾、南行唐、靈壽、九門、石邑7縣。
平原郡
東漢舊郡，黃初三年（222年）至七年（226年）為曹叡王國。郡治平原縣（今山東省平原縣南），領平原、高唐、般、鬲、祝阿、漯陰、安德、西平昌8縣。魏黃初年間（220-226）祝阿、漯陰2縣移屬濟南郡，濟北郡茌平縣及東郡博平、聊城2縣來隸。魏末領平原、高唐、安德、般、鬲、西平昌、茌平、博平、聊城9縣。
樂陵郡
東漢舊郡，郡治厭次縣（今山東省陽信縣東南），領樂陵、厭次、陽信、新樂、漯沃5縣。

#### 縣級行政區
| 冀州（州治：信都縣）                                                                        |        |          |                          |                                   |                                                     |
| 說明：本表為咸熙二年（265年）冀州各郡所轄的縣份；以深灰色表示者，為曾經建置，後來廢除的縣份 |        |          |                          |                                   |                                                     |
| 郡名 （縣數）                                                                               | 郡治   | 縣名     | 今地位置(2012年12月)     | 隸屬郡國                          | 備注                                                |
| 鉅鹿郡 （7）                                                                                | 廮陶縣 | 廮陶縣   | 今河北省寧晉縣西南       | 魏郡(220-221?)→鉅鹿郡(221?-265)   |                                                     |
| 鉅鹿郡 （7）                                                                                | 廮陶縣 | 鉅鹿縣   | 今河北省平鄉縣西南       | 鉅鹿郡(220-265)                   |                                                     |
| 鉅鹿郡 （7）                                                                                | 廮陶縣 | 南欒縣   | 今河北省巨鹿縣北         | 鉅鹿郡(220-265)                   |                                                     |
| 鉅鹿郡 （7）                                                                                | 廮陶縣 | 下曲陽縣 | 今河北省晉州市西         | 鉅鹿郡(220-265)                   |                                                     |
| 鉅鹿郡 （7）                                                                                | 廮陶縣 | 楊氏縣   | 今河北省寧晉縣           | 鉅鹿郡(220-265)                   |                                                     |
| 鉅鹿郡 （7）                                                                                | 廮陶縣 | 鄡縣     | 今河北省晉州市東         | 鉅鹿郡(220-265)                   |                                                     |
| 鉅鹿郡 （7）                                                                                | 廮陶縣 | 平鄉縣   | 今河北省平鄉縣西南       | 鉅鹿郡(220-265)                   |                                                     |
| 趙國 （6）                                                                                  | 房子縣 | 房子縣   | 今河北省高邑縣西南       | 常山郡(220-232?)→趙國(232?-265)   |                                                     |
| 趙國 （6）                                                                                  | 房子縣 | 柏人縣   | 今河北省內丘縣東北       | 趙國(220-265，趙郡220-232)        |                                                     |
| 趙國 （6）                                                                                  | 房子縣 | 中丘縣   | 今河北省內丘縣           | 趙國(220-265，趙郡220-232)        |                                                     |
| 趙國 （6）                                                                                  | 房子縣 | 元氏縣   | 今河北省元氏縣西北       | 常山郡(220-232?)→趙國(232?-265)   |                                                     |
| 趙國 （6）                                                                                  | 房子縣 | 平棘縣   | 今河北省趙縣             | 常山郡(220-232?)→趙國(232?-265)   |                                                     |
| 趙國 （6）                                                                                  | 房子縣 | 高邑縣   | 今河北省高邑縣東         | 常山郡(220-232?)→趙國(232?-265)   |                                                     |
| 安平郡 （11）                                                                               | 信都縣 | 信都縣   | 今河北省冀州市           | 安平郡(220-265)                   |                                                     |
| 安平郡 （11）                                                                               | 信都縣 | 下博縣   | 今河北省武強縣西南       | 安平郡(220-265)                   |                                                     |
| 安平郡 （11）                                                                               | 信都縣 | 武邑縣   | 今河北省武邑縣           | 安平郡(220-265)                   |                                                     |
| 安平郡 （11）                                                                               | 信都縣 | 武遂縣   | 今河北省武強縣北         | 安平郡(220-265)                   |                                                     |
| 安平郡 （11）                                                                               | 信都縣 | 觀津縣   | 今河北省阜城縣西南       | 安平郡(220-265)                   | 為郭表侯國                                          |
| 安平郡 （11）                                                                               | 信都縣 | 扶柳縣   | 今河北省冀州市西北       | 安平郡(220-265)                   |                                                     |
| 安平郡 （11）                                                                               | 信都縣 | 經縣     | 今河北省廣宗縣東北       | 安平郡(220-265)                   |                                                     |
| 安平郡 （11）                                                                               | 信都縣 | 南宮縣   | 今河北省南宮縣西北       | 安平郡(220-265)                   |                                                     |
| 安平郡 （11）                                                                               | 信都縣 | 堂陽縣   | 今河北省新河縣北         | 安平郡(220-265)                   |                                                     |
| 安平郡 （11）                                                                               | 信都縣 | 阜城縣   | 今河北省阜城縣東         | 安平郡(220-265)                   |                                                     |
| 安平郡 （11）                                                                               | 信都縣 | 廣宗縣   | 今河北省廣宗縣東南       | 鉅鹿郡(220-221?)→安平郡(221?-265) |                                                     |
| 博陵郡 （7）                                                                                | 博陵縣 | 博陵縣   | 今河北省蠡縣北           | 博陵郡(220-265)                   |                                                     |
| 博陵郡 （7）                                                                                | 博陵縣 | 安平縣   | 今河北省安平縣           | 博陵郡(220-265)                   |                                                     |
| 博陵郡 （7）                                                                                | 博陵縣 | 饒陽縣   | 今河北省饒河縣東北       | 博陵郡(220-265)                   |                                                     |
| 博陵郡 （7）                                                                                | 博陵縣 | 南深澤縣 | 今河北省安平縣西         | 博陵郡(220-265)                   |                                                     |
| 博陵郡 （7）                                                                                | 博陵縣 | 安國縣   | 今河北省安國市東南       | 博陵郡(220-265)                   |                                                     |
| 博陵郡 （7）                                                                                | 博陵縣 | 高陽縣   | 今河北省高陽縣東         | 博陵郡(220-265)                   |                                                     |
| 博陵郡 （7）                                                                                | 博陵縣 | 蠡吾縣   | 今河北省博野縣           | 博陵郡(220-265)                   |                                                     |
| 中山國 （10）                                                                               | 盧奴縣 | 盧奴縣   | 今河北省定州市           | 中山國(220-265，中山郡220-232)    |                                                     |
| 中山國 （10）                                                                               | 盧奴縣 | 北平縣   | 今河北省滿城縣北         | 中山國(220-265，中山郡220-232)    |                                                     |
| 中山國 （10）                                                                               | 盧奴縣 | 新市縣   | 今河北省新樂市北         | 中山國(220-265，中山郡220-232)    |                                                     |
| 中山國 （10）                                                                               | 盧奴縣 | 望都縣   | 今河北省望都縣           | 中山國(220-265，中山郡220-232)    |                                                     |
| 中山國 （10）                                                                               | 盧奴縣 | 唐縣     | 今河北省順平縣西北       | 中山國(220-265，中山郡220-232)    |                                                     |
| 中山國 （10）                                                                               | 盧奴縣 | 蒲陰縣   | 今河北省順平縣東         | 中山國(220-265，中山郡220-232)    |                                                     |
| 中山國 （10）                                                                               | 盧奴縣 | 安喜縣   | 今河北省安國市西北       | 中山國(220-265，中山郡220-232)    | 東漢為安憙縣，魏時改名。                            |
| 中山國 （10）                                                                               | 盧奴縣 | 魏昌縣   | 今河北省深澤縣西北       | 中山國(220-265，中山郡220-232)    | 東漢為漢昌縣，黃初年間（220-226）改名。為甄暢侯國。 |
| 中山國 （10）                                                                               | 盧奴縣 | 無極縣   | 今河北省無極縣西         | 中山國(220-265，中山郡220-232)    | 東漢為毋極縣，魏時改名。                            |
| 中山國 （10）                                                                               | 盧奴縣 | 上曲陽縣 | 今河北省曲陽縣西         | 中山國(220-265，中山郡220-232)    |                                                     |
| 中山國 （10）                                                                               | 盧奴縣 | 靈丘縣   | 今山西省靈丘縣東         | 中山郡(220-？)                    | 魏時廢縣。                                          |
| 中山國 （10）                                                                               | 盧奴縣 | 廣昌縣   | 今河北省淶源縣北         | 中山郡(220-？)                    | 魏時廢縣。                                          |
| 河間郡 （10）                                                                               | 樂城縣 | 樂城縣   | 今河北省獻縣東南         | 河間郡(220-265，河間國222-224)    |                                                     |
| 河間郡 （10）                                                                               | 樂城縣 | 武垣縣   | 今河北省河間市北         | 河間郡(220-265，河間國222-224)    |                                                     |
| 河間郡 （10）                                                                               | 樂城縣 | 鄚縣     | 今河北省雄縣南           | 河間郡(220-265，河間國222-224)    | 為張郃侯國。                                        |
| 河間郡 （10）                                                                               | 樂城縣 | 易縣     | 今河北省雄縣             | 河間郡(220-265，河間國222-224)    |                                                     |
| 河間郡 （10）                                                                               | 樂城縣 | 中水縣   | 今河北省獻縣西北         | 河間郡(220-265，河間國222-224)    |                                                     |
| 河間郡 （10）                                                                               | 樂城縣 | 成平縣   | 今河北省南皮縣西北       | 河間郡(220-265，河間國222-224)    |                                                     |
| 河間郡 （10）                                                                               | 樂城縣 | 弓高縣   | 今河北省阜城縣南         | 河間郡(220-265，河間國222-224)    |                                                     |
| 河間郡 （10）                                                                               | 樂城縣 | 東平舒縣 | 今河北省青縣北           | 章武郡(220-253?)→河間郡(253?-265) |                                                     |
| 河間郡 （10）                                                                               | 樂城縣 | 文安縣   | 今河北省文安縣           | 章武郡(220-253?)→河間郡(253?-265) | 為曹贊王國                                          |
| 河間郡 （10）                                                                               | 樂城縣 | 束州縣   | 今河北省河間市東         | 章武郡(220-253?)→河間郡(253?-265) |                                                     |
| 勃海郡 （9）                                                                                | 南皮縣 | 南皮縣   | 今河北省南皮縣北         | 勃海郡(220-265)                   |                                                     |
| 勃海郡 （9）                                                                                | 南皮縣 | 高城縣   | 今河北省鹽山縣東南       | 勃海郡(220-265)                   |                                                     |
| 勃海郡 （9）                                                                                | 南皮縣 | 重合縣   | 今山東省樂陵縣西         | 勃海郡(220-265)                   |                                                     |
| 勃海郡 （9）                                                                                | 南皮縣 | 浮陽縣   | 今河北省滄州市東南       | 勃海郡(220-265)                   |                                                     |
| 勃海郡 （9）                                                                                | 南皮縣 | 東光縣   | 今河北省南皮縣南         | 勃海郡(220-265)                   |                                                     |
| 勃海郡 （9）                                                                                | 南皮縣 | 蓨縣     | 今河北省景縣             | 勃海郡(220-265)                   |                                                     |
| 勃海郡 （9）                                                                                | 南皮縣 | 饒安縣   | 今山東省樂陵縣西北       | 勃海郡(220-265)                   |                                                     |
| 勃海郡 （9）                                                                                | 南皮縣 | 廣川縣   | 今河北省棗強縣東         | 清河郡(220-？)→勃海郡(？-265)     |                                                     |
| 勃海郡 （9）                                                                                | 南皮縣 | 章武縣   | 今河北省青縣東           | 章武郡(220-253?)→勃海郡(253?-265) |                                                     |
| 清河郡 （6）                                                                                | 甘陵縣 | 甘陵縣   | 今山東省臨清市東北       | 清河郡(220-265，清河國222-223)    |                                                     |
| 清河郡 （6）                                                                                | 甘陵縣 | 貝丘縣   | 今山東省臨清市東南       | 清河郡(220-265，清河國222-223)    |                                                     |
| 清河郡 （6）                                                                                | 甘陵縣 | 東武城縣 | 今河北省故城縣西南       | 清河郡(220-265，清河國222-223)    | 为司马馗、司马权侯国。                              |
| 清河郡 （6）                                                                                | 甘陵縣 | 鄃縣     | 今山東省高唐縣東北       | 清河郡(220-265，清河國222-223)    |                                                     |
| 清河郡 （6）                                                                                | 甘陵縣 | 靈縣     | 今山東省高唐縣北         | 清河郡(220-265，清河國222-223)    |                                                     |
| 清河郡 （6）                                                                                | 甘陵縣 | 繹幕縣   | 今山東省平原縣西北       | 清河郡(220-265，清河國222-223)    |                                                     |
| 常山郡 （7）                                                                                | 真定縣 | 真定縣   | 今河北省石家莊市         | 常山郡(220-265)                   | 為曹嘉王國                                          |
| 常山郡 （7）                                                                                | 真定縣 | 井陘縣   | 今河北省井陘縣北         | 常山郡(220-265)                   |                                                     |
| 常山郡 （7）                                                                                | 真定縣 | 蒲吾縣   | 今河北省石家莊市西北     | 常山郡(220-265)                   |                                                     |
| 常山郡 （7）                                                                                | 真定縣 | 南行唐縣 | 今河北省行唐縣北         | 常山郡(220-265)                   |                                                     |
| 常山郡 （7）                                                                                | 真定縣 | 靈壽縣   | 今河北省靈壽縣           | 常山郡(220-265)                   |                                                     |
| 常山郡 （7）                                                                                | 真定縣 | 九門縣   | 今河北省正定縣東         | 常山郡(220-265)                   |                                                     |
| 常山郡 （7）                                                                                | 真定縣 | 石邑縣   | 今河北省石家莊市西南     | 常山郡(220-265)                   |                                                     |
| 常山郡 （7）                                                                                | 真定縣 | 都鄉縣   | 地望不詳                 | 常山郡(？)                        | 無考縣份。                                          |
| 常山郡 （7）                                                                                | 真定縣 | 欒城縣   | 今河北省趙縣北           | 常山郡(220)                       | 漢、魏之際廢縣。                                    |
| 平原郡 （9）                                                                                | 平原縣 | 平原縣   | 今山東省平原縣南         | 平原郡(220-265，平原國222-226)    |                                                     |
| 平原郡 （9）                                                                                | 平原縣 | 高唐縣   | 今山東省高唐縣東         | 平原郡(220-265，平原國222-226)    | 為朱靈侯國                                          |
| 平原郡 （9）                                                                                | 平原縣 | 安德縣   | 今山東省陵縣北           | 平原郡(220-265，平原國222-226)    |                                                     |
| 平原郡 （9）                                                                                | 平原縣 | 般縣     | 今山東省商河縣北         | 平原郡(220-265，平原國222-226)    |                                                     |
| 平原郡 （9）                                                                                | 平原縣 | 鬲縣     | 今山東省德州市北         | 平原郡(220-265，平原國222-226)    |                                                     |
| 平原郡 （9）                                                                                | 平原縣 | 西平昌縣 | 今山東省商河縣西北       | 平原郡(220-265，平原國222-226)    |                                                     |
| 平原郡 （9）                                                                                | 平原縣 | 茌平縣   | 今山東省茌平縣西南       | 濟北郡(220-222?)→平原郡(222?-265) |                                                     |
| 平原郡 （9）                                                                                | 平原縣 | 博平縣   | 今山東省陽穀縣東北阿城鎮 | 東郡(220-222?)→平原郡(222?-265)   | 為華歆侯國。                                        |
| 平原郡 （9）                                                                                | 平原縣 | 聊城縣   | 今山東省聊城市西北       | 東郡(220-222?)→平原郡(222?-265)   |                                                     |
| 樂陵郡 （5）                                                                                | 厭次縣 | 厭次縣   | 今山東省陽信縣東南       | 樂陵郡(220-265)                   |                                                     |
| 樂陵郡 （5）                                                                                | 厭次縣 | 樂陵縣   | 今山東省樂陵市南         | 樂陵郡(220-265)                   |                                                     |
| 樂陵郡 （5）                                                                                | 厭次縣 | 陽信縣   | 今山東省無棣縣北         | 樂陵郡(220-265)                   |                                                     |
| 樂陵郡 （5）                                                                                | 厭次縣 | 新樂縣   | 今河北省南皮縣東南       | 樂陵郡(220-265)                   |                                                     |
| 樂陵郡 （5）                                                                                | 厭次縣 | 漯沃縣   | 今山東省利津縣西         | 樂陵郡(220-265)                   |                                                     |

### 兗州
曹魏兗州州治所在廪丘縣（今山東省鄆城縣西北）。範圍在今河南省京廣鐵路以東的大部，山東省西南部和安徽省淮河以北。

#### 郡級行政區
曹魏兗州領陳留、東、東平、任城、泰山、濟北、山陽、濟陰8郡，至魏末不變。
陳留國
東漢舊郡，郡治陳留縣（今河南省開封市東南），領陳留、浚儀、尉氏、雍丘、襄邑、外黃、小黃、東昏、濟陽、平丘、封丘、酸棗、長垣、己吾、考城、圉、扶溝16縣。魏時東昏、平丘、己吾3縣已不可考。黃初三年（222年）襄邑公曹峻晉封陳留王，黃初五年（224年）降封為襄邑縣王。直至太和六年（232年）又再次封陳留王。魏末領陳留、浚儀、封丘、尉氏、雍丘、襄邑、外黃、小黃、濟陽、酸棗、長垣、考城、圉、扶溝14縣。
東郡
東漢舊郡，郡治濮陽縣（今河南省濮陽縣東），領濮陽、燕、白馬、東阿、范、臨邑、博平、聊城、樂平、陽平、穀城、鄄城、廩丘13縣。黃初二年（221年）陽平、樂平2縣移屬司隸陽平郡，博平、聊城2縣移屬冀州平原郡。魏末領濮陽、白馬、廩丘、鄄城、燕、東阿、穀城、臨邑、范9縣。
濟北國
東漢舊郡，郡治盧縣（今山東省平陰縣西），領盧、蛇丘、肥城、剛、成、茌平6縣。魏時茌平縣移屬冀州平原郡，剛縣移屬東平郡，成縣魏時不可考。太和六年（232年）陳王曹志改封濟北王，郡改為濟北國。魏末領盧、蛇丘、肥城3縣。
東平國
東漢舊郡，郡治壽張縣（今山東省東平縣南），領壽張、無鹽、東平陸、富成、章、須昌、寧陽7縣。魏時濟北郡剛縣來隸，章縣不可考。黃初四年（223年）廬江王曹徽改封壽張王，東平郡改稱壽張國，黃初五年（224年）復舊名。太和六年（232年）封曹徽為東平王，郡改稱東平國。魏末領壽張、無鹽、東平陸、富城、須昌、寧陽、剛7縣。
濟陰郡
東漢舊郡，郡治定陶縣（今山東省定陶縣），領定陶、乘氏、句陽、離狐、冤句、單父、成武、己氏、成陽9縣。
泰山郡
東漢舊郡，郡治奉高縣（今山東省泰安市東），領奉高、博、梁父、矩平、嬴、山茌、萊蕪、蓋、南武陽、南城、費、牟、華13縣。魏時置平陽縣，費縣移屬徐州琅邪郡，東莞郡蒙陰縣來隸。魏末領奉高、博、矩平、山茌、梁父、嬴、萊蕪、南武陽、南城、牟、蓋、華、蒙陰、平陽14縣。
山陽郡
東漢舊郡，郡治昌邑縣（今山東省金鄉縣西北），領昌邑、東緡、鉅野、高平、湖陸、南平陽、方與、瑕丘、金鄉、防東10縣。魏時防東縣不可考。魏末領領昌邑、鉅野、方與、金鄉、湖陸、高平、南平陽、瑕丘、東緡9縣。
任城郡
東漢舊郡，郡治任城縣（今山東省鄒城市西南），領任城、亢父、樊3縣。黃初三年（222年）至四年（223年）封曹彰為任城王，太和六年（232年）至正始七年（246年）封曹楷為任城王。

#### 縣級行政區
| 兗州（州治：廪丘縣）                                                                        |        |          |                          |                                                        |                        |
| 說明：本表為咸熙二年（265年）兗州各郡所轄的縣份；以深灰色表示者，為曾經建置，後來廢除的縣份 |        |          |                          |                                                        |                        |
| 郡名 （縣數）                                                                               | 郡治   | 縣名     | 今地位置(2012年12月)     | 隸屬郡國                                               | 備注                   |
| 陳留國 （14）                                                                               | 陳留縣 | 陳留縣   | 今河南省開封縣東南陳留鎮 | 陳留國(220-265，陳留郡220-222、224-232)                |                        |
| 陳留國 （14）                                                                               | 陳留縣 | 浚儀縣   | 今河南省開封市           | 陳留國(220-265，陳留郡220-222、224-232)                |                        |
| 陳留國 （14）                                                                               | 陳留縣 | 封丘縣   | 今河南省封丘縣西南       | 陳留國(220-265，陳留郡220-222、224-232)                |                        |
| 陳留國 （14）                                                                               | 陳留縣 | 尉氏縣   | 今河南省尉氏縣           | 陳留國(220-265，陳留郡220-222、224-232)                |                        |
| 陳留國 （14）                                                                               | 陳留縣 | 雍丘縣   | 今河南省杞縣             | 陳留國(220-265，陳留郡220-222、224-232)                |                        |
| 陳留國 （14）                                                                               | 陳留縣 | 襄邑縣   | 今河南省睢縣             | 陳留國(220-265，陳留郡220-222、224-232)                |                        |
| 陳留國 （14）                                                                               | 陳留縣 | 外黃縣   | 今河南省蘭考縣東北       | 陳留國(220-265，陳留郡220-222、224-232)                |                        |
| 陳留國 （14）                                                                               | 陳留縣 | 小黃縣   | 今河南省開封縣東北       | 陳留國(220-265，陳留郡220-222、224-232)                |                        |
| 陳留國 （14）                                                                               | 陳留縣 | 濟陽縣   | 今河南省蘭考縣東北       | 陳留國(220-265，陳留郡220-222、224-232)                |                        |
| 陳留國 （14）                                                                               | 陳留縣 | 酸棗縣   | 今河南省延津縣西南       | 陳留國(220-265，陳留郡220-222、224-232)                |                        |
| 陳留國 （14）                                                                               | 陳留縣 | 長垣縣   | 今河南省長垣縣東北       | 陳留國(220-265，陳留郡220-222、224-232)                | 為衛臻侯國。           |
| 陳留國 （14）                                                                               | 陳留縣 | 考城縣   | 今河南省民權縣東北       | 陳留國(220-265，陳留郡220-222、224-232)                |                        |
| 陳留國 （14）                                                                               | 陳留縣 | 圉縣     | 今河南省杞縣南           | 陳留國(220-265，陳留郡220-222、224-232)                |                        |
| 陳留國 （14）                                                                               | 陳留縣 | 扶溝縣   | 今河南省扶溝縣           | 陳留國(220-265，陳留郡220-222、224-232)                |                        |
| 陳留國 （14）                                                                               | 陳留縣 | 東昏縣   | 今河南省蘭考縣北         | 陳留郡(220)                                            | 漢、魏之際廢縣。       |
| 陳留國 （14）                                                                               | 陳留縣 | 平丘縣   | 今河南省封丘縣東         | 陳留郡(？)                                             | 無考縣份。             |
| 陳留國 （14）                                                                               | 陳留縣 | 己吾縣   | 今河南省寧陵縣西南       | 陳留郡(？)                                             | 無考縣份。             |
| 東郡 （9）                                                                                  | 濮陽縣 | 濮陽縣   | 今河南省濮陽縣西         | 東郡(220-265)                                          |                        |
| 東郡 （9）                                                                                  | 濮陽縣 | 白馬縣   | 今河南省滑縣             | 東郡(220-265)                                          |                        |
| 東郡 （9）                                                                                  | 濮陽縣 | 廩丘縣   | 今山東省鄆城縣西北       | 東郡(220-265)                                          |                        |
| 東郡 （9）                                                                                  | 濮陽縣 | 鄄城縣   | 今山東省鄄城縣北         | 東郡(220-265)                                          |                        |
| 東郡 （9）                                                                                  | 濮陽縣 | 燕縣     | 今山東省延津縣東北       | 東郡(220-265)                                          |                        |
| 東郡 （9）                                                                                  | 濮陽縣 | 東阿縣   | 今山東省東阿縣           | 東郡(220-265)                                          |                        |
| 東郡 （9）                                                                                  | 濮陽縣 | 穀城縣   | 今山東省平陰縣西南       | 東郡(220-265)                                          |                        |
| 東郡 （9）                                                                                  | 濮陽縣 | 臨邑縣   | 今山東省東阿縣           | 東郡(220-265)                                          |                        |
| 東郡 （9）                                                                                  | 濮陽縣 | 范縣     | 今山東省梁山縣西         | 東郡(220-265)                                          |                        |
| 濟北國 （3）                                                                                | 盧縣   | 盧縣     | 今山東省平陰縣西         | 濟北國(220-265，濟北郡220-232)                         |                        |
| 濟北國 （3）                                                                                | 盧縣   | 蛇丘縣   | 今山東省寧陽縣北         | 濟北國(220-265，濟北郡220-232)                         |                        |
| 濟北國 （3）                                                                                | 盧縣   | 肥城縣   | 今山東省肥城縣           | 濟北國(220-265，濟北郡220-232)                         |                        |
| 濟北國 （3）                                                                                | 盧縣   | 成縣     | 今山東省寧陽縣東北       | 濟北郡(？)                                             | 無考縣份。             |
| 東平國 （7）                                                                                | 壽張縣 | 壽張縣   | 今山東省東平縣南         | 東平國(220-265，東平郡220-223、224-232，壽張國223-224) |                        |
| 東平國 （7）                                                                                | 壽張縣 | 無鹽縣   | 今山東省東平縣東         | 東平國(220-265，東平郡220-223、224-232，壽張國223-224) |                        |
| 東平國 （7）                                                                                | 壽張縣 | 東平陸縣 | 今山東省汶上縣北         | 東平國(220-265，東平郡220-223、224-232，壽張國223-224) |                        |
| 東平國 （7）                                                                                | 壽張縣 | 富城縣   | 今山東省肥城市西南       | 東平國(220-265，東平郡220-223、224-232，壽張國223-224) |                        |
| 東平國 （7）                                                                                | 壽張縣 | 須昌縣   | 今山東省東平縣西         | 東平國(220-265，東平郡220-223、224-232，壽張國223-224) |                        |
| 東平國 （7）                                                                                | 壽張縣 | 寧陽縣   | 今山東省寧陽縣南         | 東平國(220-265，東平郡220-223、224-232，壽張國223-224) |                        |
| 東平國 （7）                                                                                | 壽張縣 | 剛縣     | 今山東省寧陽縣北         | 濟北郡(220-？)→東平國(？-265)                          |                        |
| 東平國 （7）                                                                                | 壽張縣 | 章縣     | 今山東省東平縣東         | 東平郡(？)                                             | 無考縣份。             |
| 濟陰郡 （9）                                                                                | 定陶縣 | 定陶縣   | 今山東省定陶縣           | 濟陰郡(220-265，濟陰國222-224)                         |                        |
| 濟陰郡 （9）                                                                                | 定陶縣 | 乘氏縣   | 今山東省菏澤市東         | 濟陰郡(220-265，濟陰國222-224)                         |                        |
| 濟陰郡 （9）                                                                                | 定陶縣 | 句陽縣   | 今山東省菏澤市北         | 濟陰郡(220-265，濟陰國222-224)                         |                        |
| 濟陰郡 （9）                                                                                | 定陶縣 | 離狐縣   | 今山東省東明縣北         | 濟陰郡(220-265，濟陰國222-224)                         |                        |
| 濟陰郡 （9）                                                                                | 定陶縣 | 冤句縣   | 今山東省定陶縣西         | 濟陰郡(220-265，濟陰國222-224)                         |                        |
| 濟陰郡 （9）                                                                                | 定陶縣 | 單父縣   | 今山東省單縣             | 濟陰郡(220-265，濟陰國222-224)                         |                        |
| 濟陰郡 （9）                                                                                | 定陶縣 | 成武縣   | 今山東省成武縣           | 濟陰郡(220-265，濟陰國222-224)                         |                        |
| 濟陰郡 （9）                                                                                | 定陶縣 | 己氏縣   | 今山東省單縣西南         | 濟陰郡(220-265，濟陰國222-224)                         |                        |
| 濟陰郡 （9）                                                                                | 定陶縣 | 成陽縣   | 今山東省菏澤市東北       | 濟陰郡(220-265，濟陰國222-224)                         |                        |
| 泰山郡 （14）                                                                               | 奉高縣 | 奉高縣   | 今山東省泰安市東         | 泰山郡(220-265)                                        |                        |
| 泰山郡 （14）                                                                               | 奉高縣 | 博縣     | 今山東省泰安市東南       | 泰山郡(220-265)                                        |                        |
| 泰山郡 （14）                                                                               | 奉高縣 | 鉅平縣   | 今山東省泰安市南         | 泰山郡(220-265)                                        |                        |
| 泰山郡 （14）                                                                               | 奉高縣 | 山茌縣   | 今山東省濟南市長清區西北 | 泰山郡(220-265)                                        |                        |
| 泰山郡 （14）                                                                               | 奉高縣 | 梁父縣   | 今山東省新泰市西         | 泰山郡(220-265)                                        |                        |
| 泰山郡 （14）                                                                               | 奉高縣 | 嬴縣     | 今山東省萊蕪市西北       | 泰山郡(220-265)                                        |                        |
| 泰山郡 （14）                                                                               | 奉高縣 | 萊蕪縣   | 今山東省淄博市南         | 泰山郡(220-265)                                        |                        |
| 泰山郡 （14）                                                                               | 奉高縣 | 南武陽縣 | 今山東省平邑縣           | 泰山郡(220-265)                                        |                        |
| 泰山郡 （14）                                                                               | 奉高縣 | 南城縣   | 今山東省棗莊市北         | 泰山郡(220-265)                                        |                        |
| 泰山郡 （14）                                                                               | 奉高縣 | 牟縣     | 今山東省萊蕪市東         | 泰山郡(220-265)                                        |                        |
| 泰山郡 （14）                                                                               | 奉高縣 | 蓋縣     | 今山東省沂源縣東南       | 泰山郡(220-265)                                        |                        |
| 泰山郡 （14）                                                                               | 奉高縣 | 華縣     | 今山東省費縣             | 泰山郡(220-265)                                        |                        |
| 泰山郡 （14）                                                                               | 奉高縣 | 蒙陰縣   | 今山東省蒙陰縣南         | 東莞郡(220-？)→泰山郡(？-265)                          |                        |
| 泰山郡 （14）                                                                               | 奉高縣 | 平陽縣   | 今山東省新泰市           | 泰山郡(？-265)                                         | 魏時置縣。（不詳何時） |
| 山陽郡 （9）                                                                                | 昌邑縣 | 昌邑縣   | 今山東省金鄉縣西北       | 山陽郡(220-265)                                        | 為滿寵侯國。           |
| 山陽郡 （9）                                                                                | 昌邑縣 | 鉅野縣   | 今山東省巨野縣北         | 山陽郡(220-265)                                        |                        |
| 山陽郡 （9）                                                                                | 昌邑縣 | 方與縣   | 今山東省魚臺縣西         | 山陽郡(220-265)                                        |                        |
| 山陽郡 （9）                                                                                | 昌邑縣 | 金鄉縣   | 今山東省金鄉縣北         | 山陽郡(220-265)                                        |                        |
| 山陽郡 （9）                                                                                | 昌邑縣 | 湖陸縣   | 今山東省魚臺縣東北       | 山陽郡(220-265)                                        |                        |
| 山陽郡 （9）                                                                                | 昌邑縣 | 高平縣   | 今山東省微山縣西北       | 山陽郡(220-265)                                        |                        |
| 山陽郡 （9）                                                                                | 昌邑縣 | 南平陽縣 | 今山東省鄒城市           | 山陽郡(220-265)                                        |                        |
| 山陽郡 （9）                                                                                | 昌邑縣 | 瑕丘縣   | 今山東省兗州市北         | 山陽郡(220-265)                                        |                        |
| 山陽郡 （9）                                                                                | 昌邑縣 | 東緡縣   | 今山東省金鄉縣           | 山陽郡(220-265)                                        |                        |
| 山陽郡 （9）                                                                                | 昌邑縣 | 防東縣   | 今山東省單縣東北         | 山陽郡(？)                                             | 無考縣份。             |
| 任城郡 （3）                                                                                | 任城縣 | 任城縣   | 今山東省鄒城市西南       | 任城郡(220-265，任城國222-223、232-246)                |                        |
| 任城郡 （3）                                                                                | 任城縣 | 亢父縣   | 今山東省濟寧市南         | 任城郡(220-265，任城國222-223、232-246)                |                        |
| 任城郡 （3）                                                                                | 任城縣 | 樊縣     | 今山東省濟寧市東         | 任城郡(220-265，任城國222-223、232-246)                |                        |

### 徐州
曹魏徐州州治所在彭城縣（今江蘇省徐州市）。範圍在今山東省東南部（臨沂、日照）和江蘇省長江以北一帶。

#### 郡級行政區
曹魏徐州領有下邳、廣陵、彭城、東海、琅邪、利城、城陽、東莞8郡。黃初年間（220-226）新置平昌郡（旋廢），廢除利城、東莞2郡。曹魏末年領下邳、廣陵、彭城、東海、琅邪、城陽6郡。
彭城國
東漢舊郡，郡治彭城縣（今江蘇省徐州市），領彭城、武原、傅陽、呂、留、梧、菑丘、廣戚8縣。菑丘縣魏時不可考。黃初三年（222年）改封義陽王曹據為彭城王，同年改封濟陰王；太和六年（232年）復封曹據為彭城王。景初二年（238年）廣戚縣移屬沛國。曹魏末年領彭城、留、傅陽、武原、呂、梧6縣。
下邳郡
東漢舊郡，郡治下邳縣（今江蘇省邳州市南），領下邳、睢陵、夏丘、取慮、僮、良成、下相、司吾、徐、淮陵、曲陽11縣。黃初三年（222年）至黃初五年（224年）為曹宇王國。
廣陵郡
東漢舊郡，郡治淮陰縣（今江蘇省淮安市淮陰區），領淮陰、淮浦、海西、射陽、淩5縣。魏時廢射陽、淩2縣。魏末領淮陰、淮浦、海西3縣。
東海國
東漢舊郡，郡治郯縣（今山東省郯城縣），領郯、蘭陵、戚、朐、襄賁、昌慮、承、陰平、合鄉、厚丘10縣。曹魏時陰平縣已不可考。黃初六年（225年）後利城郡祝其、利城、贛榆3縣來隸，後廢贛榆縣。太和六年（232年）改封館陶縣王曹霖為東海王，郡改為東海國。魏末領郯、祝其、朐、襄賁、昌慮、厚丘、蘭陵、承、戚、合鄉、利城11縣。
琅邪國
東漢舊郡，郡治開陽縣（今山東省臨沂市），領開陽、陽都、臨沂、即丘、繒5縣。曹魏時泰山郡費縣、城陽郡安丘縣、東莞郡東莞、東安2縣來隸。太和六年（232年）句陽縣王曹敏晉封為琅邪王。魏末領開陽、臨沂、陽都、繒、即丘、東安、東莞、安丘、費9縣。
城陽郡
東漢舊郡，郡初治莒縣（今山東省莒縣），後移治東武縣（今山東省諸城市），領東武、諸、莒、姑幕、壯武、淳于、高密、昌安、平昌、夷安、安丘、黔陬12縣。魏時安丘縣移屬琅邪郡，北海郡朱虛縣來隸。魏末領東武、莒、諸、壯武、淳于、高密、昌安、平昌、夷安、姑幕、黔陬、朱虛12縣。
東莞郡（廢除）
東漢舊郡，郡治東莞縣（今山東省沂水縣），領東莞、臨朐、蒙陰、東安4縣，後廢郡併入琅邪、齊、北海3郡。咸熙年間再復置。
利城郡（廢除）
東漢舊郡，郡治利城縣（今江蘇省贛榆縣西），領利城、祝其、贛榆3縣。黃初六年（225年）利城郡士兵蔡方乘機起事，以唐咨為首，攻殺利城太守徐質。魏文帝曹丕派屯騎校尉任福等領軍討伐，唐咨兵敗逃亡，不久利城郡被廢，併入東海郡。
平昌郡（廢除）
魏文帝黃初年間（220-226）分城陽置，以孫禮為太守，旋廢併入城陽郡。

#### 縣級行政區
| 徐州（州治：彭城縣）                                                                        |        |        |                          |                                                  |              |
| 說明：本表為咸熙二年（265年）徐州各郡所轄的縣份；以深灰色表示者，為曾經建置，後來廢除的縣份 |        |        |                          |                                                  |              |
| 郡名 （縣數）                                                                               | 郡治   | 縣名   | 今地位置(2012年12月)     | 隸屬郡國                                         | 備注         |
| 彭城國 （6）                                                                                | 彭城縣 | 彭城縣 | 今江蘇省徐州市           | 彭城國(220-265，彭城郡220-232)                   |              |
| 彭城國 （6）                                                                                | 彭城縣 | 留縣   | 今江蘇省沛縣東南         | 彭城國(220-265，彭城郡220-232)                   |              |
| 彭城國 （6）                                                                                | 彭城縣 | 傅陽縣 | 今江蘇省邳州市西北       | 彭城國(220-265，彭城郡220-232)                   |              |
| 彭城國 （6）                                                                                | 彭城縣 | 武原縣 | 今江蘇省邳州市西北       | 彭城國(220-265，彭城郡220-232)                   |              |
| 彭城國 （6）                                                                                | 彭城縣 | 呂縣   | 今江蘇省徐州市東         | 彭城國(220-265，彭城郡220-232)                   |              |
| 彭城國 （6）                                                                                | 彭城縣 | 梧縣   | 今江蘇省蕭縣南           | 彭城國(220-265，彭城郡220-232)                   |              |
| 彭城國 （6）                                                                                | 彭城縣 | 菑丘縣 | 今安徽省宿州市東北       | 彭城郡(？)                                       | 無考縣份。   |
| 下邳郡 （11）                                                                               | 下邳縣 | 下邳縣 | 今江蘇省邳州市南         | 下邳郡(220-265，下邳國222-224)                   |              |
| 下邳郡 （11）                                                                               | 下邳縣 | 睢陵縣 | 今江蘇省睢寧縣           | 下邳郡(220-265，下邳國222-224)                   |              |
| 下邳郡 （11）                                                                               | 下邳縣 | 夏丘縣 | 今安徽省泗縣東           | 下邳郡(220-265，下邳國222-224)                   |              |
| 下邳郡 （11）                                                                               | 下邳縣 | 取慮縣 | 今江蘇省睢寧縣西南       | 下邳郡(220-265，下邳國222-224)                   |              |
| 下邳郡 （11）                                                                               | 下邳縣 | 僮縣   | 今江蘇省睢寧縣南         | 下邳郡(220-265，下邳國222-224)                   |              |
| 下邳郡 （11）                                                                               | 下邳縣 | 良成縣 | 今江蘇省邳州市東         | 下邳郡(220-265，下邳國222-224)                   | 為臧霸侯國。 |
| 下邳郡 （11）                                                                               | 下邳縣 | 下相縣 | 今江蘇省宿遷市           | 下邳郡(220-265，下邳國222-224)                   |              |
| 下邳郡 （11）                                                                               | 下邳縣 | 司吾縣 | 今江蘇省宿遷市北         | 下邳郡(220-265，下邳國222-224)                   |              |
| 下邳郡 （11）                                                                               | 下邳縣 | 徐縣   | 今江蘇省泗洪縣南         | 下邳郡(220-265，下邳國222-224)                   |              |
| 下邳郡 （11）                                                                               | 下邳縣 | 淮陵縣 | 今江蘇省盱眙縣西         | 下邳郡(220-265，下邳國222-224)                   |              |
| 下邳郡 （11）                                                                               | 下邳縣 | 曲陽縣 | 今江蘇省沭陽縣           | 下邳郡(220-265，下邳國222-224)                   |              |
| 下邳郡 （11）                                                                               | 下邳縣 | 盱台縣 | 今江蘇省盱眙縣東北       |                                                  | 廢棄縣份。   |
| 下邳郡 （11）                                                                               | 下邳縣 | 高山縣 | 今江蘇省盱眙縣南         |                                                  | 廢棄縣份。   |
| 下邳郡 （11）                                                                               | 下邳縣 | 潘旌縣 | 地望不詳                 |                                                  | 廢棄縣份。   |
| 下邳郡 （11）                                                                               | 下邳縣 | 東城縣 | 今江蘇省睢寧縣古邳鎮     |                                                  | 廢棄縣份。   |
| 廣陵郡 （3）                                                                                | 淮陰縣 | 淮陰縣 | 今江蘇省淮安市淮陰區     | 廣陵郡(220-265)                                  |              |
| 廣陵郡 （3）                                                                                | 淮陰縣 | 淮浦縣 | 今江蘇省漣水縣           | 廣陵郡(220-265)                                  |              |
| 廣陵郡 （3）                                                                                | 淮陰縣 | 海西縣 | 今江蘇省灌南縣東南       | 廣陵郡(220-265)                                  |              |
| 廣陵郡 （3）                                                                                | 淮陰縣 | 射陽縣 | 今江蘇省寶應縣東         | 廣陵郡(220-？)                                   | 三國時廢縣。 |
| 廣陵郡 （3）                                                                                | 淮陰縣 | 淩縣   | 今江蘇省泗陽縣           | 廣陵郡(220-？)                                   | 三國時廢縣。 |
| 廣陵郡 （3）                                                                                | 淮陰縣 | 平安縣 | 今江蘇省寶應縣西南       |                                                  | 廢棄縣份。   |
| 廣陵郡 （3）                                                                                | 淮陰縣 | 東陽縣 | 今江蘇省金湖縣西         |                                                  | 廢棄縣份。   |
| 廣陵郡 （3）                                                                                | 淮陰縣 | 鹽瀆縣 | 今江蘇省鹽城市           |                                                  | 廢棄縣份。   |
| 東海國 （11）                                                                               | 郯縣   | 郯縣   | 今山東省郯城縣           | 東海國(220-265，東海郡220-232)                   |              |
| 東海國 （11）                                                                               | 郯縣   | 朐縣   | 今江蘇省連雲港市西南     | 東海國(220-265，東海郡220-232)                   |              |
| 東海國 （11）                                                                               | 郯縣   | 襄賁縣 | 今山東省郯城縣西北       | 東海國(220-265，東海郡220-232)                   |              |
| 東海國 （11）                                                                               | 郯縣   | 昌慮縣 | 今山東省棗莊市西         | 東海國(220-265，東海郡220-232)                   |              |
| 東海國 （11）                                                                               | 郯縣   | 厚丘縣 | 今江蘇省沭陽縣北         | 東海國(220-265，東海郡220-232)                   |              |
| 東海國 （11）                                                                               | 郯縣   | 蘭陵縣 | 今山東省郯城縣西南       | 東海國(220-265，東海郡220-232)                   | 為王朗侯國。 |
| 東海國 （11）                                                                               | 郯縣   | 承縣   | 今山東省棗莊市東南       | 東海國(220-265，東海郡220-232)                   |              |
| 東海國 （11）                                                                               | 郯縣   | 戚縣   | 今山東省微山縣           | 東海國(220-265，東海郡220-232)                   |              |
| 東海國 （11）                                                                               | 郯縣   | 合鄉縣 | 今山東省滕州市東北       | 東海國(220-265，東海郡220-232)                   |              |
| 東海國 （11）                                                                               | 郯縣   | 祝其縣 | 今江蘇省贛榆縣西北       | 利城郡(220-226?)→東海國(226?-265，東海郡226-232) |              |
| 東海國 （11）                                                                               | 郯縣   | 利城縣 | 今江蘇省贛榆縣西         | 利城郡(220-226?)→東海國(226?-265，東海郡226-232) |              |
| 東海國 （11）                                                                               | 郯縣   | 陰平縣 | 今山東省棗莊市西南       | 東海郡(？)                                       | 無考縣份。   |
| 東海國 （11）                                                                               | 郯縣   | 贛榆縣 | 今江蘇省贛榆縣北         | 利城郡(220-226?)→東海郡(？)                      | 魏時廢縣。   |
| 琅邪郡 （9）                                                                                | 開陽縣 | 開陽縣 | 今山東省臨沂市北         | 琅邪國(220-265，琅邪郡220-232)                   | 為卞秉侯國   |
| 琅邪郡 （9）                                                                                | 開陽縣 | 臨沂縣 | 今山東省臨沂市西北       | 琅邪國(220-265，琅邪郡220-232)                   |              |
| 琅邪郡 （9）                                                                                | 開陽縣 | 陽都縣 | 今山東省沂南縣南         | 琅邪國(220-265，琅邪郡220-232)                   |              |
| 琅邪郡 （9）                                                                                | 開陽縣 | 繒縣   | 今山東省蒼山縣西北       | 琅邪國(220-265，琅邪郡220-232)                   |              |
| 琅邪郡 （9）                                                                                | 開陽縣 | 即丘縣 | 今山東省臨沂市東南       | 琅邪國(220-265，琅邪郡220-232)                   |              |
| 琅邪郡 （9）                                                                                | 開陽縣 | 費縣   | 今山東省費縣北           | 泰山郡(220-？)→琅邪郡(？-265)                    |              |
| 琅邪郡 （9）                                                                                | 開陽縣 | 安丘縣 | 今山東省安丘市西南       | 城陽郡(220-？)→琅邪國(？-265)                    |              |
| 琅邪郡 （9）                                                                                | 開陽縣 | 東莞縣 | 今山東省沂水縣           | 東莞郡(220-？)→琅邪國(？-265)                    |              |
| 琅邪郡 （9）                                                                                | 開陽縣 | 東安縣 | 今山東省沂南縣北         | 東莞郡(220-？)→琅邪國(？-265)                    |              |
| 城陽郡 （12）                                                                               | 東武縣 | 東武縣 | 今山東省諸城市           | 城陽郡(220-265)                                  | 為王基侯國。 |
| 城陽郡 （12）                                                                               | 東武縣 | 莒縣   | 今山東省莒縣             | 城陽郡(220-265)                                  |              |
| 城陽郡 （12）                                                                               | 東武縣 | 諸縣   | 今山東省諸城市西南       | 城陽郡(220-265)                                  |              |
| 城陽郡 （12）                                                                               | 東武縣 | 壯武縣 | 今青岛市即墨区西         | 城陽郡(220-265)                                  |              |
| 城陽郡 （12）                                                                               | 東武縣 | 淳于縣 | 今山東省安丘市東北       | 城陽郡(220-265)                                  |              |
| 城陽郡 （12）                                                                               | 東武縣 | 高密縣 | 今山東省高密市東         | 城陽郡(220-265)                                  |              |
| 城陽郡 （12）                                                                               | 東武縣 | 昌安縣 | 今山東省安丘市東南       | 城陽郡(220-265)                                  |              |
| 城陽郡 （12）                                                                               | 東武縣 | 平昌縣 | 今山東省諸城市西北       | 城陽郡(220-265)                                  |              |
| 城陽郡 （12）                                                                               | 東武縣 | 夷安縣 | 今山東省高密市           | 城陽郡(220-265)                                  |              |
| 城陽郡 （12）                                                                               | 東武縣 | 姑幕縣 | 今山東省安丘市南石埠子鎮 | 城陽郡(220-265)                                  |              |
| 城陽郡 （12）                                                                               | 東武縣 | 黔陬縣 | 今山東省膠州市西南       | 城陽郡(220-265)                                  |              |
| 城陽郡 （12）                                                                               | 東武縣 | 朱虛縣 | 今山東省臨朐縣東南       | 北海郡(220-？)→城陽郡(？-265)                    |              |

### 揚州
東漢末年揚州由魏、吳分治，曹魏揚州治壽春縣。範圍在今安徽省淮河以南，大別山、巢湖以北一帶。

#### 郡級行政區
曹魏揚州領九江、廬江2郡。黃初年間（220-226）增置安豐郡。九江郡後來改名淮南郡。正元二年（255年）安豐郡廢郡併入廬江郡。魏末領2郡。
淮南郡
東漢舊郡，黃初二年（221年）封宗室曹邕為淮南公，九江郡改稱淮南國，四年（223年）廢國為淮南郡。太和六年（232年）又封曹彪為楚王，改淮南郡為楚國。永嘉三年（251年）楚王曹彪有罪自殺，國除為郡。郡治壽春縣（今安徽省壽縣），領壽春、陰陵、成德、西曲陽、合肥、鍾離、下蔡、平阿、義成9縣。魏時鍾離縣長馬茂投吳，縣遂被廢。曹魏末領壽春、成德、下蔡、義成、西曲陽、平阿、合肥、陰陵8縣。
廬江郡
東漢末廬江郡由魏、吳分治，黃初三年（222年）封宗室曹徽為廬江王，改廬江郡為廬江國，四年（223年）廢國為郡。曹魏廬江郡治六安縣（今安徽省六安縣北），領六安、灊、陽泉、雩婁、蓼、安豐、安風7縣。黃初年間（220-226）分陽泉、雩婁、蓼、安豐、安風5縣置安豐郡。正元二年（255年）安豐郡安風、陽泉、雩婁、蓼、安豐、松滋6縣來隸。曹魏末領六安、灊、安風、陽泉、雩婁、蓼、安豐、松滋8縣。
安豐郡（廢除）
曹魏黃初年間（220-226）分廬江郡置，郡治安風縣（今安徽省六安縣北），領安風、陽泉、雩婁、蓼、安豐5縣。後增置松滋縣。正元二年（255年）毌丘儉叛亂失敗後廢郡併入廬江郡。

#### 縣級行政區
| 揚州（州治：壽春縣）                                                                        |        |          |                      |                                                                    |                                  |
| 說明：本表為咸熙二年（265年）揚州各郡所轄的縣份；以深灰色表示者，為曾經建置，後來廢除的縣份 |        |          |                      |                                                                    |                                  |
| 郡名 （縣數）                                                                               | 郡治   | 縣名     | 今地位置(2012年12月) | 隸屬郡國                                                           | 備注                             |
| 淮南郡 （8）                                                                                | 壽春縣 | 壽春縣   | 今安徽省壽縣         | 淮南郡(220-265，九江郡220-221，淮南國221-223，楚國232-251)         |                                  |
| 淮南郡 （8）                                                                                | 壽春縣 | 成德縣   | 今安徽省合肥市西北   | 淮南郡(220-265，九江郡220-221，淮南國221-223，楚國232-251)         |                                  |
| 淮南郡 （8）                                                                                | 壽春縣 | 下蔡縣   | 今安徽省鳳臺縣       | 淮南郡(220-265，九江郡220-221，淮南國221-223，楚國232-251)         |                                  |
| 淮南郡 （8）                                                                                | 壽春縣 | 義成縣   | 今安徽省蚌埠市西北   | 淮南郡(220-265，九江郡220-221，淮南國221-223，楚國232-251)         |                                  |
| 淮南郡 （8）                                                                                | 壽春縣 | 西曲陽縣 | 今安徽省淮南市東南   | 淮南郡(220-265，九江郡220-221，淮南國221-223，楚國232-251)         |                                  |
| 淮南郡 （8）                                                                                | 壽春縣 | 平阿縣   | 今安徽省淮南市北     | 淮南郡(220-265，九江郡220-221，淮南國221-223，楚國232-251)         |                                  |
| 淮南郡 （8）                                                                                | 壽春縣 | 合肥縣   | 今安徽省合肥市       | 淮南郡(220-265，九江郡220-221，淮南國221-223，楚國232-251)         |                                  |
| 淮南郡 （8）                                                                                | 壽春縣 | 陰陵縣   | 今安徽省長豐縣西北   | 淮南郡(220-265，九江郡220-221，淮南國221-223，楚國232-251)         |                                  |
| 淮南郡 （8）                                                                                | 壽春縣 | 鍾離縣   | 今安徽省蚌埠市東     | 淮南郡(220-240?，九江郡220-221，淮南國221-223，楚國232-240?)       | 魏時鍾離縣長馬茂投吳，縣遂被廢。 |
| 淮南郡 （8）                                                                                | 壽春縣 | 逡遒縣   |                      |                                                                    | 東漢末廢棄縣份。地為魏據。       |
| 廬江郡 （8）                                                                                | 六安縣 | 六安縣   | 今安徽省六安市北     | 廬江郡(220-265，廬江國222-223)                                     |                                  |
| 廬江郡 （8）                                                                                | 六安縣 | 灊縣     | 今安徽省六安市南     | 廬江郡(220-265，廬江國222-223)                                     |                                  |
| 廬江郡 （8）                                                                                | 六安縣 | 安風縣   | 今安徽省霍丘縣西南   | 廬江郡(220-225?，廬江國222-223)→安豐郡(225?-255?)→廬江郡(255?-265) |                                  |
| 廬江郡 （8）                                                                                | 六安縣 | 陽泉縣   | 今安徽省壽縣西南     | 廬江郡(220-225?，廬江國222-223)→安豐郡(225?-255?)→廬江郡(255?-265) |                                  |
| 廬江郡 （8）                                                                                | 六安縣 | 雩婁縣   | 今安徽省金寨縣北     | 廬江郡(220-225?，廬江國222-223)→安豐郡(225?-255?)→廬江郡(255?-265) |                                  |
| 廬江郡 （8）                                                                                | 六安縣 | 蓼縣     | 今河南省固始縣南     | 廬江郡(220-225?，廬江國222-223)→安豐郡(225?-255?)→廬江郡(255?-265) |                                  |
| 廬江郡 （8）                                                                                | 六安縣 | 安豐縣   | 今河南省固始縣南     | 廬江郡(220-225?，廬江國222-223)→安豐郡(225?-255?)→廬江郡(255?-265) |                                  |
| 廬江郡 （8）                                                                                | 六安縣 | 松滋縣   | 今安徽省霍丘縣東     | 安豐郡(？-255?)→廬江郡(255?-265)                                   | 魏時置縣。                       |
| 廬江郡 （8）                                                                                | 六安縣 | 舒縣     |                      |                                                                    | 東漢末廢棄縣份。地為魏據。       |
| 廬江郡 （8）                                                                                | 六安縣 | 龍舒縣   |                      |                                                                    | 東漢末廢棄縣份。地為魏據。       |

### 青州
曹魏青州州治所在廣縣（今山東省青州市）。範圍在今山東省的東從海山東半島而西至泰山、黃河東岸一帶。

#### 郡級行政區
曹魏青州領北海、東萊、齊、濟南、樂安5郡。
北海國
東漢舊郡，郡治平壽縣（今山東省濰坊市南），領平壽、劇、營陵、都昌、朱虛、東安平、膠東、即墨、下密、挺、觀陽11縣。魏時東安平縣移屬齊國，挺縣移屬東萊郡，朱虛縣移屬城陽郡，廢觀陽縣。黃初三年（222年）封曹蕤為北海王，五年（224年）徙封贊縣王，太和六年（232年）復封北海王，青龍元年（233年）曹蕤去世，國仍未廢為郡。魏末年領平壽、下密、膠東、即墨、都昌、營陵、劇7縣。
東萊郡
東漢舊郡，郡治黃縣（今山東省蓬萊市東），領黃、牟平、惤、曲城、掖、當利、東牟、昌陽、盧鄉、長廣、葛盧、不其12縣。曹魏時東牟、葛盧2縣已不可考。魏末領黃、掖、當利、盧鄉、曲城、惤、長廣、不其、牟平、昌陽、挺11縣。
齊國
東漢舊郡，郡治臨菑縣（今山東省淄博市東北），領臨菑、西安、昌國、廣饒、廣、般陽6縣。曹魏時北海郡東安平縣及東莞郡臨朐來隸。新置益都縣（不詳何時）、新沓（239年置）、新汶（240年置）、南豐（240年置）。青龍三年（235年）封曹芳為齊王。魏末領臨菑、西安、昌國、般陽、廣饒、廣、東安平、臨朐、益都、新沓、新汶、南豐12縣。
濟南國
東漢舊郡，郡治東平陵縣（今山東省章丘市西北），領東平陵、著、於陵、台、菅、土鼓、梁鄒、鄒平、東朝陽、歷城10縣。曹魏正始七年（246年），任城王曹楷徙封濟南王，郡改稱濟南國，正元（254-256）、景元年間（260-264），平原郡漯陰、祝阿2縣來隸。魏末領東平陵、於陵、歷城、東朝陽、菅、著、鄒平、土鼓、梁鄒、台、漯陰、祝阿12縣。
樂安郡
東漢舊郡，郡治高苑縣（今山東省淄博市西北），領高苑、臨濟、博昌、蓼城、壽光、千乘、樂安、利、益9縣。

#### 縣級行政區
| 青州（州治：廣縣）                                                                          |          |          |                          |                                         |                                                                       |
| 說明：本表為咸熙二年（265年）青州各郡所轄的縣份；以深灰色表示者，為曾經建置，後來廢除的縣份 |          |          |                          |                                         |                                                                       |
| 郡名 （縣數）                                                                               | 郡治     | 縣名     | 今地位置(2012年12月)     | 隸屬郡國                                | 備注                                                                  |
| 北海國 （7）                                                                                | 平壽縣   | 平壽縣   | 今山東省濰坊市南         | 北海國(220-265，北海郡220-222、224-232) |                                                                       |
| 北海國 （7）                                                                                | 平壽縣   | 下密縣   | 今山東省昌邑市東         | 北海國(220-265，北海郡220-222、224-232) |                                                                       |
| 北海國 （7）                                                                                | 平壽縣   | 膠東縣   | 今山東省平度市           | 北海國(220-265，北海郡220-222、224-232) |                                                                       |
| 北海國 （7）                                                                                | 平壽縣   | 即墨縣   | 今山東省平度市東南       | 北海國(220-265，北海郡220-222、224-232) |                                                                       |
| 北海國 （7）                                                                                | 平壽縣   | 都昌縣   | 今山東省昌邑市           | 北海國(220-265，北海郡220-222、224-232) |                                                                       |
| 北海國 （7）                                                                                | 平壽縣   | 營陵縣   | 今山東省昌樂縣東南       | 北海國(220-265，北海郡220-222、224-232) |                                                                       |
| 北海國 （7）                                                                                | 平壽縣   | 劇縣     | 今山東省壽光市南         | 北海國(220-265，北海郡220-222、224-232) |                                                                       |
| 北海國 （7）                                                                                | 平壽縣   | 觀陽縣   | 今山東省海陽縣           | 北海郡(220-？)                          | 魏時已廢縣。                                                          |
| 東萊郡 （11）                                                                               | 黃縣     | 黃縣     | 今山東省蓬萊市東         | 東萊郡(220-265)                         |                                                                       |
| 東萊郡 （11）                                                                               | 黃縣     | 掖縣     | 今山東省掖縣             | 東萊郡(220-265)                         |                                                                       |
| 東萊郡 （11）                                                                               | 黃縣     | 當利縣   | 今山東省掖縣西南         | 東萊郡(220-265)                         |                                                                       |
| 東萊郡 （11）                                                                               | 黃縣     | 盧鄉縣   | 今山東省掖縣南           | 東萊郡(220-265)                         |                                                                       |
| 東萊郡 （11）                                                                               | 黃縣     | 曲城縣   | 今山東省招遠市西北       | 東萊郡(220-265)                         |                                                                       |
| 東萊郡 （11）                                                                               | 黃縣     | 惤縣     | 今山東省蓬萊市西南       | 東萊郡(220-265)                         |                                                                       |
| 東萊郡 （11）                                                                               | 黃縣     | 長廣縣   | 今山東省萊陽市東         | 東萊郡(220-265)                         |                                                                       |
| 東萊郡 （11）                                                                               | 黃縣     | 不其縣   | 今青岛市城阳区南         | 東萊郡(220-265)                         |                                                                       |
| 東萊郡 （11）                                                                               | 黃縣     | 牟平縣   | 今煙臺市西牟平區         | 東萊郡(220-265)                         |                                                                       |
| 東萊郡 （11）                                                                               | 黃縣     | 昌陽縣   | 今山東省萊陽市           | 東萊郡(220-265)                         |                                                                       |
| 東萊郡 （11）                                                                               | 黃縣     | 挺縣     | 今山東省萊陽市南         | 北海郡(220-？)→東萊郡(？-265)           |                                                                       |
| 東萊郡 （11）                                                                               | 黃縣     | 東牟縣   | 今山東省煙台市牟平區     | 東萊郡(？)                              | 無考縣份。                                                            |
| 東萊郡 （11）                                                                               | 黃縣     | 葛盧縣   | 今山東省膠州市           | 東萊郡(？)                              | 無考縣份。                                                            |
| 齊國 （12）                                                                                 | 臨菑縣   | 臨菑縣   | 今山東省淄博市東北       | 齊國(220-265，齊郡220-235)              |                                                                       |
| 齊國 （12）                                                                                 | 臨菑縣   | 西安縣   | 今山東省桓臺縣東         | 齊國(220-265，齊郡220-235)              |                                                                       |
| 齊國 （12）                                                                                 | 臨菑縣   | 昌國縣   | 今山東省淄博市東南       | 齊國(220-265，齊郡220-235)              |                                                                       |
| 齊國 （12）                                                                                 | 臨菑縣   | 般陽縣   | 今山東省淄博市淄川區     | 齊國(220-265，齊郡220-235)              |                                                                       |
| 齊國 （12）                                                                                 | 臨菑縣   | 廣饒縣   | 今山東省廣饒縣東北       | 齊國(220-265，齊郡220-235)              |                                                                       |
| 齊國 （12）                                                                                 | 臨菑縣   | 廣縣     | 今山東省青州市西南       | 齊國(220-265，齊郡220-235)              |                                                                       |
| 齊國 （12）                                                                                 | 臨菑縣   | 臨朐縣   | 今山東省臨朐縣           | 東莞郡(220-？)→齊國(？-265)             |                                                                       |
| 齊國 （12）                                                                                 | 臨菑縣   | 東安平縣 | 今山東省淄博市東北       | 北海郡(220-235?)→齊國(235?-265)         |                                                                       |
| 齊國 （12）                                                                                 | 臨菑縣   | 益都縣   | 今山東省臨朐縣           | 齊國(？-265)                            | 曹魏時置縣。                                                          |
| 齊國 （12）                                                                                 | 臨菑縣   | 新沓縣   | 今山東省淄博市南淄川區   | 齊國(239-265)                           | 景初三年（239年）置縣，以安頓遼東郡沓氏縣居民。                       |
| 齊國 （12）                                                                                 | 臨菑縣   | 新汶縣   | 今山東省臨朐縣           | 齊國(240-265)                           | 正始元年（239年）分西安、臨菑、昌國縣界置縣，以安頓遼東郡汶縣居民。   |
| 齊國 （12）                                                                                 | 臨菑縣   | 南豐縣   | 今山東省臨朐縣           | 齊國(240-265)                           | 正始元年（239年）分西安、臨菑、昌國縣界置縣，以安頓遼東郡北豐縣居民。 |
| 濟南國 （12）                                                                               | 東平陵縣 | 東平陵縣 | 今山東省章丘市西北       | 濟南國(220-265，濟南郡220-246)          |                                                                       |
| 濟南國 （12）                                                                               | 東平陵縣 | 於陵縣   | 今山東省鄒平縣東南       | 濟南國(220-265，濟南郡220-246)          |                                                                       |
| 濟南國 （12）                                                                               | 東平陵縣 | 歷城縣   | 今山東省濟南市           | 濟南國(220-265，濟南郡220-246)          |                                                                       |
| 濟南國 （12）                                                                               | 東平陵縣 | 東朝陽縣 | 今山東省濟陽縣東北       | 濟南國(220-265，濟南郡220-246)          |                                                                       |
| 濟南國 （12）                                                                               | 東平陵縣 | 菅縣     | 今山東省濟陽縣東         | 濟南國(220-265，濟南郡220-246)          |                                                                       |
| 濟南國 （12）                                                                               | 東平陵縣 | 著縣     | 今山東省濟陽縣西         | 濟南國(220-265，濟南郡220-246)          |                                                                       |
| 濟南國 （12）                                                                               | 東平陵縣 | 鄒平縣   | 今山東省高青縣西南       | 濟南國(220-265，濟南郡220-246)          |                                                                       |
| 濟南國 （12）                                                                               | 東平陵縣 | 土鼓縣   | 今山東省淄博市淄川區西   | 濟南國(220-265，濟南郡220-246)          |                                                                       |
| 濟南國 （12）                                                                               | 東平陵縣 | 梁鄒縣   | 今山東省鄒平縣東北       | 濟南國(220-265，濟南郡220-246)          |                                                                       |
| 濟南國 （12）                                                                               | 東平陵縣 | 台縣     | 今山東省濟南市東         | 濟南國(220-265，濟南郡220-246)          |                                                                       |
| 濟南國 （12）                                                                               | 東平陵縣 | 漯陰縣   | 今山東省濟陽縣西南孫耿鎮 | 平原郡(220-？)→濟南郡(？-265)           |                                                                       |
| 濟南國 （12）                                                                               | 東平陵縣 | 祝阿縣   | 今山東省濟南市長清區東北 | 平原郡(220-？)→濟南郡(？-265)           |                                                                       |
| 樂安郡 （9）                                                                                | 高苑縣   | 高苑縣   | 今山東省淄博市西北       | 樂安郡(220-265)                         |                                                                       |
| 樂安郡 （9）                                                                                | 高苑縣   | 臨濟縣   | 今山東省高青縣東南       | 樂安郡(220-265)                         |                                                                       |
| 樂安郡 （9）                                                                                | 高苑縣   | 博昌縣   | 今山東省博興縣東南       | 樂安郡(220-265)                         |                                                                       |
| 樂安郡 （9）                                                                                | 高苑縣   | 蓼城縣   | 今山東省利津縣東南       | 樂安郡(220-265)                         |                                                                       |
| 樂安郡 （9）                                                                                | 高苑縣   | 壽光縣   | 今山東省壽光縣東北       | 樂安郡(220-265)                         |                                                                       |
| 樂安郡 （9）                                                                                | 高苑縣   | 千乘縣   | 今山東省高青縣東南       | 樂安郡(220-265)                         |                                                                       |
| 樂安郡 （9）                                                                                | 高苑縣   | 樂安縣   | 今山東省博興縣北         | 樂安郡(220-265)                         |                                                                       |
| 樂安郡 （9）                                                                                | 高苑縣   | 利縣     | 今山東省博興縣東         | 樂安郡(220-265)                         |                                                                       |
| 樂安郡 （9）                                                                                | 高苑縣   | 益縣     | 今山東省壽光市東北       | 樂安郡(220-265)                         |                                                                       |

### 荊州
東漢末年荊州由魏、吳分治，黃初三年（222年）五月以荊州江北稱郢州，同年十月復稱荊州。曹魏荊州治宛縣。範圍在今河南省西南部（南陽大部分，信陽西南），湖北省長江以北大部分地區，陝西省東南部（安康大部分、商洛南部）。

#### 郡級行政區
曹魏荊州領南陽、章陵、襄陽、南鄉、江夏5郡。增置新城（220年置）、魏興（221年置）、義陽（223年置，240年廢）、上庸（228年置，230年廢；237年復置，後廢；259年復置）、錫郡（228年置，237年廢）。魏末領7郡。
南陽郡
東漢舊郡，郡治宛縣（今河南省南陽市），領宛、冠軍、葉、新野、西鄂、雉、魯陽、犨、堵陽、博望、舞陰、比陽、棘陽、湖陽、育陽、涅陽、鄧、酈、穰、朝陽、安眾、成都、蔡陽23縣。魏時成都縣不可考，正始年間（240-249）義陽郡安昌、隨、平氏、復陽、平林、義陽6縣來隸。魏末領宛、西鄂、雉、魯陽、犨、博望、堵陽、葉、舞陰、比陽、冠軍、酈、涅陽、育陽、朝陽、安眾、湖陽、穰、鄧、蔡陽、棘陽、新野、安昌、隨、平氏、復陽、平林、義陽28縣。
南鄉郡
東漢舊郡，郡治南鄉縣（今河南省淅川縣西南），領南鄉、酇、順陽、丹水、武當、析、陰、筑陽8縣，至魏末不變。
襄陽郡
東漢舊郡，郡治襄陽縣（今湖北省襄陽市），領襄陽、中盧、鄀、山都、臨沮、宜城、旍陽、邔8縣，後取得吳國編縣，至魏末不變。
附：襄陽南部都尉
景初元年（237年）以襄陽南部的臨沮、宜城、旍陽、邔4縣屬之。都尉治地不詳。
江夏郡
東漢末江夏郡由魏、吳分治，郡治石陽縣（今湖北省漢川市西北），嘉平三年（251）移治安陸縣上昶城（今湖北省雲夢縣），領石陽、鄳2縣。黃初七年（226）左右攻取吳江夏郡的安陸、新市（後改名南新市）2縣。正始年間（240-249）義陽郡平春縣來隸。魏末領石陽、鄳、安陸、南新市、平春5縣。
附：江夏南部都尉
黃初七年（226年）吳將諸葛瑾、張霸等人入侵荊州襄陽，被魏將司馬懿打敗，可能在此時攻取吳江夏郡的安陸、新市2縣。太和元年（227年）置江夏南部都尉。領縣蓋安陸、新市2縣。
魏興郡
建安二十年（215年）曹操分漢中郡置西城郡建安二十四年（219年）為蜀將孟達、劉封所取。延康元年（220年）西城太守申儀舉郡降魏，郡廢併入新城郡。黃初二年（221年）置魏興郡。郡治西城縣（今陝西省安康市），領西城、安陽、魏陽、平陽4縣。景初元年（237年）錫郡錫縣來隸。魏末領西城、安陽、魏陽、平陽、錫5縣。
上庸郡
蜀漢所置，建安二十五年（220年）降魏，郡廢併入新城郡。太和二年（228年）分新城郡3縣復置，四年（230年）廢郡併入新城、錫2郡。景初元年（237年）復置，正始年間（240-249）又廢郡併入新城郡。甘露四年（259年）復分新城郡置。郡治上庸縣（今湖北省竹山縣西南），領上庸、錫（220年移屬魏興郡）、武陵（228年自新城郡來隸，後復歸）、巫（228年自新城郡來歸）、安富（237年自錫郡來歸）、魏陽（237年自魏興郡來歸，240年後移屬魏興郡）6縣。增置廣昌（不詳年代）、建始（不詳年代）2縣。魏末領上庸、武陵、巫、安富、廣昌、建始6縣。
新城郡
延康元年（220年）曹魏合併西城、上庸、房陵3郡置。郡治房陵縣（今湖北省房縣），領原西城郡的西城、安陽、魏陽、平陽4縣，上庸郡的上庸、錫、巫3縣，房陵郡的房陵、武陵2縣。魏時增置綏陽（不詳年代）、昌魏（不詳年代）、沶鄉（不詳年代）3縣。西城、安陽、魏陽、平陽4縣移屬魏興郡，上庸、武陵（230年復歸）、巫、安富4縣移屬上庸郡，錫縣移屬錫郡。魏末領房陵、綏陽、昌魏、沶鄉4縣。
房陵郡（廢除）
蜀漢所置，領房陵、武陵2縣。建安二十五年（220年）降魏，郡廢併入新城郡。
錫郡（廢除）
太和二年（228年）分新城郡置，郡治錫縣（今陝西省白河縣），領錫、安富（約228年置）、上庸（230年自上庸郡來隸）3縣。景初元年（237年）廢郡併入上庸、魏興2郡。
義陽郡（廢除）
東漢為章陵郡，郡治章陵縣（今湖北省棗陽市南），領章陵、隨、平氏、復陽、襄鄉、平春6縣。魏時襄鄉縣不可考，章陵縣改名安昌縣（221年），增置平林（漢末魏初置）、義陽（222年置）2縣。黃初三年（222年）曹魏封宗室曹據為章陵王，後改為義陽王，章陵郡改為義陽國，明年國除為義陽郡。景初元年（237年）襄陽郡鄀縣來隸。正始元年（240年）左右廢郡併入南陽、襄陽2郡。

#### 縣級行政區
| 荊州（州治：宛縣）                                                                          |        |          |                            | | |
| 說明：本表為咸熙二年（265年）荊州各郡所轄的縣份；以深灰色表示者，為曾經建置，後來廢除的縣份 |        |          |                            | | |
| 郡名 （縣數）                                                                               | 郡治   | 縣名     | 今地位置(2012年12月)       | 隸屬郡國 | 備注 |
| 南陽郡 （28）                                                                               | 宛縣   | 宛縣     | 今河南省南陽市             | 南陽郡(220-265)                                                                                               | |
| 南陽郡 （28）                                                                               | 宛縣   | 西鄂縣   | 今河南省南陽市北           | 南陽郡(220-265)                                                                                               | |
| 南陽郡 （28）                                                                               | 宛縣   | 雉縣     | 今河南省方城縣西北         | 南陽郡(220-265)                                                                                               | |
| 南陽郡 （28）                                                                               | 宛縣   | 魯陽縣   | 今河南省魯山縣             | 南陽郡(220-265)                                                                                               | |
| 南陽郡 （28）                                                                               | 宛縣   | 犨縣     | 今河南省平頂山市西南       | 南陽郡(220-265)                                                                                               | |
| 南陽郡 （28）                                                                               | 宛縣   | 博望縣   | 今河南省方城縣西南         | 南陽郡(220-265)                                                                                               | |
| 南陽郡 （28）                                                                               | 宛縣   | 堵陽縣   | 今河南省方城縣             | 南陽郡(220-265)                                                                                               | |
| 南陽郡 （28）                                                                               | 宛縣   | 葉縣     | 今河南省葉縣西南           | 南陽郡(220-265)                                                                                               | |
| 南陽郡 （28）                                                                               | 宛縣   | 舞陰縣   | 今河南省社旗縣東南         | 南陽郡(220-265)                                                                                               | |
| 南陽郡 （28）                                                                               | 宛縣   | 比陽縣   | 今河南省泌陽縣             | 南陽郡(220-265)                                                                                               | |
| 南陽郡 （28）                                                                               | 宛縣   | 冠軍縣   | 今河南省鄧州市西北         | 南陽郡(220-265)                                                                                               | |
| 南陽郡 （28）                                                                               | 宛縣   | 酈縣     | 今河南省內鄉縣北           | 南陽郡(220-265)                                                                                               | |
| 南陽郡 （28）                                                                               | 宛縣   | 涅陽縣   | 今河南省南陽市西南         | 南陽郡(220-265)                                                                                               | |
| 南陽郡 （28）                                                                               | 宛縣   | 育陽縣   | 今河南省新野縣北           | 南陽郡(220-265)                                                                                               | 為黃權侯國。 |
| 南陽郡 （28）                                                                               | 宛縣   | 朝陽縣   | 今河南省新野縣西           | 南陽郡(220-265)                                                                                               | |
| 南陽郡 （28）                                                                               | 宛縣   | 安眾縣   | 今河南省鄧州市東北         | 南陽郡(220-265)                                                                                               | |
| 南陽郡 （28）                                                                               | 宛縣   | 湖陽縣   | 今河南省唐河縣西南         | 南陽郡(220-265)                                                                                               | |
| 南陽郡 （28）                                                                               | 宛縣   | 穰縣     | 今河南省鄧州市             | 南陽郡(220-265)                                                                                               | |
| 南陽郡 （28）                                                                               | 宛縣   | 鄧縣     | 今湖北省襄陽市北           | 南陽郡(220-265)                                                                                               | 為鄧艾侯國。 |
| 南陽郡 （28）                                                                               | 宛縣   | 蔡陽縣   | 今湖北省棗陽市西           | 南陽郡(220-265)                                                                                               | |
| 南陽郡 （28）                                                                               | 宛縣   | 棘陽縣   | 今河南省南陽市南           | 南陽郡(220-265)                                                                                               | |
| 南陽郡 （28）                                                                               | 宛縣   | 新野縣   | 今河南省新野縣             | 南陽郡(220-265)                                                                                               | 為文聘侯國。 |
| 南陽郡 （28）                                                                               | 宛縣   | 安昌縣   | 今湖北省棗陽市南           | 義陽郡(220-240?，章陵郡220-222，義陽國222)→南陽郡(240?-265)                                                   | 東漢為章陵縣，黃初二年（221年）改名安昌縣。                                                                                       |
| 南陽郡 （28）                                                                               | 宛縣   | 隨縣     | 今湖北省隨州市             | 義陽郡(220-240?，章陵郡220-222，義陽國222)→南陽郡(240?-265)                                                   | |
| 南陽郡 （28）                                                                               | 宛縣   | 平氏縣   | 今河南省桐柏縣西           | 義陽郡(220-240?，章陵郡220-222，義陽國222)→南陽郡(240?-265)                                                   | |
| 南陽郡 （28）                                                                               | 宛縣   | 復陽縣   | 今河南省桐柏縣西           | 義陽郡(220-240?，章陵郡220-222，義陽國222)→南陽郡(240?-265)                                                   | |
| 南陽郡 （28）                                                                               | 宛縣   | 平林縣   | 今湖北省隨縣東北           | 義陽郡(220-240?，章陵郡220-222，義陽國222)→南陽郡(240?-265)                                                   | 漢末魏初之際已置縣。 |
| 南陽郡 （28）                                                                               | 宛縣   | 義陽縣   | 今河南省桐柏縣東           | 義陽郡(220-240?，章陵郡220-222，義陽國222)→南陽郡(240?-265)                                                   | 曹魏黃初三年（222年）以前分平氏縣置縣。                                                                                           |
| 南陽郡 （28）                                                                               | 宛縣   | 山都縣   | 地望不詳                   | 南陽郡(？) | 魏時不可考。 |
| 南陽郡 （28）                                                                               | 宛縣   | 襄鄉縣   | 今湖北省棗陽市             | 義陽郡(？，章陵郡？，義陽國？)→南陽郡(？)                                                                     | 魏時不可考。 |
| 南鄉郡 （8）                                                                                | 南鄉縣 | 南鄉縣   | 今河南省淅川縣西北         | 南鄉郡(220-265)                                                                                               | |
| 南鄉郡 （8）                                                                                | 南鄉縣 | 酇縣     | 今湖北省老河口市西北       | 南鄉郡(220-265)                                                                                               | |
| 南鄉郡 （8）                                                                                | 南鄉縣 | 順陽縣   | 今河南省內鄉縣西           | 南鄉郡(220-265)                                                                                               | |
| 南鄉郡 （8）                                                                                | 南鄉縣 | 丹水縣   | 今河南省淅川縣西           | 南鄉郡(220-265)                                                                                               | |
| 南鄉郡 （8）                                                                                | 南鄉縣 | 武當縣   | 今湖北省鄖縣東南           | 南鄉郡(220-265)                                                                                               | |
| 南鄉郡 （8）                                                                                | 南鄉縣 | 析縣     | 今河南省西峽縣             | 南鄉郡(220-265)                                                                                               | |
| 南鄉郡 （8）                                                                                | 南鄉縣 | 陰縣     | 今湖北省老河口市西北       | 南鄉郡(220-265)                                                                                               | |
| 南鄉郡 （8）                                                                                | 南鄉縣 | 筑陽縣   | 今湖北省老河口市西南       | 南鄉郡(220-265)                                                                                               | |
| 襄陽郡 （9）                                                                                | 襄陽縣 | 襄陽縣   | 今湖北省襄陽市             | 襄陽郡(220-265)                                                                                               | |
| 襄陽郡 （9）                                                                                | 襄陽縣 | 中盧縣   | 今湖北省襄陽市西南         | 襄陽郡(220-265)                                                                                               | |
| 襄陽郡 （9）                                                                                | 襄陽縣 | 鄀縣     | 今湖北省宜城市東南         | 襄陽郡(220-265)                                                                                               | |
| 襄陽郡 （9）                                                                                | 襄陽縣 | 山都縣   | 今湖北省襄陽市西北         | 襄陽郡(220-265)                                                                                               | |
| 襄陽郡 （9）                                                                                | 襄陽縣 | 臨沮縣   | 今湖北省遠安縣西北         | 襄陽郡(220-265)                                                                                               | |
| 襄陽郡 （9）                                                                                | 襄陽縣 | 宜城縣   | 今湖北省宜城市東南鄭集鎮   | 襄陽郡(220-265)                                                                                               | |
| 襄陽郡 （9）                                                                                | 襄陽縣 | 旍陽縣   | 今湖北省枝江市東北         | 襄陽郡(220-265)                                                                                               | |
| 襄陽郡 （9）                                                                                | 襄陽縣 | 邔縣     | 今湖北省宜城市北           | 襄陽郡(220-265)                                                                                               | |
| 襄陽郡 （9）                                                                                | 襄陽縣 | 編縣     | 今湖北省荊門市西北         | 襄陽郡(？-265)                                                                                                | 吳時入魏。 |
| 江夏郡 （5）                                                                                | 安陸縣 | 安陸縣   | 今湖北省雲夢縣             | 江夏郡(226?-265)                                                                                              | 本吳地，疑在黃初七年（226年）吳將諸葛瑾、張霸等人入侵荊州時被司馬懿打敗並攻取此縣。                                               |
| 江夏郡 （5）                                                                                | 安陸縣 | 石陽縣   | 今湖北省漢川市西北         | 江夏郡(220-265)                                                                                               | |
| 江夏郡 （5）                                                                                | 安陸縣 | 鄳縣     | 今河南省信陽市             | 江夏郡(220-265)                                                                                               | |
| 江夏郡 （5）                                                                                | 安陸縣 | 南新市縣 | 今湖北省京山縣東北         | 江夏郡(226?-265)                                                                                              | 本吳地新市縣，疑在黃初七年（226年）吳將諸葛瑾、張霸等人入侵荊州時被司馬懿打敗並攻取此縣。因與中山郡新市縣重名，故縣名加「南」字。 |
| 江夏郡 （5）                                                                                | 安陸縣 | 平春縣   | 今河南省信陽市平橋區西北   | 義陽郡(220-240?，章陵郡220-222，義陽國222)→江夏郡(240?-265)                                                   | |
| 魏興郡 （5）                                                                                | 西城縣 | 西城縣   | 今陝西省安康市             | 西城郡(220)→新城郡(220-221)→魏興郡(221-265)                                                                   | |
| 魏興郡 （5）                                                                                | 西城縣 | 安陽縣   | 今陝西省石泉縣東南         | 西城郡(220)→新城郡(220-221)→魏興郡(221-265)                                                                   | |
| 魏興郡 （5）                                                                                | 西城縣 | 魏陽縣   | 地望不詳                   | 西城郡(220)→新城郡(220-221)→魏興郡(221-237)→上庸郡(237-240?)→魏興郡(240?-265)                                 | |
| 魏興郡 （5）                                                                                | 西城縣 | 平陽縣   | 今湖北省鄖西縣西           | 西城郡(220)→新城郡(220-221)→魏興郡(221-265)                                                                   | 魏時置縣。 |
| 魏興郡 （5）                                                                                | 西城縣 | 錫縣     | 今陝西省白河縣             | 上庸郡(220)→新城郡(220-228)→錫郡(228-237)→魏興郡(237-265)                                                     | |
| 上庸郡 （6）                                                                                | 上庸縣 | 上庸縣   | 今湖北省竹山縣南           | 上庸郡(220)→新城郡(220-228)→上庸郡(228-230)→錫郡(230-237)→上庸郡(237-240?)→新城郡(240?-259)→上庸郡(259-265)   | |
| 上庸郡 （6）                                                                                | 上庸縣 | 巫縣     | 地望不詳                   | 上庸郡(220)→新城郡(220-228)→上庸郡(228-230)→新城郡(230-237)→上庸郡(237-240?)→新城郡(240?-259)→上庸郡(259-265) | |
| 上庸郡 （6）                                                                                | 上庸縣 | 安富縣   | 地望不詳                   | 錫郡(228-237)→上庸郡(237-240?)→新城郡(240?-259)→上庸郡(259-265)                                               | 魏時置縣。（疑與錫郡同時） |
| 上庸郡 （6）                                                                                | 上庸縣 | 廣昌縣   | 地望不詳                   | 上庸郡(？)→新城郡(？)→上庸郡(259-265)                                                                         | 疑是魏置。 |
| 上庸郡 （6）                                                                                | 上庸縣 | 建始縣   | 今湖北省竹山縣西北         | 上庸郡(？)→新城郡(？)→上庸郡(259-265)                                                                         | 魏時置縣。（不詳何時） |
| 上庸郡 （6）                                                                                | 上庸縣 | 武陵縣   | 今湖北省竹山縣西           | 上庸郡(220)→新城郡(220-228)→上庸郡(228-230)→新城郡(230-259)→上庸郡(259-265)                                   | |
| 新城郡 （4）                                                                                | 房陵縣 | 房陵縣   | 今湖北省房縣               | 房陵郡(220)→新城郡(220-265)                                                                                   | |
| 新城郡 （4）                                                                                | 房陵縣 | 綏陽縣   | 今湖北省房縣西南一百七十里 | 新城郡(？-265)                                                                                                | 魏時置縣。（不詳何時） |
| 新城郡 （4）                                                                                | 房陵縣 | 昌魏縣   | 今湖北省房縣南             | 新城郡(？-265)                                                                                                | 魏時置縣。（不詳何時） |
| 新城郡 （4）                                                                                | 房陵縣 | 沶鄉縣   | 今湖北省南漳縣西南         | 新城郡(？-265)                                                                                                | 魏時置縣。（不詳何時） |

### 雍州
新朝王莽时期设立河西五郡，武威、酒泉、敦煌、張掖、西海、金城6郡置雍州，治所武威郡姑臧县。東漢興平元年（194年）分涼州河西武威、酒泉、敦煌、張掖4郡置雍州，治所武威郡姑臧县。建安十八年（213年）擴大州域至關中、隴右一帶。三國以後州域縮小至今陝西省關中平原及甘肅省黃河以東一帶。
郡級行政區

#### 武威郡
治姑臧县，初领姑臧、张掖、武威、休屠、揟次、鸾鸟、朴褱、媪围、鹯阴、袓厉、显美、宣威、仓松13县，设有左骑1城、千人官1城，共计13县2城。
金城郡（25年 - 220年）
建武十二年（36年）省金城郡入陇西郡；次年（37年）复置，领允吾、浩亹、令居、枝阳、金城、榆中、允街、临羌、破羌、安夷10县。建安十八年（213年）以前析金城郡临羌、破羌、安夷3县置西平郡；同年归属雍州管辖。东汉末，领允吾、浩亹、令居、枝阳、金城、榆中、允街7县。

#### 张掖郡（25年 - 220年）
治觻得县。初领觻得、昭武、删丹、氐池、屋兰、显美、居延、日勒、骊靬、番和10县。永初年间（107 - 113），显美县移属武威郡，居延县移属张掖居延属国。建安中，日勒县移属西郡。东汉末领觻得、昭武、删丹、氐池、屋兰、骊靬、番和7县。

#### 酒泉郡（25年 - 220年）
治禄福县。初领禄福、表氏、乐涫、天衣、玉门、会水、沙头、绥弥、干齐9县。东汉时省天衣县，新置延寿县，绥弥县改名安弥县，至东汉末未变。

#### 敦煌郡（25年 - 220年）
治敦煌县。初领敦煌、冥安、效谷、渊泉、广至、龙勒6县。至东汉末未变。

#### 张掖属国（113年以前 - ？）
汉安帝永初年间（107-113）分张掖郡置张掖属国，设侯官、左骑、千人、司马官、千人官5官，各治1地（治今地均不详），无具体城名。
| 雍州刺史部 |        |        |                                                          |                                            |                                  |
| 说明：本表主要依据《续汉书·郡国志》，并参考李晓杰《东汉政区地理》、钱林书《续汉书郡国志汇释》及相关网站，整理而成。 |        |        |                                                          |                                            |                                  |
| 郡名 （县数） | 郡治   | 县名   | 今地位置（2013年5月）                                    | 隶属郡国                                   | 备注                             |
| 张掖郡（武威郡） （15）                                                                                             | 姑臧县 | 姑臧县 | 今甘肃省武威市                                           | 武威郡(25-220)                             |                                  |
| 张掖郡（武威郡） （15）                                                                                             | 姑臧县 | 张掖县 | 今甘肃省古浪县西北                                       | 武威郡(25-220)                             |                                  |
| 张掖郡（武威郡） （15）                                                                                             | 姑臧县 | 武威县 | 今甘肃省民勤县东北                                       | 武威郡(25-220)                             |                                  |
| 张掖郡（武威郡） （15）                                                                                             | 姑臧县 | 休屠县 | 今甘肃省武威市北                                         | 武威郡(25-220)                             |                                  |
| 张掖郡（武威郡） （15）                                                                                             | 姑臧县 | 揟次县 | 疑在今甘肃省古浪县北                                     | 武威郡(25-220)                             |                                  |
| 张掖郡（武威郡） （15）                                                                                             | 姑臧县 | 鸾乌县 | 今甘肃省武威市南                                         | 武威郡(25-220)                             |                                  |
| 张掖郡（武威郡） （15）                                                                                             | 姑臧县 | 扑褱县 | 今甘肃省古浪县东北                                       | 武威郡(25-220)                             |                                  |
| 张掖郡（武威郡） （15）                                                                                             | 姑臧县 | 媪围县 | 在今甘肃省皋兰县西北以及今景泰县                         | 武威郡(25-220)                             |                                  |
| 张掖郡（武威郡） （15）                                                                                             | 姑臧县 | 苍松县 | 今甘肃省武威市东南                                       | 武威郡(25-220)                             |                                  |
| 张掖郡（武威郡） （15）                                                                                             | 姑臧县 | 宣威县 | 今甘肃省民勤县西南                                       | 武威郡(25-220)                             |                                  |
| 张掖郡（武威郡） （15）                                                                                             | 姑臧县 | 袓厉县 | 今甘肃省会宁县西北                                       | 安定郡(129-111)→武威郡(111-220)            |                                  |
| 张掖郡（武威郡） （15）                                                                                             | 姑臧县 | 鹑阴县 | 今甘肃省靖远县西北与景泰、皋兰2县交界处                  | 安定郡(129-111)→武威郡(111-220)            |                                  |
| 张掖郡（武威郡） （15）                                                                                             | 姑臧县 | 显美县 | 今甘肃省永昌县东                                         | 张掖郡(25-111)→武威郡(111-220)             |                                  |
| 张掖郡（武威郡） （15）                                                                                             | 姑臧县 | 左骑   | 地望不详                                                 | 武威郡(？-220)                             |                                  |
| 张掖郡（武威郡） （15）                                                                                             | 姑臧县 | 千人官 | 地望不详                                                 | 武威郡(？-220)                             |                                  |
| |        |        |                                                          |                                            |                                  |
| 西海郡（西平郡）新设 （4）                                                                                          | 西都县 | 西都县 | 今青海省西宁市                                           | 西平郡(213-220)                            |                                  |
| 西海郡（西平郡）新设 （4）                                                                                          | 西都县 | 临羌县 | 今青海省湟源县东南                                       | 西平郡(213-220)                            |                                  |
| 西海郡（西平郡）新设 （4）                                                                                          | 西都县 | 破羌县 | 今青海省乐都县东                                         | 西平郡(213-220)                            |                                  |
| 西海郡（西平郡）新设 （4）                                                                                          | 西都县 | 安夷县 | 今青海省西宁市东                                         | 西平郡(213-220)                            |                                  |
| 设屏郡（张掖郡） （7）                                                                                              | 觻得縣 | 觻得縣 | 今甘肅省張掖市西北                                       | 張掖郡(25-220)                             |                                  |
| 设屏郡（张掖郡） （7）                                                                                              | 觻得縣 | 昭武縣 | 今甘肅省臨澤縣東北                                       | 張掖郡(25-220)                             |                                  |
| 设屏郡（张掖郡） （7）                                                                                              | 觻得縣 | 刪丹縣 | 今甘肅省山丹縣                                           | 張掖郡(25-220)                             |                                  |
| 设屏郡（张掖郡） （7）                                                                                              | 觻得縣 | 氐池縣 | 今甘肅省民樂縣                                           | 張掖郡(25-220)                             |                                  |
| 设屏郡（张掖郡） （7）                                                                                              | 觻得縣 | 屋蘭縣 | 今甘肅省山丹縣西北                                       | 張掖郡(25-220)                             |                                  |
| 设屏郡（张掖郡） （7）                                                                                              | 觻得縣 | 驪靬縣 | 今甘肅省永昌縣南                                         | 張掖郡(25-220)                             |                                  |
| 设屏郡（张掖郡） （7）                                                                                              | 觻得縣 | 番和縣 | 今甘肅省永昌縣西                                         | 張掖郡(25-220)                             |                                  |
| 辅平郡（酒泉郡） （9）                                                                                              | 祿福縣 | 祿福縣 | 今甘肅省酒泉市                                           | 酒泉郡(25-220)                             |                                  |
| 辅平郡（酒泉郡） （9）                                                                                              | 祿福縣 | 表是縣 | 今甘肅省高台縣西                                         | 酒泉郡(25-220)                             |                                  |
| 辅平郡（酒泉郡） （9）                                                                                              | 祿福縣 | 樂涫縣 | 今甘肅省酒泉市東南                                       | 酒泉郡(25-220)                             |                                  |
| 辅平郡（酒泉郡） （9）                                                                                              | 祿福縣 | 玉門縣 | 今甘肅省玉門市西北                                       | 酒泉郡(25-220)                             |                                  |
| 辅平郡（酒泉郡） （9）                                                                                              | 祿福縣 | 會水縣 | 今甘肅省高台縣西北                                       | 酒泉郡(25-220)                             |                                  |
| 辅平郡（酒泉郡） （9）                                                                                              | 祿福縣 | 池頭縣 | 今甘肅省玉門市西北                                       | 酒泉郡(25-220)                             |                                  |
| 辅平郡（酒泉郡） （9）                                                                                              | 祿福縣 | 安彌縣 | 今甘肅省酒泉市東                                         | 酒泉郡(25-220)                             | 西漢名綏彌縣，東漢時改名安彌縣。 |
| 辅平郡（酒泉郡） （9）                                                                                              | 祿福縣 | 乾齊縣 | 今甘肅省玉門市西北                                       | 酒泉郡(25-220)                             |                                  |
| 辅平郡（酒泉郡） （9）                                                                                              | 祿福縣 | 延壽縣 | 今甘肅省玉門市南                                         | 酒泉郡(？-220)                             |                                  |
| 辅平郡（酒泉郡） （9）                                                                                              | 祿福縣 | 天衣縣 | 疑今甘肅省肅北蒙古族自治縣東北及肅南裕固族自治縣交界一帶 | 酒泉郡(25-30)                              | 建武六年（30年）廢縣。           |
| 敦德郡（敦煌郡） （6）                                                                                              | 敦煌縣 | 敦煌縣 | 今甘肅省敦煌市西                                         | 敦煌郡(25-220)                             |                                  |
| 敦德郡（敦煌郡） （6）                                                                                              | 敦煌縣 | 冥安縣 | 今甘肅省安西縣東南                                       | 敦煌郡(25-220)                             |                                  |
| 敦德郡（敦煌郡） （6）                                                                                              | 敦煌縣 | 效穀縣 | 今甘肅省安西縣西南                                       | 敦煌郡(25-220)                             |                                  |
| 敦德郡（敦煌郡） （6）                                                                                              | 敦煌縣 | 淵泉縣 | 今甘肅省安西縣東                                         | 敦煌郡(25-220)                             |                                  |
| 敦德郡（敦煌郡） （6）                                                                                              | 敦煌縣 | 廣至縣 | 今甘肅省安西縣西南                                       | 敦煌郡(25-220)                             |                                  |
| 敦德郡（敦煌郡） （6）                                                                                              | 敦煌縣 | 龍勒縣 | 今甘肅省敦煌市西南                                       | 敦煌郡(25-220)                             |                                  |
| 張掖屬國 （5） | 無     | 侯官   | 地望不詳                                                 | 張掖屬國(113-？)                           |                                  |
| 張掖屬國 （5） | 無     | 左騎   | 地望不詳                                                 | 張掖屬國(113-？)                           |                                  |
| 張掖屬國 （5） | 無     | 千人   | 地望不詳                                                 | 張掖屬國(113-？)                           |                                  |
| 張掖屬國 （5） | 無     | 司馬官 | 地望不詳                                                 | 張掖屬國(113-？)                           |                                  |
| 張掖屬國 （5） | 無     | 千人官 | 地望不詳                                                 | 張掖屬國(113-？)                           |                                  |
| 西海郡（金城郡） （7）                                                                                              | 允吾縣 | 允吾縣 | 今甘肅省永靖縣西北                                       | 金城郡(25-36)→隴西郡(36-37)→金城郡(37-220) |                                  |
| 西海郡（金城郡） （7）                                                                                              | 允吾縣 | 浩亹縣 | 今甘肅省永登縣西南                                       | 金城郡(25-36)→隴西郡(36-37)→金城郡(37-220) |                                  |
| 西海郡（金城郡） （7）                                                                                              | 允吾縣 | 令居縣 | 今甘肅省永登縣西                                         | 金城郡(25-36)→隴西郡(36-37)→金城郡(37-220) |                                  |
| 西海郡（金城郡） （7）                                                                                              | 允吾縣 | 枝陽縣 | 今甘肅省永登縣南                                         | 金城郡(25-36)→隴西郡(36-37)→金城郡(37-220) |                                  |
| 西海郡（金城郡） （7）                                                                                              | 允吾縣 | 金城縣 | 今甘肅省蘭州市西                                         | 金城郡(25-36)→隴西郡(36-37)→金城郡(37-220) |                                  |
| 西海郡（金城郡） （7）                                                                                              | 允吾縣 | 榆中縣 | 今甘肅省榆中縣西                                         | 金城郡(25-36)→隴西郡(36-37)→金城郡(37-220) |                                  |
| 西海郡（金城郡） （7）                                                                                              | 允吾縣 | 允街縣 | 今甘肅省永登縣南                                         | 金城郡(25-36)→隴西郡(36-37)→金城郡(37-220) |                                  |

#### 郡級行政區
京兆郡
東漢時為京兆尹，魏時改為京兆郡，郡治長安縣（今陝西省西安市西北），領長安、霸陵、杜陵、新豐、鄭縣、藍田、長陵、陽陵、上雒、商縣、下邽、陰槃12縣。魏時廢陽陵縣（魏初），馮翊郡高陵、池陽縣來隸（220年）；改上雒縣為上洛縣（220年），高陵縣為高陸縣（220年），霸陵縣為霸城縣（約220年）。黃初三年（222年）至六年（225年）為京兆王曹禮封國，青龍三年（235年）至正始五年（244年）為秦王曹詢封國。魏末領長安、霸城、杜陵、鄭、新豐、藍田、上洛、商、長陵、高陸、池陽、陰槃、下邽13縣。
馮翊郡
東漢時為左馮翊，魏時改為馮翊郡，郡治臨晉（今陝西省大荔縣東朝邑鎮），領高陵、池陽、雲陽、頻陽、萬年、蓮芍、重泉、臨晉、夏陽、衙、郃陽、祋祤、粟邑13縣。漢末時已廢衙縣，黃初元年（220年）高陵、池陽縣移屬京兆郡；新置懷德縣（不詳何時），廢雲陽縣（太和、青龍年間）。魏末領臨晉、頻陽、蓮芍、重泉、郃陽、夏陽、粟邑、萬年、祋祤、懷德10縣。
扶風郡
東漢時為右扶風，魏時改為扶風郡，郡治槐里縣（今陝西省興平市東南），領槐里、安陵、平陵、茂陵、鄠縣、郿縣、栒邑、美陽、武功9縣。魏時漢興郡雍、隃麋、杜陽、陳倉、汧5縣來隸，改平陵縣為始平縣（黃初年間），安陵縣魏時不可考。魏末領槐里、武功、鄠、始平、郿、雍、汧、陳倉、美陽、茂陵、隃麋、栒邑、杜陽13縣。
新平郡
東漢舊郡，郡治漆縣（今陝西省彬縣），領漆、鶉觚2縣。至魏末不變。
北地郡
東漢舊郡，郡治不詳，東漢末領富平、泥陽、弋居、廉、參欒、靈州6僑縣，魏時弋居、廉、參欒、靈州4僑縣已廢；直路縣魏時無考。魏末領泥陽、富平2縣。
安定郡
東漢舊郡，郡治臨涇縣（今甘肅省鎮原縣東南），領臨涇、朝那、烏氏、三水、高平、彭陽6縣，魏時改三水縣為西川縣（不詳何時），至魏末不變。
廣魏郡
曹魏太和二年（228年）以後分天水郡置，郡治臨渭縣（今甘肅省天水市東），領臨渭、平襄、略陽、隴4縣，至魏末不變。
天水郡
東漢為漢陽郡，魏時改為天水郡，郡治冀縣（今甘肅省甘谷縣東），領冀、望恆、阿陽、略陽、勇士、成紀、隴、蘭干、平襄、顯親、西、豲道、新興、中陶、上邽、清水、罕幵、緜諸道18縣。魏時豲道、中陶、新興3縣移屬南安郡（黃初年間），平襄、略陽、隴3縣移屬廣魏郡（228年以後）；望恆、蘭干、罕幵、勇士、緜諸道5縣魏時無考。魏末領冀、上邽、顯親、成紀、西、阿陽、新陽7縣。
南安郡
東漢中平五年（188年）置郡，建安十九年（214年）郡廢併入隴西郡。曹魏時復置郡，郡治豲道縣（今甘肅省隴西縣東南），領豲道、中陶、新興3縣，至魏末不變。
隴西郡
東漢舊郡，郡治襄武縣（今甘肅省隴西縣東），領狄道、安故、氐道、首陽、大夏、襄武、臨洮、鄣、河關9縣。安故、大夏、鄣、氐道4縣無考。魏末領襄武、首陽、臨洮、狄道、河關、枹罕6縣。
武都郡
東漢舊郡，建安二十四年（219年），劉備攻取漢中後，曹操以「武都孤遠」，令太守楊阜前後遷徙居民1萬餘戶，安置於京兆、扶風、天水交界處，各縣逐廢。太和三年（229）諸葛亮北伐時攻取此地。景元四年（263年）平蜀後劃入雍州。郡治下辨縣（今甘肅省成縣西北），領下辨、河池、故道、沮、武都、羌道6縣。
漢興郡（已廢）
東漢舊郡，領雍縣、隃麋、杜陽、陳倉、汧縣5縣，漢末魏初之際已廢郡併入扶風郡。

#### 縣級行政區
| 雍州（州治：長安縣）                                                                        |        |        |                                          |                                                         |                                                       |
| 說明：本表為咸熙二年（265年）雍州各郡所轄的縣份；以深灰色表示者，為曾經建置，後來廢除的縣份 |        |        |                                          |                                                         |                                                       |
| 郡名 （縣數）                                                                               | 郡治   | 縣名   | 今地位置(2012年12月)                     | 隸屬郡國                                                | 備注                                                  |
| 京兆郡 （13）                                                                               | 長安縣 | 長安縣 | 今陝西省西安市東南                       | 京兆郡(220-265，京兆國222-225，秦國235-244)             |                                                       |
| 京兆郡 （13）                                                                               | 長安縣 | 霸城縣 | 今陝西省西安市東北                       | 京兆郡(220-265，京兆國222-225，秦國235-244)             | 東漢為霸陵縣，魏景初元年（237年）以前改名霸城縣。     |
| 京兆郡 （13）                                                                               | 長安縣 | 杜陵縣 | 今陝西省西安市西北                       | 京兆郡(220-265，京兆國222-225，秦國235-244)             |                                                       |
| 京兆郡 （13）                                                                               | 長安縣 | 鄭縣   | 今陝西省華縣                             | 京兆郡(220-265，京兆國222-225，秦國235-244)             |                                                       |
| 京兆郡 （13）                                                                               | 長安縣 | 新豐縣 | 今陝西省渭南市南                         | 京兆郡(220-265，京兆國222-225，秦國235-244)             |                                                       |
| 京兆郡 （13）                                                                               | 長安縣 | 藍田縣 | 今陝西省藍田縣東                         | 京兆郡(220-265，京兆國222-225，秦國235-244)             |                                                       |
| 京兆郡 （13）                                                                               | 長安縣 | 上洛縣 | 今陝西省商州市                           | 京兆郡(220-265，京兆國222-225，秦國235-244)             |                                                       |
| 京兆郡 （13）                                                                               | 長安縣 | 商縣   | 今陝西省丹鳳縣                           | 京兆郡(220-265，京兆國222-225，秦國235-244)             |                                                       |
| 京兆郡 （13）                                                                               | 長安縣 | 長陵縣 | 今陝西省咸陽市東北                       | 京兆郡(220-265，京兆國222-225，秦國235-244)             |                                                       |
| 京兆郡 （13）                                                                               | 長安縣 | 高陸縣 | 今陝西省高陵縣                           | 馮翊郡(220)→京兆郡(220-265，京兆國222-225，秦國235-244) | 東漢為高陵縣，黃初元年（220年）改名高陸縣。           |
| 京兆郡 （13）                                                                               | 長安縣 | 池陽縣 | 今陝西省涇陽縣西北                       | 京兆郡(220-265，京兆國222-225，秦國235-244)             |                                                       |
| 京兆郡 （13）                                                                               | 長安縣 | 陰槃縣 | 今陝西省西安市臨潼區北                   | 京兆郡(220-265，京兆國222-225，秦國235-244)             |                                                       |
| 京兆郡 （13）                                                                               | 長安縣 | 下邽縣 | 今陝西省華縣西北                         | 京兆郡(220-265，京兆國222-225，秦國235-244)             |                                                       |
| 京兆郡 （13）                                                                               | 長安縣 | 陽陵縣 | 今陝西省咸陽市東北                       | 京兆郡(220-？)                                          | 魏時廢縣。                                            |
| 馮翊郡 （10）                                                                               | 臨晉縣 | 臨晉縣 | 今陝西省大荔縣                           | 馮翊郡(220-265)                                         |                                                       |
| 馮翊郡 （10）                                                                               | 臨晉縣 | 頻陽縣 | 今陝西省浦城縣西                         | 馮翊郡(220-265)                                         |                                                       |
| 馮翊郡 （10）                                                                               | 臨晉縣 | 蓮芍縣 | 今陝西省浦城縣南                         | 馮翊郡(220-265)                                         |                                                       |
| 馮翊郡 （10）                                                                               | 臨晉縣 | 重泉縣 | 今陝西省蒲城縣東南                       | 馮翊郡(220-265)                                         |                                                       |
| 馮翊郡 （10）                                                                               | 臨晉縣 | 郃陽縣 | 今陝西省合陽縣東南                       | 馮翊郡(220-265)                                         |                                                       |
| 馮翊郡 （10）                                                                               | 臨晉縣 | 夏陽縣 | 今陝西省韓城市西南                       | 馮翊郡(220-265)                                         |                                                       |
| 馮翊郡 （10）                                                                               | 臨晉縣 | 粟邑縣 | 今陝西省白水縣西北                       | 馮翊郡(220-265)                                         |                                                       |
| 馮翊郡 （10）                                                                               | 臨晉縣 | 萬年縣 | 今陝西省西安市臨潼區                     | 馮翊郡(220-265)                                         |                                                       |
| 馮翊郡 （10）                                                                               | 臨晉縣 | 祋祤縣 | 今陝西省銅川市耀州區                     | 馮翊郡(220-265)                                         |                                                       |
| 馮翊郡 （10）                                                                               | 臨晉縣 | 懷德縣 | 今陝西省大荔縣東南                       | 馮翊郡(？-265)                                          |                                                       |
| 馮翊郡 （10）                                                                               | 臨晉縣 | 雲陽縣 | 今陝西省淳化縣西北                       | 馮翊郡(220-？)                                          | 魏太和、青龍年間廢縣。                                |
| 馮翊郡 （10）                                                                               | 臨晉縣 | 衙縣   | 今陝西省澄城縣西南                       | 馮翊郡(220?)                                            | 漢末魏初時已廢縣。                                    |
| 扶風郡 （13）                                                                               | 槐里縣 | 槐里縣 | 今陝西省興平市東南                       | 扶風郡(220-265)                                         |                                                       |
| 扶風郡 （13）                                                                               | 槐里縣 | 武功縣 | 今陝西省眉縣東                           | 扶風郡(220-265)                                         |                                                       |
| 扶風郡 （13）                                                                               | 槐里縣 | 鄠縣   | 今陝西省戶縣                             | 扶風郡(220-265)                                         |                                                       |
| 扶風郡 （13）                                                                               | 槐里縣 | 始平縣 | 今陝西省咸陽市西北                       | 扶風郡(220-265)                                         | 東漢為平陵縣，黃初年間改名始平縣。                    |
| 扶風郡 （13）                                                                               | 槐里縣 | 郿縣   | 今陝西省扶風縣東南                       | 扶風郡(220-265)                                         |                                                       |
| 扶風郡 （13）                                                                               | 槐里縣 | 雍縣   | 今陝西省鳳翔縣南                         | 漢興郡(220?)→扶風郡(220?-265)                           |                                                       |
| 扶風郡 （13）                                                                               | 槐里縣 | 汧縣   | 今陝西省隴縣南                           | 漢興郡(220?)→扶風郡(220?-265)                           |                                                       |
| 扶風郡 （13）                                                                               | 槐里縣 | 陳倉縣 | 今陝西省寶雞市東                         | 漢興郡(220?)→扶風郡(220?-265)                           |                                                       |
| 扶風郡 （13）                                                                               | 槐里縣 | 美陽縣 | 今陝西省扶風縣北                         | 扶風郡(220-265)                                         |                                                       |
| 扶風郡 （13）                                                                               | 槐里縣 | 茂陵縣 | 今陝西省興平市東北                       | 扶風郡(220-265)                                         |                                                       |
| 扶風郡 （13）                                                                               | 槐里縣 | 隃麋縣 | 今陝西省千陽縣東                         | 漢興郡(220?)→扶風郡(220?-265)                           |                                                       |
| 扶風郡 （13）                                                                               | 槐里縣 | 栒邑縣 | 今陝西省旬邑縣東北                       | 扶風郡(220-265)                                         |                                                       |
| 扶風郡 （13）                                                                               | 槐里縣 | 杜陽縣 | 今陝西省麟遊縣西北                       | 漢興郡(220?)→扶風郡(220?-265)                           |                                                       |
| 扶風郡 （13）                                                                               | 槐里縣 | 安陵縣 | 今陝西省咸陽市東北                       | 扶風郡(？-？)                                           | 無考縣份。                                            |
| 新平郡 （2）                                                                                | 漆縣   | 漆縣   | 今陝西省彬縣                             | 新平郡(220-265)                                         |                                                       |
| 新平郡 （2）                                                                                | 漆縣   | 鶉觚縣 | 今甘肅省靈台縣                           | 新平郡(220-265)                                         |                                                       |
| 北地郡 （2）                                                                                | ？     | 泥陽縣 | 今陝西省耀縣南                           | 北地郡(220-265)                                         |                                                       |
| 北地郡 （2）                                                                                | ？     | 富平縣 | 今陝西省宣平縣                           | 北地郡(220-265)                                         |                                                       |
| 北地郡 （2）                                                                                | ？     | 直路縣 | 今陝西省宣平縣                           | 北地郡(？-？)                                           | 無考縣份。                                            |
| 安定郡 （6）                                                                                | 臨涇縣 | 臨涇縣 | 今甘肅省鎮原縣東南                       | 安定郡(220-265)                                         |                                                       |
| 安定郡 （6）                                                                                | 臨涇縣 | 朝那縣 | 今寧夏回族自治區固原市東南               | 安定郡(220-265)                                         |                                                       |
| 安定郡 （6）                                                                                | 臨涇縣 | 烏氏縣 | 今寧夏回族自治區隆德縣東                 | 安定郡(220-265)                                         |                                                       |
| 安定郡 （6）                                                                                | 臨涇縣 | 西川縣 | 今陝西省旬邑縣北                         | 安定郡(220-265)                                         | 東漢為三水縣，魏時改名西川縣。                        |
| 安定郡 （6）                                                                                | 臨涇縣 | 高平縣 | 今寧夏回族自治區固原市                   | 安定郡(220-265)                                         |                                                       |
| 安定郡 （6）                                                                                | 臨涇縣 | 彭陽縣 | 今甘肅省鎮原縣                           | 安定郡(220-265)                                         |                                                       |
| 廣魏郡 （4）                                                                                | 臨渭縣 | 臨渭縣 | 今甘肅省天水市東                         | 天水郡(220-？)→廣魏郡(？-265)                           | 魏時置縣。（年代不詳）                                |
| 廣魏郡 （4）                                                                                | 臨渭縣 | 平襄縣 | 今甘肅省通渭縣西                         | 天水郡(220-？)→廣魏郡(？-265)                           |                                                       |
| 廣魏郡 （4）                                                                                | 臨渭縣 | 略陽縣 | 今甘肅省秦安縣東北                       | 天水郡(220-？)→廣魏郡(？-265)                           |                                                       |
| 廣魏郡 （4）                                                                                | 臨渭縣 | 隴縣   | 今甘肅省清水縣北                         | 天水郡(220-？)→廣魏郡(？-265)                           |                                                       |
| 天水郡 （7）                                                                                | 冀縣   | 冀縣   | 今甘肅省甘谷縣                           | 天水郡(220-265)                                         |                                                       |
| 天水郡 （7）                                                                                | 冀縣   | 上邽縣 | 今甘肅省天水市                           | 天水郡(220-265)                                         |                                                       |
| 天水郡 （7）                                                                                | 冀縣   | 顯親縣 | 今甘肅省秦安縣西北                       | 天水郡(220-265)                                         |                                                       |
| 天水郡 （7）                                                                                | 冀縣   | 成紀縣 | 今甘肅省通渭縣東                         | 天水郡(220-265)                                         |                                                       |
| 天水郡 （7）                                                                                | 冀縣   | 西縣   | 今甘肅省禮縣東北                         | 天水郡(220-265)                                         |                                                       |
| 天水郡 （7）                                                                                | 冀縣   | 阿陽縣 | 今甘肅省靜寧縣西南                       | 天水郡(220-265)                                         |                                                       |
| 天水郡 （7）                                                                                | 冀縣   | 新陽縣 | 今甘肅省天水市西北                       | 天水郡(？-265)                                          | 魏時置縣（不詳何時）。                                |
| 天水郡 （7）                                                                                | 冀縣   | 望恆縣 | 今甘肅省天水市西北                       | 天水郡(？-？)                                           | 無考縣份。                                            |
| 天水郡 （7）                                                                                | 冀縣   | 蘭干縣 | 今甘肅省隴西縣東北                       | 天水郡(？-？)                                           | 無考縣份。                                            |
| 天水郡 （7）                                                                                | 冀縣   | 罕幵縣 | 今甘肅省天水市東南                       | 天水郡(？-？)                                           | 無考縣份。                                            |
| 天水郡 （7）                                                                                | 冀縣   | 緜諸道 | 今甘肅省天水市東北                       | 天水郡(？-？)                                           | 無考縣份。                                            |
| 南安郡 （3）                                                                                | 獂道縣 | 豲道縣 | 今甘肅省隴西縣東南                       | 南安郡(？-265)                                          |                                                       |
| 南安郡 （3）                                                                                | 獂道縣 | 中陶縣 | 今甘肅省武山縣西北鴛鴦鎮                 | 南安郡(？-265)                                          |                                                       |
| 南安郡 （3）                                                                                | 獂道縣 | 新興縣 | 今甘肅省武山縣西                         | 南安郡(？-265)                                          |                                                       |
| 南安郡 （3）                                                                                | 獂道縣 | 勇士縣 | 今甘肅省榆中縣北                         | 天水郡(？-？)                                           | 無考縣份。                                            |
| 隴西郡 （6）                                                                                | 襄武縣 | 襄武縣 | 今甘肅省隴西縣東                         | 隴西郡(220-265)                                         |                                                       |
| 隴西郡 （6）                                                                                | 襄武縣 | 首陽縣 | 今甘肅省渭源縣北                         | 隴西郡(220-265)                                         |                                                       |
| 隴西郡 （6）                                                                                | 襄武縣 | 臨洮縣 | 今甘肅省岷縣                             | 隴西郡(220-265)                                         |                                                       |
| 隴西郡 （6）                                                                                | 襄武縣 | 狄道縣 | 今甘肅省臨洮縣                           | 隴西郡(220-265)                                         |                                                       |
| 隴西郡 （6）                                                                                | 襄武縣 | 河關縣 | 今青海省同仁縣北                         | 隴西郡(220-265)                                         |                                                       |
| 隴西郡 （6）                                                                                | 襄武縣 | 枹罕縣 | 今甘肅省臨夏市西南                       | 隴西郡(220-265)                                         |                                                       |
| 隴西郡 （6）                                                                                | 襄武縣 | 氐道縣 | 疑在今甘肅省武山縣、岷縣及禮縣交界處一帶 | 隴西郡(？-？)                                           | 無考縣份。                                            |
| 隴西郡 （6）                                                                                | 襄武縣 | 安故縣 | 今甘肅省臨洮縣南                         | 隴西郡(？-？)                                           | 無考縣份。                                            |
| 隴西郡 （6）                                                                                | 襄武縣 | 大夏縣 | 今甘肅省廣河縣西                         | 隴西郡(？-？)                                           | 無考縣份。                                            |
| 隴西郡 （6）                                                                                | 襄武縣 | 鄣縣   | 今甘肅省漳縣西南                         | 隴西郡(？-？)                                           | 無考縣份。                                            |
| 武都郡 （6）                                                                                | 下辨縣 | 下辨縣 | 今甘肅省成縣西北                         | 武都郡(264-265)                                         | 東漢末已廢縣，建興七年（229年）蜀漢攻取此地後置縣。   |
| 武都郡 （6）                                                                                | 下辨縣 | 河池縣 | 今甘肅省徽縣西北                         | 武都郡(264-265)                                         | 東漢末已廢縣，建興七年（229年）蜀漢攻取此地後復置縣。 |
| 武都郡 （6）                                                                                | 下辨縣 | 故道縣 | 今陝西省寶雞市南                         | 武都郡(264-265)                                         | 東漢末已廢縣，建興七年（229年）蜀漢攻取此地後復置縣。 |
| 武都郡 （6）                                                                                | 下辨縣 | 沮縣   | 今陝西省略陽縣東                         | 武都郡(264-265)                                         | 東漢末已廢縣，建興七年（229年）蜀漢攻取此地後置縣。   |
| 武都郡 （6）                                                                                | 下辨縣 | 武都縣 | 今甘肅省西和縣西南                       | 武都郡(264-265)                                         | 東漢末已廢縣，建興七年（229年）蜀漢攻取此地後置縣。   |
| 武都郡 （6）                                                                                | 下辨縣 | 羌道縣 | 今甘肅省宕昌縣西南                       | 武都郡(264-265)                                         | 東漢末已廢縣，建興七年（229年）蜀漢攻取此地後置縣。   |

### 涼州
東漢末時已廢州，黃初元年（220年）分雍州河西復置涼州。魏時領武威、金城、張掖、酒泉、敦煌、西平、西郡、西海8郡。計魏末轄8郡、47縣。

#### 郡級行政區
武威郡
東漢舊郡，郡治姑臧縣（今甘肅省武威市南），領姑臧、宣威、倉松、顯美、揟次、武威、鸇陰、袓厲、媼圍、休屠、張掖、鸞鳥、樸褱13縣及左騎官。魏時休屠、張掖、鸞鳥、樸褱4縣及左騎官不可考。魏末領姑臧、宣威、倉松、顯美、揟次、武威、鸇陰、袓厲、媼圍9縣。
金城郡
東漢舊郡，郡治榆中縣（今甘肅省蘭州市東），領榆中、允街、金城、浩亹、白土、令居、允吾、枝陽8縣。魏時枝陽縣不可考。魏末領榆中、允街、金城、浩亹、白土、令居、允吾7縣。
西平郡
東漢舊郡，郡治西都縣（今青海省西寧市），領西都、臨羌、破羌、安夷4縣，至魏末不變。
張掖郡
東漢舊郡，郡治觻得縣（今甘肅省張掖市西北），領觻得、昭武、刪丹、氐池、屋蘭、番和、驪靬7縣，至魏末不變。
西郡
東漢舊郡，領日勒縣（今甘肅省山丹縣東南），至魏末不變。
酒泉郡
東漢舊郡，郡治祿福縣（今甘肅省酒泉市），領祿福、表氏、樂涫、玉門、會水、安彌、延壽、沙頭、乾齊9縣，至魏末不變。
敦煌郡
東漢舊郡，郡治敦煌縣（今甘肅省敦煌市西），領敦煌、效穀、廣至、龍勒、冥安、淵泉6縣。魏時置宜禾、伊吾2縣（不詳何時），至魏末不變。
西海郡
東漢舊郡，領居延縣（今內蒙古自治區額濟納旗東南），至魏末不變。

#### 縣級行政區
| 涼州（州治姑臧縣）                                                                              |        |        |                                  |                 |                  |
| 說明：本表為曹魏咸熙二年（265年）涼州各郡所轄的縣份；以深灰色表示者，為曾經建置，後來廢除的縣份 |        |        |                                  |                 |                  |
| 郡名 （縣數）                                                                                   | 郡治   | 縣名   | 今地位置(2013年5月)              | 隸屬郡國        | 備注             |
| 武威郡 （9）                                                                                    | 姑臧縣 | 姑臧縣 | 今甘肅省武威市                   | 武威郡(220-265) |                  |
| 武威郡 （9）                                                                                    | 姑臧縣 | 宣威縣 | 今甘肅省民勤縣西南               | 武威郡(220-265) |                  |
| 武威郡 （9）                                                                                    | 姑臧縣 | 倉松縣 | 今甘肅省武威市東南               | 武威郡(220-265) |                  |
| 武威郡 （9）                                                                                    | 姑臧縣 | 顯美縣 | 今甘肅省永昌縣東                 | 武威郡(220-265) |                  |
| 武威郡 （9）                                                                                    | 姑臧縣 | 揟次縣 | 疑在今甘肅省古浪縣北             | 武威郡(220-265) |                  |
| 武威郡 （9）                                                                                    | 姑臧縣 | 武威縣 | 今甘肅省民勤縣東北               | 武威郡(220-265) |                  |
| 武威郡 （9）                                                                                    | 姑臧縣 | 鸇陰縣 | 今甘肅省靖遠縣西北               | 武威郡(220-265) |                  |
| 武威郡 （9）                                                                                    | 姑臧縣 | 袓厲縣 | 今甘肅省靖遠縣西南               | 武威郡(220-265) |                  |
| 武威郡 （9）                                                                                    | 姑臧縣 | 媼圍縣 | 疑在今甘肅省皋蘭縣西北一帶       | 武威郡(220-265) |                  |
| 武威郡 （9）                                                                                    | 姑臧縣 | 休屠縣 | 今甘肅省武威市北                 | 武威郡(？-？)   | 無考縣份。       |
| 武威郡 （9）                                                                                    | 姑臧縣 | 張掖縣 | 今甘肅省古浪縣西北               | 武威郡(？-？)   | 無考縣份。       |
| 武威郡 （9）                                                                                    | 姑臧縣 | 鸞鳥縣 | 今甘肅省武威市南                 | 武威郡(？-？)   | 無考縣份。       |
| 武威郡 （9）                                                                                    | 姑臧縣 | 撲褱縣 | 今甘肅省古浪縣東北               | 武威郡(？-？)   | 無考縣份。       |
| 金城郡 （8）                                                                                    | 榆中縣 | 榆中縣 | 今甘肅省榆中縣西                 | 金城郡(220-265) |                  |
| 金城郡 （8）                                                                                    | 榆中縣 | 允街縣 | 今甘肅省永登縣南                 | 金城郡(220-265) |                  |
| 金城郡 （8）                                                                                    | 榆中縣 | 金城縣 | 今甘肅省蘭州市西                 | 金城郡(220-265) |                  |
| 金城郡 （8）                                                                                    | 榆中縣 | 浩亹縣 | 今甘肅省永登縣西南               | 金城郡(220-265) |                  |
| 金城郡 （8）                                                                                    | 榆中縣 | 白土縣 | 今甘肅省永靖縣和青海省民和縣之間 | 金城郡(220-265) |                  |
| 金城郡 （8）                                                                                    | 榆中縣 | 令居縣 | 今甘肅省永登縣西                 | 金城郡(220-265) |                  |
| 金城郡 （8）                                                                                    | 榆中縣 | 允吾縣 | 今甘肅省永靖縣西北               | 金城郡(220-265) |                  |
| 金城郡 （8）                                                                                    | 榆中縣 | 枝陽縣 | 今甘肅省永登縣南                 | 金城郡(？-？)   | 無考縣份。       |
| 西平郡 （4）                                                                                    | 西都縣 | 西都縣 | 今青海省西寧市                   | 西平郡(220-265) |                  |
| 西平郡 （4）                                                                                    | 西都縣 | 臨羌縣 | 今青海省湟源縣東南               | 西平郡(220-265) |                  |
| 西平郡 （4）                                                                                    | 西都縣 | 破羌縣 | 今青海省樂都縣東                 | 西平郡(220-265) |                  |
| 西平郡 （4）                                                                                    | 西都縣 | 安夷縣 | 今青海省西寧市東                 | 西平郡(220-265) |                  |
| 張掖郡 （7）                                                                                    | 觻得縣 | 觻得縣 | 今甘肅省張掖市西北               | 張掖郡(220-265) |                  |
| 張掖郡 （7）                                                                                    | 觻得縣 | 昭武縣 | 今甘肅省臨澤縣東北               | 張掖郡(220-265) |                  |
| 張掖郡 （7）                                                                                    | 觻得縣 | 刪丹縣 | 今甘肅省山丹縣                   | 張掖郡(220-265) |                  |
| 張掖郡 （7）                                                                                    | 觻得縣 | 氐池縣 | 今甘肅省民樂縣                   | 張掖郡(220-265) |                  |
| 張掖郡 （7）                                                                                    | 觻得縣 | 屋蘭縣 | 今甘肅省山丹縣西北               | 張掖郡(220-265) |                  |
| 張掖郡 （7）                                                                                    | 觻得縣 | 番和縣 | 今甘肅省永昌縣西                 | 張掖郡(220-265) |                  |
| 張掖郡 （7）                                                                                    | 觻得縣 | 驪靬縣 | 今甘肅省永昌縣南                 | 張掖郡(220-265) |                  |
| 西郡 （1）                                                                                      | 日勒縣 | 日勒縣 | 今甘肅省山丹縣東南               | 西郡(220-265)   |                  |
| 酒泉郡 （9）                                                                                    | 祿福縣 | 祿福縣 | 今甘肅省酒泉市                   | 酒泉郡(220-265) |                  |
| 酒泉郡 （9）                                                                                    | 祿福縣 | 表是縣 | 今甘肅省高合縣西                 | 酒泉郡(220-265) |                  |
| 酒泉郡 （9）                                                                                    | 祿福縣 | 樂涫縣 | 今甘肅省酒泉市東南               | 酒泉郡(220-265) |                  |
| 酒泉郡 （9）                                                                                    | 祿福縣 | 玉門縣 | 今甘肅省玉門市西北               | 酒泉郡(220-265) |                  |
| 酒泉郡 （9）                                                                                    | 祿福縣 | 會水縣 | 今甘肅省高合縣西北               | 酒泉郡(220-265) |                  |
| 酒泉郡 （9）                                                                                    | 祿福縣 | 安彌縣 | 今甘肅省酒泉市東                 | 酒泉郡(220-265) |                  |
| 酒泉郡 （9）                                                                                    | 祿福縣 | 延壽縣 | 今甘肅省玉門市南                 | 酒泉郡(220-265) |                  |
| 酒泉郡 （9）                                                                                    | 祿福縣 | 沙頭縣 | 今甘肅省玉門市西北               | 酒泉郡(220-265) |                  |
| 酒泉郡 （9）                                                                                    | 祿福縣 | 乾齊縣 | 今甘肅省玉門市西北               | 酒泉郡(220-265) |                  |
| 敦煌郡 （8）                                                                                    | 敦煌縣 | 敦煌縣 | 今甘肅省敦煌市西                 | 敦煌郡(220-265) |                  |
| 敦煌郡 （8）                                                                                    | 敦煌縣 | 效穀縣 | 今甘肅省安西縣西南               | 敦煌郡(220-265) |                  |
| 敦煌郡 （8）                                                                                    | 敦煌縣 | 廣至縣 | 今甘肅省安西縣西南               | 敦煌郡(220-265) |                  |
| 敦煌郡 （8）                                                                                    | 敦煌縣 | 龍勒縣 | 今甘肅省敦煌市西南               | 敦煌郡(220-265) |                  |
| 敦煌郡 （8）                                                                                    | 敦煌縣 | 冥安縣 | 今甘肅省安西縣東南               | 敦煌郡(220-265) |                  |
| 敦煌郡 （8）                                                                                    | 敦煌縣 | 淵泉縣 | 今甘肅省安西縣東                 | 敦煌郡(220-265) |                  |
| 敦煌郡 （8）                                                                                    | 敦煌縣 | 宜禾縣 | 今甘肅省安西縣                   | 敦煌郡(？-265)  | 魏時分廣至縣置。 |
| 敦煌郡 （8）                                                                                    | 敦煌縣 | 伊吾縣 | 今甘肅省安西縣北                 | 敦煌郡(？-265)  | 魏時置縣。       |
| 西海郡 （1）                                                                                    | 居延縣 | 居延縣 | 今內蒙古自治區額濟納旗東南       | 西海郡(220-265) |                  |

### 并州
曹魏并州州治所在晉陽縣（今山西省太原市西南）。範圍在今山西省的中部及北部一帶。

#### 郡級行政區
曹魏并州領太原、上黨、樂平、雁門、新興5郡。黃初二年（221年）置西河郡。青龍三年（235年）曾復置朔方郡，後廢。
太原郡
東漢舊郡，郡治晉陽縣（今山西省太原市西南），領晉陽、界休、榆次、中都、於離、茲氏、狼孟、鄔、盂、平陶、京陵、陽曲、大陵、祁、陽邑、中陽16縣。曹魏黃初二年（221年）茲氏、中陽、界休3縣移屬西河郡。魏末領晉陽、陽曲、榆次、於離、盂、狼孟、陽邑、大陵、祁、平陶、京陵、中都、鄔13縣。
西河郡
東漢末年時已廢郡併入太原郡，曹魏黃初二年（221年）分太原郡3縣置郡，郡治茲氏縣（今山西省汾陽市），領茲氏、界休、中陽、離石4縣。
上黨郡
東漢舊郡，郡治壺關縣（今山西省潞城市西），領壺關、潞、屯留、長子、泫氏、高都、襄垣、銅鞮、涅、陭氏、穀遠、陽阿12縣。
樂平郡
東漢建安二十年（215年）後分上黨郡置，郡治沾縣（今山西省和順縣西北），領沾、樂平、上艾3縣。
雁門郡
東漢舊郡，郡治廣武縣（今山西省代縣西南），領廣武、原平、汪陶、劇陽4縣。
新興郡
東漢建安二十年（215年）合併雲中、定襄、五原、朔方4郡置郡，郡治九原縣（今山西省忻州市），領九原、定襄、雲中、廣牧、平城、馬邑、慮虒7縣。
朔方郡（廢除）
青龍三年（235年）復置朔方郡，後廢。

#### 縣級行政區
| 并州（州治：晉陽縣）                                                                        |        |        |                      |                                 |                                                                                  |
| 說明：本表為咸熙二年（265年）并州各郡所轄的縣份；以深灰色表示者，為曾經建置，後來廢除的縣份 |        |        |                      |                                 |                                                                                  |
| 郡名 （縣數）                                                                               | 郡治   | 縣名   | 今地位置(2012年12月) | 隸屬郡國                        | 備注                                                                             |
| 太原郡 （13）                                                                               | 晉陽縣 | 晉陽縣 | 今山西省太原市西南   | 太原郡(220-265)                 |                                                                                  |
| 太原郡 （13）                                                                               | 晉陽縣 | 陽曲縣 | 今山西省陽曲縣西南   | 太原郡(220-265)                 | 為郭淮侯國。                                                                     |
| 太原郡 （13）                                                                               | 晉陽縣 | 榆次縣 | 今山西省晉中市       | 太原郡(220-265)                 |                                                                                  |
| 太原郡 （13）                                                                               | 晉陽縣 | 於離縣 | 地望不詳             | 太原郡(220-265)                 |                                                                                  |
| 太原郡 （13）                                                                               | 晉陽縣 | 盂縣   | 今山西省陽曲縣北     | 太原郡(220-265)                 |                                                                                  |
| 太原郡 （13）                                                                               | 晉陽縣 | 狼孟縣 | 今山西省陽曲縣       | 太原郡(220-265)                 |                                                                                  |
| 太原郡 （13）                                                                               | 晉陽縣 | 陽邑縣 | 今山西省晉中市南     | 太原郡(220-265)                 |                                                                                  |
| 太原郡 （13）                                                                               | 晉陽縣 | 大陵縣 | 今山西省文水縣東北   | 太原郡(220-265)                 |                                                                                  |
| 太原郡 （13）                                                                               | 晉陽縣 | 祁縣   | 今山西省祁縣         | 太原郡(220-265)                 |                                                                                  |
| 太原郡 （13）                                                                               | 晉陽縣 | 平陶縣 | 今山西省文水縣南     | 太原郡(220-265)                 |                                                                                  |
| 太原郡 （13）                                                                               | 晉陽縣 | 京陵縣 | 今山西省平遙縣東     | 太原郡(220-265)                 | 為王昶侯國。                                                                     |
| 太原郡 （13）                                                                               | 晉陽縣 | 中都縣 | 今山西省平遙縣       | 太原郡(220-265)                 | 為孫資侯國。                                                                     |
| 太原郡 （13）                                                                               | 晉陽縣 | 鄔縣   | 今山西省平遙縣西南   | 太原郡(220-265)                 |                                                                                  |
| 西河郡 （4）                                                                                | 茲氏縣 | 茲氏縣 | 今山西省汾陽市       | 太原郡(220-221)→西河郡(221-265) |                                                                                  |
| 西河郡 （4）                                                                                | 茲氏縣 | 界休縣 | 今山西省介休市東     | 太原郡(220-221)→西河郡(221-265) |                                                                                  |
| 西河郡 （4）                                                                                | 茲氏縣 | 中陽縣 | 今山西省孝義市       | 太原郡(220-221)→西河郡(221-265) |                                                                                  |
| 西河郡 （4）                                                                                | 茲氏縣 | 離石縣 | 今山西省呂梁市離石區 | 西河郡(222-265)                 | 東漢末年時已廢縣，魏黃初三年（222年）復置縣。                                    |
| 上黨郡 （12）                                                                               | 壺關縣 | 壺關縣 | 今山西省潞城市西     | 上黨郡(220-265)                 |                                                                                  |
| 上黨郡 （12）                                                                               | 壺關縣 | 潞縣   | 今山西省潞城市東北   | 上黨郡(220-265)                 |                                                                                  |
| 上黨郡 （12）                                                                               | 壺關縣 | 屯留縣 | 今山西省屯留縣北     | 上黨郡(220-265)                 |                                                                                  |
| 上黨郡 （12）                                                                               | 壺關縣 | 長子縣 | 今山西省長子縣       | 上黨郡(220-265)                 |                                                                                  |
| 上黨郡 （12）                                                                               | 壺關縣 | 泫氏縣 | 今山西省高平市       | 上黨郡(220-265)                 |                                                                                  |
| 上黨郡 （12）                                                                               | 壺關縣 | 高都縣 | 今山西省晉城市       | 上黨郡(220-265)                 | 正元元年（254年）為司馬昭侯國，甘露元年（256年）進為公國，晉公國、晉王國的首都。 |
| 上黨郡 （12）                                                                               | 壺關縣 | 襄垣縣 | 今山西省襄垣縣北     | 上黨郡(220-265)                 |                                                                                  |
| 上黨郡 （12）                                                                               | 壺關縣 | 銅鞮縣 | 今山西省沁縣南       | 上黨郡(220-265)                 |                                                                                  |
| 上黨郡 （12）                                                                               | 壺關縣 | 涅縣   | 今山西省武鄉縣西北   | 上黨郡(220-265)                 |                                                                                  |
| 上黨郡 （12）                                                                               | 壺關縣 | 陭氏縣 | 今山西省臨猗縣       | 上黨郡(220-265)                 |                                                                                  |
| 上黨郡 （12）                                                                               | 壺關縣 | 穀遠縣 | 今山西省沁源縣南     | 上黨郡(220-265)                 |                                                                                  |
| 上黨郡 （12）                                                                               | 壺關縣 | 陽阿縣 | 今山西省左權縣       | 上黨郡(220-265)                 |                                                                                  |
| 樂平郡 （3）                                                                                | 沾縣   | 沾縣   | 今山西省和順縣北     | 樂平郡(220-265)                 |                                                                                  |
| 樂平郡 （3）                                                                                | 沾縣   | 樂平縣 | 今山西省昔陽縣       | 樂平郡(220-265)                 | 為董昭侯國。                                                                     |
| 樂平郡 （3）                                                                                | 沾縣   | 上艾縣 | 今山西省陽泉市東南   | 樂平郡(220-265)                 |                                                                                  |
| 雁門郡 （4）                                                                                | 廣武縣 | 廣武縣 | 今山西省代縣西南     | 雁門郡(220-265)                 |                                                                                  |
| 雁門郡 （4）                                                                                | 廣武縣 | 原平縣 | 今山西省原平市       | 雁門郡(220-265)                 |                                                                                  |
| 雁門郡 （4）                                                                                | 廣武縣 | 汪陶縣 | 今山西省應縣西       | 雁門郡(220-265)                 |                                                                                  |
| 雁門郡 （4）                                                                                | 廣武縣 | 劇陽縣 | 今山西省應縣東北     | 雁門郡(220-265)                 |                                                                                  |
| 新興郡 （7）                                                                                | 九原縣 | 九原縣 | 今山西省忻州市       | 新興郡(220-265)                 | 東漢末年僑治太原郡陽曲縣，後成為實縣，統領太原郡境內五原郡之民。                 |
| 新興郡 （7）                                                                                | 九原縣 | 定襄縣 | 今山西省定襄縣       | 新興郡(220-265)                 | 東漢末年僑治太原郡境內，後成為實縣，統領太原郡境內原定襄郡之民。                 |
| 新興郡 （7）                                                                                | 九原縣 | 雲中縣 | 今山西省原平市西     | 新興郡(220-265)                 | 東漢末年治太原郡境內，後成為實縣，統領太原郡境內原雲中郡之民。                   |
| 新興郡 （7）                                                                                | 九原縣 | 廣牧縣 | 今山西省壽陽縣西北   | 新興郡(220-265)                 | 東漢末年僑治太原郡境內，後成為實縣，統領太原郡境內原朔方郡之民。                 |
| 新興郡 （7）                                                                                | 九原縣 | 平城縣 | 今山西省大同市       | 新興郡(220-265)                 | 東漢末年僑治太原郡境內，後成為實縣，統領太原郡境內原雁門郡之民。                 |
| 新興郡 （7）                                                                                | 九原縣 | 馬邑縣 | 今山西省朔州市       | 新興郡(220-265)                 | 東漢末年僑治太原郡境內，後成為實縣，統領太原郡境內原雁門郡之民。                 |
| 新興郡 （7）                                                                                | 九原縣 | 慮虒縣 | 今山西省五台縣東北   | 新興郡(220-265)                 |                                                                                  |

### 幽州
曹魏幽州州治所在薊縣（今北京市）。範圍在今河北省北部，北京市全部，天津市海河以北，遼寧省鐵嶺、新民、朝陽以南及撫順、丹東以西，北朝鮮一部分。

#### 郡級行政區
曹魏幽州領涿、上谷、廣陽、漁陽、右北平、遼西、代7郡，景初二年（238年）以後增領遼東、昌黎、玄菟、樂浪、帶方5郡，至魏末不變。
涿郡
東漢舊郡，郡治涿縣（今河北省涿州市），領涿、逎、故安、范陽、良鄉、方城、北新城7縣。魏時增置容城縣。魏末領8縣。
燕國
東漢為廣陽郡，黃初二年（221年）封魏宗室曹幹為燕公，郡改為燕國，明年燕公曹幹徙封河間王，國改為燕郡。太和六年（232年）封曹宇為燕王，郡復為國。郡治薊縣（今北京市），領薊、安次、昌平、軍都、廣陽5縣，至魏末不變。
漁陽郡
東漢舊郡，郡治漁陽縣（今北京市密雲縣），領漁陽、狐奴、潞、雍奴、泉州、平谷、傂奚、獷平8縣。魏時平谷、傂奚、獷平3縣已不可考。廢狐奴縣置安樂縣（238年）。魏末領漁陽、潞、雍奴、泉州、安樂5縣。
右北平郡
東漢舊郡，郡治土垠縣（今河北省唐山市豐潤區東），領土垠、徐無、無終、俊靡4縣，至魏末不變。
上谷郡
東漢舊郡，郡治居庸縣（今北京市延慶縣），領居庸、沮陽、下洛、潘、寧、雊瞀、涿鹿、廣寧8縣。魏時寧、雊瞀2縣已不可考。魏末領6縣。
代郡
東漢舊郡，郡治代縣（今河北省蔚縣東北），領代、平舒、當城3縣，至魏末不變。
遼西郡
東漢舊郡，郡治陽樂縣（今河北省盧龍縣東），領陽樂、海陽、肥如、臨渝、令支5縣，至魏末不變。
遼東郡
東漢舊郡，後為遼東公孫氏所據。郡治襄平縣（今遼寧省遼陽市），領襄平、汶、安市、新昌、西安平、北豐、平郭、東沓、遼隊、望平、無慮、番汗、遝氏12縣。魏時番汗、遝氏2縣已不可考，望平縣移屬玄菟郡（不詳何時）。景初二年（238年）司馬懿討平後地入於魏。魏末領9縣。
昌黎郡
東漢置遼東屬國，後地沒於胡，正始五年（244年）復置，領昌黎1縣。魏末改置昌黎郡。
玄菟郡
東漢舊郡，郡治高句驪縣（今遼寧省遼陽市東），領高句麗、西蓋馬、上殷台、高顯、候城、遼陽6縣。魏時西蓋馬、上殷台、候城、遼陽4縣已不可考，遼東郡望平縣來隸（不詳何時）。魏末領高句麗、高顯、望平3縣。
樂浪郡
東漢舊郡，郡治朝鮮縣（今朝鮮平壤市），領朝鮮、訁冉邯、浿水、占蟬、遂城、增地、駟望、屯有、鏤方、渾彌、樂都11縣。魏時訁冉邯、占蟬、增地、樂都、浿水5縣已不可考。魏末領朝鮮、屯有、渾彌、遂城、駟望、鏤方6縣。
帶方郡
東漢舊郡，郡治帶方縣（朝鮮沙里院市南），領帶方、含資、海冥、列口、長岑、昭明、提奚7縣。

#### 縣級行政區
| 幽州（州治：薊縣）                                                                          |          |          |                                      |                                           |                                                 |
| 說明：本表為咸熙二年（265年）幽州各郡所轄的縣份；以深灰色表示者，為曾經建置，後來廢除的縣份 |          |          |                                      |                                           |                                                 |
| 郡名 （縣數）                                                                               | 郡治     | 縣名     | 今地位置(2012年12月)                 | 隸屬郡國                                  | 備注                                            |
| 涿郡 （8）                                                                                  | 涿縣     | 涿縣     | 今河北省涿州市                       | 涿郡(220-265)                             |                                                 |
| 涿郡 （8）                                                                                  | 涿縣     | 逎縣     | 今河北省涿州市西                     | 涿郡(220-265)                             |                                                 |
| 涿郡 （8）                                                                                  | 涿縣     | 故安縣   | 今河北省定興縣西                     | 涿郡(220-265)                             |                                                 |
| 涿郡 （8）                                                                                  | 涿縣     | 范陽縣   | 今河北省容城縣西北                   | 涿郡(220-265)                             |                                                 |
| 涿郡 （8）                                                                                  | 涿縣     | 良鄉縣   | 今北京市房山區東南                   | 涿郡(220-265)                             |                                                 |
| 涿郡 （8）                                                                                  | 涿縣     | 方城縣   | 今河北省固安縣                       | 涿郡(220-265)                             | 為劉放侯國。                                    |
| 涿郡 （8）                                                                                  | 涿縣     | 北新城縣 | 今河北省徐水縣西南                   | 涿郡(220-265)                             |                                                 |
| 涿郡 （8）                                                                                  | 涿縣     | 容城縣   | 今河北省容城縣北                     | 涿郡(？-265)                              | 魏時置縣，後為盧毓侯國。                        |
| 燕國 （5）                                                                                  | 薊縣     | 薊縣     | 今北京市中心                         | 燕國(220-265，廣陽郡220-221，燕郡222-232) |                                                 |
| 燕國 （5）                                                                                  | 薊縣     | 安次縣   | 今河北省廊坊市                       | 燕國(220-265，廣陽郡220-221，燕郡222-232) |                                                 |
| 燕國 （5）                                                                                  | 薊縣     | 昌平縣   | 今北京市北                           | 燕國(220-265，廣陽郡220-221，燕郡222-232) |                                                 |
| 燕國 （5）                                                                                  | 薊縣     | 軍都縣   | 今北京市西北                         | 燕國(220-265，廣陽郡220-221，燕郡222-232) |                                                 |
| 燕國 （5）                                                                                  | 薊縣     | 廣陽縣   | 今北京市西南                         | 燕國(220-265，廣陽郡220-221，燕郡222-232) |                                                 |
| 漁陽郡 （5）                                                                                | 漁陽縣   | 漁陽縣   | 今北京市密雲縣                       | 漁陽郡(220-265)                           |                                                 |
| 漁陽郡 （5）                                                                                | 漁陽縣   | 潞縣     | 今北京市東                           | 漁陽郡(220-265)                           |                                                 |
| 漁陽郡 （5）                                                                                | 漁陽縣   | 雍奴縣   | 今天津市武清區北                     | 漁陽郡(220-265)                           |                                                 |
| 漁陽郡 （5）                                                                                | 漁陽縣   | 泉州縣   | 今天津市武清區                       | 漁陽郡(220-265)                           |                                                 |
| 漁陽郡 （5）                                                                                | 漁陽縣   | 安樂縣   | 今北京市順義區                       | 漁陽郡(238-265)                           | 景初二年（238年）置縣。                         |
| 漁陽郡 （5）                                                                                | 漁陽縣   | 狐奴縣   | 今北京市順義區東北                   | 漁陽郡(220-238)                           | 景初二年（238年）廢縣。                         |
| 漁陽郡 （5）                                                                                | 漁陽縣   | 平谷縣   | 今北京市平谷區                       | 漁陽郡(？)                                | 無考縣份。                                      |
| 漁陽郡 （5）                                                                                | 漁陽縣   | 傂奚縣   | 今北京市密雲縣東北                   | 漁陽郡(？)                                | 無考縣份。                                      |
| 漁陽郡 （5）                                                                                | 漁陽縣   | 獷平縣   | 今北京市密雲縣西                     | 漁陽郡(？)                                | 無考縣份。                                      |
| 右北平郡 （4）                                                                              | 土垠縣   | 土垠縣   | 今河北省唐山市豐潤區                 | 右北平郡(220-265)                         |                                                 |
| 右北平郡 （4）                                                                              | 土垠縣   | 徐無縣   | 今河北省遵化市東                     | 右北平郡(220-265)                         |                                                 |
| 右北平郡 （4）                                                                              | 土垠縣   | 無終縣   | 今天津市薊縣                         | 右北平郡(220-265)                         |                                                 |
| 右北平郡 （4）                                                                              | 土垠縣   | 俊靡縣   | 今河北省遵化市西北                   | 右北平郡(220-265)                         |                                                 |
| 上谷郡 （6）                                                                                | 居庸縣   | 居庸縣   | 今北京市延慶縣                       | 上谷郡(220-265)                           |                                                 |
| 上谷郡 （6）                                                                                | 居庸縣   | 沮陽縣   | 今北京市延慶縣西南                   | 上谷郡(220-265)                           |                                                 |
| 上谷郡 （6）                                                                                | 居庸縣   | 下洛縣   | 今河北省涿鹿縣東                     | 上谷郡(220-265)                           |                                                 |
| 上谷郡 （6）                                                                                | 居庸縣   | 潘縣     | 今河北省涿鹿縣西南                   | 上谷郡(220-265)                           |                                                 |
| 上谷郡 （6）                                                                                | 居庸縣   | 涿鹿縣   | 今河北省涿鹿縣                       | 上谷郡(220-265)                           |                                                 |
| 上谷郡 （6）                                                                                | 居庸縣   | 廣寧縣   | 今河北省張家口市南                   | 上谷郡(220-265)                           |                                                 |
| 上谷郡 （6）                                                                                | 居庸縣   | 寧縣     | 今河北省宣化縣西北                   | 上谷郡(？)                                | 無考縣份。                                      |
| 上谷郡 （6）                                                                                | 居庸縣   | 雊瞀縣   | 今河北省涿鹿縣西南                   | 上谷郡(？)                                | 無考縣份。                                      |
| 代郡 （3）                                                                                  | 代縣     | 代縣     | 今河北省蔚縣東北                     | 代郡(220-265)                             |                                                 |
| 代郡 （3）                                                                                  | 代縣     | 平舒縣   | 今山西省廣靈縣                       | 代郡(220-265)                             |                                                 |
| 代郡 （3）                                                                                  | 代縣     | 當城縣   | 今河北省涿鹿縣西南                   | 代郡(220-265)                             |                                                 |
| 遼西郡 （5）                                                                                | 陽樂縣   | 陽樂縣   | 今河北省盧龍縣東                     | 遼西郡(220-265)                           |                                                 |
| 遼西郡 （5）                                                                                | 陽樂縣   | 海陽縣   | 今河北省灤南縣北                     | 遼西郡(220-265)                           |                                                 |
| 遼西郡 （5）                                                                                | 陽樂縣   | 肥如縣   | 今河北省遷安市東北                   | 遼西郡(220-265)                           |                                                 |
| 遼西郡 （5）                                                                                | 陽樂縣   | 臨渝縣   | 今河北省撫寧縣榆關鎮                 | 遼西郡(220-265)                           |                                                 |
| 遼西郡 （5）                                                                                | 陽樂縣   | 令支縣   | 今河北省遷安市東                     | 遼西郡(220-265)                           |                                                 |
| 遼東郡 （10）                                                                               | 襄平縣   | 襄平縣   | 今遼寧省遼陽市                       | 遼東郡(220-265)                           |                                                 |
| 遼東郡 （10）                                                                               | 襄平縣   | 汶縣     | 今遼寧省營口市                       | 遼東郡(220-265)                           |                                                 |
| 遼東郡 （10）                                                                               | 襄平縣   | 安市縣   | 今遼寧省營口市東北                   | 遼東郡(220-265)                           |                                                 |
| 遼東郡 （10）                                                                               | 襄平縣   | 新昌縣   | 今遼寧省海昌市東北                   | 遼東郡(220-265)                           |                                                 |
| 遼東郡 （10）                                                                               | 襄平縣   | 西安平縣 | 今遼寧省丹東市                       | 遼東郡(220-265)                           |                                                 |
| 遼東郡 （10）                                                                               | 襄平縣   | 北豐縣   | 今遼寧省瓦房店市                     | 遼東郡(220-265)                           |                                                 |
| 遼東郡 （10）                                                                               | 襄平縣   | 平郭縣   | 今遼寧省蓋州市                       | 遼東郡(220-265)                           |                                                 |
| 遼東郡 （10）                                                                               | 襄平縣   | 東沓縣   | 今遼寧省普蘭店市                     | 遼東郡(220-265)                           | 東漢為沓氏縣。                                  |
| 遼東郡 （10）                                                                               | 襄平縣   | 遼隧縣   | 今遼寧省海城市                       | 遼東郡(220-265)                           |                                                 |
| 遼東郡 （10）                                                                               | 襄平縣   | 無慮縣   | 今遼寧省北鎭市南                     | 遼東郡(？)                                | 無考縣份。                                      |
| 遼東郡 （10）                                                                               | 襄平縣   | 番汗縣   | 今朝鮮平安北道博川郡南               | 遼東郡(？)                                | 無考縣份。                                      |
| 昌黎郡                                                                                      | 昌黎縣   | 昌黎縣   | 今遼寧省義縣                         | 昌黎郡(244-265，遼東屬國244-？)           | 正始五年（244年）為安頓歸附魏國的鮮卑人而置縣。 |
| 玄菟郡 （3）                                                                                | 高句麗縣 | 高句驪縣 | 今遼寧省瀋陽市東                     | 玄菟郡(220-265)                           |                                                 |
| 玄菟郡 （3）                                                                                | 高句麗縣 | 高顯縣   | 今遼寧省鐵嶺市                       | 玄菟郡(220-265)                           |                                                 |
| 玄菟郡 （3）                                                                                | 高句麗縣 | 望平縣   | 今遼寧省瀋陽市西                     | 遼東郡(220-？)→玄菟郡(？-265)             |                                                 |
| 玄菟郡 （3）                                                                                | 高句麗縣 | 西蓋馬縣 | 今遼寧省撫順市                       | 玄菟郡(？)                                | 無考縣份。                                      |
| 玄菟郡 （3）                                                                                | 高句麗縣 | 上殷台縣 | 地望不詳                             | 玄菟郡(？)                                | 無考縣份。                                      |
| 玄菟郡 （3）                                                                                | 高句麗縣 | 候城縣   | 今遼寧省瀋陽市東南                   | 玄菟郡(？)                                | 無考縣份。                                      |
| 玄菟郡 （3）                                                                                | 高句麗縣 | 遼陽縣   | 今遼寧省遼中縣                       | 玄菟郡(？)                                | 無考縣份。                                      |
| 樂浪郡 （6）                                                                                | 朝鮮縣   | 朝鮮縣   | 今朝鮮平壤市城區                     | 樂浪郡(220-265)                           |                                                 |
| 樂浪郡 （6）                                                                                | 朝鮮縣   | 屯有縣   | 今朝鮮黃海北道黃州郡                 | 樂浪郡(220-265)                           |                                                 |
| 樂浪郡 （6）                                                                                | 朝鮮縣   | 遂城縣   | 今朝鮮平壤市西                       | 樂浪郡(220-265)                           |                                                 |
| 樂浪郡 （6）                                                                                | 朝鮮縣   | 駟望縣   | 今朝鮮平壤市東北                     | 樂浪郡(220-265)                           |                                                 |
| 樂浪郡 （6）                                                                                | 朝鮮縣   | 鏤方縣   | 今朝鮮平安南道陽德郡                 | 樂浪郡(220-265)                           |                                                 |
| 樂浪郡 （6）                                                                                | 朝鮮縣   | 渾彌縣   | 今朝鮮平安南道安州市東南             | 樂浪郡(220-265)                           |                                                 |
| 樂浪郡 （6）                                                                                | 朝鮮縣   | 訁冉邯縣 | 今朝鮮平壤市西北                     | 樂浪郡(？)                                | 無考縣份。                                      |
| 樂浪郡 （6）                                                                                | 朝鮮縣   | 占蟬縣   | 今朝鮮南浦特別市西北                 | 樂浪郡(？)                                | 無考縣份。                                      |
| 樂浪郡 （6）                                                                                | 朝鮮縣   | 浿水縣   | 今朝鮮咸鏡南道長津湖附近             | 樂浪郡(？)                                | 無考縣份。                                      |
| 樂浪郡 （6）                                                                                | 朝鮮縣   | 增地縣   | 今朝鮮平安南道新州附近               | 樂浪郡(？)                                | 無考縣份。                                      |
| 樂浪郡 （6）                                                                                | 朝鮮縣   | 樂都縣   | 今朝鮮平安南道孟山郡北               | 樂浪郡(？)                                | 無考縣份。                                      |
| 帶方郡 （7）                                                                                | 帶方縣   | 帶方縣   | 今朝鮮黃海北道沙里院市南             | 帶方郡(220-265)                           |                                                 |
| 帶方郡 （7）                                                                                | 帶方縣   | 列口縣   | 今朝鮮黃海南道殷栗郡大同江入海口南岸 | 帶方郡(220-265)                           |                                                 |
| 帶方郡 （7）                                                                                | 帶方縣   | 海冥縣   | 今朝鮮黃海南道海州市一帶             | 帶方郡(220-265)                           |                                                 |
| 帶方郡 （7）                                                                                | 帶方縣   | 長岑縣   | 今朝鮮黃海南道長淵郡北               | 帶方郡(220-265)                           |                                                 |
| 帶方郡 （7）                                                                                | 帶方縣   | 昭明縣   | 今朝鮮黃海南道信川郡北               | 帶方郡(220-265)                           |                                                 |
| 帶方郡 （7）                                                                                | 帶方縣   | 提奚縣   | 今朝鮮黃海北道平山郡西南             | 帶方郡(220-265)                           |                                                 |
| 帶方郡 （7）                                                                                | 帶方縣   | 含資縣   | 今朝鮮黃海北道瑞興郡                 | 帶方郡(220-265)                           |                                                 |

### 梁州
曹魏景元四年（263年）蜀漢後主降魏後，於十二月分益州巴漢7郡置梁州。州治南鄭縣（今陝西省漢中市）。計魏末轄7郡、43縣。

#### 郡級行政區
漢中郡
蜀漢舊郡，郡治南鄭縣（今陝西省漢中市漢台區），領南鄭、褒中、漢城（曹魏平蜀後復名沔陽）、樂城、南鄉5縣。
梓潼郡
蜀漢舊郡，郡治梓潼縣（今四川省梓潼縣），領梓潼、涪、漢壽、白水、漢德、劍門6縣。咸熙元年（264年）陰平郡陰平、廣武2縣來屬。
廣漢郡
東漢舊郡，郡治雒縣（今四川省中江縣西），領雒、新都、緜竹、什邡、陽泉5縣。咸熙年間增領郪、廣漢、德陽、五城4縣。
涪陵郡
蜀漢舊郡，郡治涪陵縣（今重慶市彭水苗族土家族自治縣），領涪陵、漢髮、萬寧、漢復、漢平5縣。
巴郡
蜀漢舊郡，郡治江州縣（今重慶市中心），領江州、枳、臨江、墊江4縣。
巴東郡
蜀漢舊郡，郡治永安縣（今重慶市奉節縣），領永安、朐忍、漢豐、羊渠、北井5縣。
巴西郡
蜀漢舊郡，郡治閬中縣（今四川省閬中市），領閬中、安漢、西充國、南充國、宕渠、宣漢、漢昌7縣。
東廣漢郡（廢除）
蜀漢舊郡，郡治郪縣（今四川省三台縣南郪江鎮），領郪、廣漢、德陽、五城4縣。曹魏平蜀後，於咸熙年間廢郡併入廣漢郡。
陰平郡（廢除）
東漢舊郡，建興七年（229）諸葛亮北伐時攻取此地。景元四年（263年）平蜀後劃入雍州。郡治陰平縣（今甘肅省文縣），領陰平、廣武2縣。咸熙元年（264年）廢郡，併入梓潼郡。

#### 縣級行政區
| 梁州（州治南鄭縣）                                                                              |        |          |                                |                                 |                                                       |
| 說明：本表為曹魏咸熙二年（265年）梁州各郡所轄的縣份；以深灰色表示者，為曾經建置，後來廢除的縣份 |        |          |                                |                                 |                                                       |
| 郡名 （縣數）                                                                                   | 郡治   | 縣名     | 今地位置(2013年1月)            | 隸屬郡國                        | 備注                                                  |
| 漢中郡 （5）                                                                                    | 南鄭縣 | 南鄭縣   | 今陝西省漢中市漢台區           | 漢中郡(264-265)                 |                                                       |
| 漢中郡 （5）                                                                                    | 南鄭縣 | 褒中縣   | 今陝西省漢中市北               | 漢中郡(264-265)                 |                                                       |
| 漢中郡 （5）                                                                                    | 南鄭縣 | 沔陽縣   | 今陝西省勉縣                   | 漢中郡(264-265)                 | 蜀漢為漢城縣，曹魏平蜀後恢復舊名。                    |
| 漢中郡 （5）                                                                                    | 南鄭縣 | 樂城縣   | 今陝西省成固縣                 | 漢中郡(264-265)                 |                                                       |
| 漢中郡 （5）                                                                                    | 南鄭縣 | 南鄉縣   | 今陝西省西鄉縣                 | 漢中郡(264-265)                 |                                                       |
| 梓潼郡 （8）                                                                                    | 梓潼縣 | 梓潼縣   | 今四川省梓潼縣                 | 梓潼郡(264-265)                 |                                                       |
| 梓潼郡 （8）                                                                                    | 梓潼縣 | 涪縣     | 今四川省綿陽市                 | 梓潼郡(264-265)                 |                                                       |
| 梓潼郡 （8）                                                                                    | 梓潼縣 | 漢壽縣   | 今四川省劍閣縣東北             | 梓潼郡(264-265)                 |                                                       |
| 梓潼郡 （8）                                                                                    | 梓潼縣 | 白水縣   | 今四川省廣元市西北             | 梓潼郡(264-265)                 |                                                       |
| 梓潼郡 （8）                                                                                    | 梓潼縣 | 漢德縣   | 今四川省劍閣縣北               | 梓潼郡(264-265)                 |                                                       |
| 梓潼郡 （8）                                                                                    | 梓潼縣 | 劍門縣   | 今四川省劍閣縣北               | 梓潼郡(264-265)                 |                                                       |
| 梓潼郡 （8）                                                                                    | 梓潼縣 | 陰平縣   | 今甘肅省文縣                   | 陰平郡(264)→梓潼郡(264-265)     | 東漢末已廢縣，建興七年（229年）蜀漢攻取此地後復置縣。 |
| 梓潼郡 （8）                                                                                    | 梓潼縣 | 廣武縣   | 今四川省平武縣北               | 陰平郡(264)→梓潼郡(264-265)     | 東漢末已廢縣，建興七年（229年）蜀漢攻取此地後復置縣。 |
| 廣漢郡 （9）                                                                                    | 雒縣   | 雒縣     | 今四川省中江縣西               | 廣漢郡(264-265)                 |                                                       |
| 廣漢郡 （9）                                                                                    | 雒縣   | 新都縣   | 今四川省新都縣                 | 廣漢郡(264-265)                 |                                                       |
| 廣漢郡 （9）                                                                                    | 雒縣   | 緜竹縣   | 今四川省綿竹市東南             | 廣漢郡(264-265)                 |                                                       |
| 廣漢郡 （9）                                                                                    | 雒縣   | 什邡縣   | 今四川省什邡市                 | 廣漢郡(264-265)                 |                                                       |
| 廣漢郡 （9）                                                                                    | 雒縣   | 陽泉縣   | 今四川省德陽市西北孝泉鎮       | 廣漢郡(264-265)                 |                                                       |
| 廣漢郡 （9）                                                                                    | 雒縣   | 郪縣     | 今四川省三台縣南郪江鎮         | 東廣漢郡(264?)→廣漢郡(264?-265) |                                                       |
| 廣漢郡 （9）                                                                                    | 雒縣   | 廣漢縣   | 今四川省射洪縣南               | 東廣漢郡(264?)→廣漢郡(264?-265) |                                                       |
| 廣漢郡 （9）                                                                                    | 雒縣   | 德陽縣   | 今四川省遂寧市東南             | 東廣漢郡(264?)→廣漢郡(264?-265) |                                                       |
| 廣漢郡 （9）                                                                                    | 雒縣   | 五城縣   | 今四川省中江縣                 | 東廣漢郡(264?)→廣漢郡(264?-265) |                                                       |
| 涪陵郡 （5）                                                                                    | 涪陵縣 | 涪陵縣   | 今重慶市彭水苗族土家族自治縣   | 涪陵郡(264-265)                 |                                                       |
| 涪陵郡 （5）                                                                                    | 涪陵縣 | 漢髮縣   | 今重慶市黔江區西               | 涪陵郡(264-265)                 |                                                       |
| 涪陵郡 （5）                                                                                    | 涪陵縣 | 萬寧縣   | 地望不詳                       | 涪陵郡(264-265)                 |                                                       |
| 涪陵郡 （5）                                                                                    | 涪陵縣 | 漢復縣   | 今重慶市彭水苗族土家族自治縣南 | 涪陵郡(264-265)                 |                                                       |
| 涪陵郡 （5）                                                                                    | 涪陵縣 | 漢平縣   | 今重慶市武隆縣西北             | 涪陵郡(264-265)                 |                                                       |
| 巴郡 （4）                                                                                      | 江州縣 | 江州縣   | 今重慶市                       | 巴郡(264-265)                   |                                                       |
| 巴郡 （4）                                                                                      | 江州縣 | 枳縣     | 今重慶市涪陵區                 | 巴郡(264-265)                   |                                                       |
| 巴郡 （4）                                                                                      | 江州縣 | 臨江縣   | 今重慶市忠縣                   | 巴郡(264-265)                   |                                                       |
| 巴郡 （4）                                                                                      | 江州縣 | 墊江縣   | 今重慶市合川區                 | 巴郡(264-265)                   |                                                       |
| 巴東郡 （5）                                                                                    | 永安縣 | 永安縣   | 今重慶市奉節縣                 | 巴東郡(264-265)                 |                                                       |
| 巴東郡 （5）                                                                                    | 永安縣 | 朐忍縣   | 今重慶市雲陽縣西               | 巴東郡(264-265)                 |                                                       |
| 巴東郡 （5）                                                                                    | 永安縣 | 漢豐縣   | 今重慶市開縣                   | 巴東郡(264-265)                 |                                                       |
| 巴東郡 （5）                                                                                    | 永安縣 | 羊渠縣   | 今重慶市萬州區                 | 巴東郡(264-265)                 |                                                       |
| 巴東郡 （5）                                                                                    | 永安縣 | 北井縣   | 今重慶市巫山縣北               | 巴東郡(264-265)                 |                                                       |
| 巴西郡 （7）                                                                                    | 閬中縣 | 閬中縣   | 今四川省閬中市                 | 巴西郡(264-265)                 |                                                       |
| 巴西郡 （7）                                                                                    | 閬中縣 | 安漢縣   | 今四川省南充市                 | 巴西郡(264-265)                 |                                                       |
| 巴西郡 （7）                                                                                    | 閬中縣 | 西充國縣 | 今四川省閬中市南               | 巴西郡(264-265)                 |                                                       |
| 巴西郡 （7）                                                                                    | 閬中縣 | 南充國縣 | 今四川省南部縣                 | 巴西郡(264-265)                 |                                                       |
| 巴西郡 （7）                                                                                    | 閬中縣 | 宕渠縣   | 今四川省渠縣東北               | 巴西郡(264-265)                 |                                                       |
| 巴西郡 （7）                                                                                    | 閬中縣 | 宣漢縣   | 今四川省儀隴縣東               | 巴西郡(264-265)                 |                                                       |
| 巴西郡 （7）                                                                                    | 閬中縣 | 漢昌縣   | 今四川省巴中縣                 | 巴西郡(264-265)                 |                                                       |

### 益州
魏景元四年（263年）十一月，蜀漢後主劉禪向鄧艾投降，地歸曹魏。州治成都縣（今四川省成都市）。計魏末轄12郡、88縣。

#### 郡級行政區
蜀郡
蜀漢舊郡，郡治成都縣（今四川省成都市），領成都、郫、江原、繁、廣都、臨邛6縣。
汶山郡
蜀漢舊郡，郡治綿虒縣（今四川省茂縣），領綿虒、廣柔、汶江、蠶陵、氐道、白馬、平康、都安8縣。
犍為郡
蜀漢舊郡，郡治武陽縣（今四川省眉山市彭山區），領武陽、資中、牛鞞、南安、僰道5縣。
江陽郡
蜀漢舊郡，郡治漢安縣（今四川省內江市），領漢安、江陽、符節3縣。
漢嘉郡
蜀漢舊郡，郡治漢嘉縣（今四川省天全縣東北），領漢嘉、徙陽、新道、旄牛4縣。
朱提郡
蜀漢舊郡，郡治南昌縣（今雲南省鎮雄縣），領南昌、朱提、漢陽、南廣4縣。
越巂郡
蜀漢舊郡，郡治邛都縣（今四川省西昌市），領邛都、會無、臺登、卑水、定莋、蘇祁、闡、潛街、馬湖、安上10縣。
牂柯郡
蜀漢舊郡，郡治且蘭縣（今貴州省黃平縣西南），領且蘭、談指、夜郎、毋斂、鄨、平夷　同並7縣。
建寧郡
蜀漢舊郡，郡治味縣（今雲南省曲靖市），領味、滇池、勝休、俞元、昆澤、同瀨、牧靡、穀昌、連然、秦臧、雙柏、建伶、同勞、毋單、存邑、新定、脩雲、泠丘18縣。
永昌郡
蜀漢舊郡，郡治不韋縣（今雲南省保山市東北），領不韋、巂唐、哀牢、博南、比蘇、永壽、南涪、雍鄉8縣。
雲南郡
蜀漢舊郡，郡治梇棟縣（今雲南省姚安縣北），領梇棟、青蛉、遂久、姑復、雲南、邪龍、楪榆7縣。
興古郡
蜀漢舊郡，郡治宛溫縣（今雲南省丘北縣南），領宛溫、句町、鐸封、進乘、漏臥、賁古、西豐、西隨8縣。

#### 縣級行政區
| 益州（州治成都縣）                                                                              |        |        |                              |                 |      |
| 說明：本表為曹魏咸熙二年（265年）益州各郡所轄的縣份；以深灰色表示者，為曾經建置，後來廢除的縣份 |        |        |                              |                 |      |
| 郡名 （縣數）                                                                                   | 郡治   | 縣名   | 今地位置(2013年12月)         | 隸屬郡國        | 備注 |
| 蜀郡 （6）                                                                                      | 成都縣 | 成都縣 | 今四川省成都市               | 蜀郡(264-265)   |      |
| 蜀郡 （6）                                                                                      | 成都縣 | 郫縣   | 今四川省郫縣                 | 蜀郡(264-265)   |      |
| 蜀郡 （6）                                                                                      | 成都縣 | 江原縣 | 今四川省雙流縣西             | 蜀郡(264-265)   |      |
| 蜀郡 （6）                                                                                      | 成都縣 | 繁縣   | 今四川省新都縣西北           | 蜀郡(264-265)   |      |
| 蜀郡 （6）                                                                                      | 成都縣 | 廣都縣 | 今四川省雙流縣東北           | 蜀郡(264-265)   |      |
| 蜀郡 （6）                                                                                      | 成都縣 | 臨邛縣 | 今四川省邛崍市               | 蜀郡(264-265)   |      |
| 汶山郡 （8）                                                                                    | 緜虒縣 | 綿虒縣 | 今四川省茂縣                 | 汶山郡(264-265) |      |
| 汶山郡 （8）                                                                                    | 緜虒縣 | 廣柔縣 | 今四川省汶川縣西北           | 汶山郡(264-265) |      |
| 汶山郡 （8）                                                                                    | 緜虒縣 | 汶江縣 | 今四川省茂縣西北             | 汶山郡(264-265) |      |
| 汶山郡 （8）                                                                                    | 緜虒縣 | 蠶陵縣 | 今四川省茂縣北               | 汶山郡(264-265) |      |
| 汶山郡 （8）                                                                                    | 緜虒縣 | 氏道縣 | 今四川省松潘縣北             | 汶山郡(264-265) |      |
| 汶山郡 （8）                                                                                    | 緜虒縣 | 都安縣 | 今四川省郫縣西北             | 汶山郡(264-265) |      |
| 汶山郡 （8）                                                                                    | 緜虒縣 | 平康縣 | 今四川省松潘縣西南           | 汶山郡(264-265) |      |
| 汶山郡 （8）                                                                                    | 緜虒縣 | 白馬縣 | 今四川省松潘縣北             | 汶山郡(264-265) |      |
| 犍為郡 （5）                                                                                    | 武陽縣 | 武陽縣 | 今四川省眉山市彭山區         | 犍為郡(264-265) |      |
| 犍為郡 （5）                                                                                    | 武陽縣 | 南安縣 | 今四川省樂山市               | 犍為郡(264-265) |      |
| 犍為郡 （5）                                                                                    | 武陽縣 | 資中縣 | 今四川省資陽市               | 犍為郡(264-265) |      |
| 犍為郡 （5）                                                                                    | 武陽縣 | 牛鞞縣 | 今四川省簡陽市               | 犍為郡(264-265) |      |
| 犍為郡 （5）                                                                                    | 武陽縣 | 僰道縣 | 今四川省宜賓市               | 犍為郡(264-265) |      |
| 江陽郡 （3）                                                                                    | 漢安縣 | 漢安縣 | 今四川省內江市               | 江陽郡(264-265) |      |
| 江陽郡 （3）                                                                                    | 漢安縣 | 江陽縣 | 今四川省瀘州市               | 江陽郡(264-265) |      |
| 江陽郡 （3）                                                                                    | 漢安縣 | 符節縣 | 今四川省合江縣               | 江陽郡(264-265) |      |
| 漢嘉郡 （4）                                                                                    | 漢嘉縣 | 漢嘉縣 | 今四川省天全縣東北           | 漢嘉郡(264-265) |      |
| 漢嘉郡 （4）                                                                                    | 漢嘉縣 | 徙陽縣 | 今四川省天全縣               | 漢嘉郡(264-265) |      |
| 漢嘉郡 （4）                                                                                    | 漢嘉縣 | 新道縣 | 今四川省滎經縣               | 漢嘉郡(264-265) |      |
| 漢嘉郡 （4）                                                                                    | 漢嘉縣 | 旄牛縣 | 今四川省漢源縣               | 漢嘉郡(264-265) |      |
| 朱提郡 （4）                                                                                    | 南昌縣 | 南昌縣 | 今雲南省鎮雄縣               | 朱提郡(264-265) |      |
| 朱提郡 （4）                                                                                    | 南昌縣 | 朱提縣 | 今雲南省昭通市城區           | 朱提郡(264-265) |      |
| 朱提郡 （4）                                                                                    | 南昌縣 | 漢陽縣 | 今貴州省六盤水市西北         | 朱提郡(264-265) |      |
| 朱提郡 （4）                                                                                    | 南昌縣 | 南廣縣 | 今雲南省鹽津縣               | 朱提郡(264-265) |      |
| 越巂郡 （10）                                                                                   | 邛都縣 | 邛都縣 | 今四川省西昌市東南           | 越巂郡(264-265) |      |
| 越巂郡 （10）                                                                                   | 邛都縣 | 臺登縣 | 今四川省冕寧縣南             | 越巂郡(264-265) |      |
| 越巂郡 （10）                                                                                   | 邛都縣 | 闡縣   | 今四川省越西縣東             | 越巂郡(264-265) |      |
| 越巂郡 （10）                                                                                   | 邛都縣 | 蘇祁縣 | 今四川省西昌市北             | 越巂郡(264-265) |      |
| 越巂郡 （10）                                                                                   | 邛都縣 | 會無縣 | 今四川省會理縣               | 越巂郡(264-265) |      |
| 越巂郡 （10）                                                                                   | 邛都縣 | 定筰縣 | 今四川省鹽源縣               | 越巂郡(264-265) |      |
| 越巂郡 （10）                                                                                   | 邛都縣 | 卑水縣 | 今四川省昭覺縣東南           | 越巂郡(264-265) |      |
| 越巂郡 （10）                                                                                   | 邛都縣 | 潛街縣 | 今四川省雷波縣東北           | 越巂郡(264-265) |      |
| 越巂郡 （10）                                                                                   | 邛都縣 | 安上縣 | 今四川省屏山縣               | 越巂郡(264-265) |      |
| 越巂郡 （10）                                                                                   | 邛都縣 | 馬湖縣 | 今四川省雷波縣北             | 越巂郡(264-265) |      |
| 建寧郡 （18）                                                                                   | 味縣   | 味縣   | 今雲南省曲靖市               | 建寧郡(264-265) |      |
| 建寧郡 （18）                                                                                   | 味縣   | 滇池縣 | 今雲南省澄江縣西             | 建寧郡(264-265) |      |
| 建寧郡 （18）                                                                                   | 味縣   | 昆澤縣 | 今雲南省宜良縣               | 建寧郡(264-265) |      |
| 建寧郡 （18）                                                                                   | 味縣   | 同瀨縣 | 今雲南省馬龍縣南             | 建寧郡(264-265) |      |
| 建寧郡 （18）                                                                                   | 味縣   | 同勞縣 | 今雲南省陸良縣境             | 建寧郡(264-265) |      |
| 建寧郡 （18）                                                                                   | 味縣   | 建伶縣 | 今雲南省晉寧縣               | 建寧郡(264-265) |      |
| 建寧郡 （18）                                                                                   | 味縣   | 連然縣 | 今雲南省安寧市               | 建寧郡(264-265) |      |
| 建寧郡 （18）                                                                                   | 味縣   | 牧靡縣 | 今雲南省尋甸回族彝族自治縣北 | 建寧郡(264-265) |      |
| 建寧郡 （18）                                                                                   | 味縣   | 秦臧縣 | 今雲南省祿豐縣東             | 建寧郡(264-265) |      |
| 建寧郡 （18）                                                                                   | 味縣   | 榖昌縣 | 今雲南省昆明市東             | 建寧郡(264-265) |      |
| 建寧郡 （18）                                                                                   | 味縣   | 雙柏縣 | 今雲南省雙柏縣南             | 建寧郡(264-265) |      |
| 建寧郡 （18）                                                                                   | 味縣   | 俞元縣 | 今雲南省澄江縣               | 建寧郡(264-265) |      |
| 建寧郡 （18）                                                                                   | 味縣   | 勝休縣 | 今雲南省江川縣北             | 建寧郡(264-265) |      |
| 建寧郡 （18）                                                                                   | 味縣   | 毋單縣 | 今雲南省澄江縣東南           | 建寧郡(264-265) |      |
| 建寧郡 （18）                                                                                   | 味縣   | 存邑縣 | 今雲南省宣威市               | 建寧郡(264-265) |      |
| 建寧郡 （18）                                                                                   | 味縣   | 新定縣 | 今雲南省普安縣北             | 建寧郡(264-265) |      |
| 建寧郡 （18）                                                                                   | 味縣   | 修雲縣 | 今雲南省彌勒縣南             | 建寧郡(264-265) |      |
| 建寧郡 （18）                                                                                   | 味縣   | 泠丘縣 | 今貴州省盤縣南               | 建寧郡(264-265) |      |
| 牂柯郡 （7）                                                                                    | 且蘭縣 | 且蘭縣 | 今貴州省黃平縣西南           | 牂柯郡(264-265) |      |
| 牂柯郡 （7）                                                                                    | 且蘭縣 | 談指縣 | 今貴州省貞豐縣西北           | 牂柯郡(264-265) |      |
| 牂柯郡 （7）                                                                                    | 且蘭縣 | 夜郎縣 | 今貴州省關嶺布依族苗族自治縣 | 牂柯郡(264-265) |      |
| 牂柯郡 （7）                                                                                    | 且蘭縣 | 毋歛縣 | 今貴州省獨山縣               | 牂柯郡(264-265) |      |
| 牂柯郡 （7）                                                                                    | 且蘭縣 | 鄨縣   | 今貴州省遵義市               | 牂柯郡(264-265) |      |
| 牂柯郡 （7）                                                                                    | 且蘭縣 | 平夷縣 | 今貴州省畢節市城區東北       | 牂柯郡(264-265) |      |
| 牂柯郡 （7）                                                                                    | 且蘭縣 | 同並縣 | 今雲南省彌勒縣境內           | 牂柯郡(264-265) |      |
| 永昌郡 （8）                                                                                    | 不韋縣 | 不韋縣 | 今雲南省保山市東北           | 永昌郡(264-265) |      |
| 永昌郡 （8）                                                                                    | 不韋縣 | 比蘇縣 | 今雲南省雲龍縣               | 永昌郡(264-265) |      |
| 永昌郡 （8）                                                                                    | 不韋縣 | 嶲唐縣 | 今雲南省雲龍縣西南           | 永昌郡(264-265) |      |
| 永昌郡 （8）                                                                                    | 不韋縣 | 哀牢縣 | 今雲南省盈江縣               | 永昌郡(264-265) |      |
| 永昌郡 （8）                                                                                    | 不韋縣 | 博南縣 | 今雲南省永平縣西南           | 永昌郡(264-265) |      |
| 永昌郡 （8）                                                                                    | 不韋縣 | 永壽縣 | 今雲南省耿馬傣族佤族自治縣   | 永昌郡(264-265) |      |
| 永昌郡 （8）                                                                                    | 不韋縣 | 雍鄉縣 | 今地不明                     | 永昌郡(264-265) |      |
| 永昌郡 （8）                                                                                    | 不韋縣 | 南涪縣 | 今雲南省景洪市               | 永昌郡(264-265) |      |
| 雲南郡 （7）                                                                                    | 梇棟縣 | 梇棟縣 | 今雲南省姚安縣北             | 雲南郡(264-265) |      |
| 雲南郡 （7）                                                                                    | 梇棟縣 | 雲南縣 | 今雲南省祥雲縣東南           | 雲南郡(264-265) |      |
| 雲南郡 （7）                                                                                    | 梇棟縣 | 邪龍縣 | 今雲南省巍山彝族回族自治縣   | 雲南郡(264-265) |      |
| 雲南郡 （7）                                                                                    | 梇棟縣 | 楪榆縣 | 今雲南省大理市北             | 雲南郡(264-265) |      |
| 雲南郡 （7）                                                                                    | 梇棟縣 | 青蛉縣 | 今雲南省大姚縣               | 雲南郡(264-265) |      |
| 雲南郡 （7）                                                                                    | 梇棟縣 | 遂久縣 | 今雲南省麗江市城區           | 雲南郡(264-265) |      |
| 雲南郡 （7）                                                                                    | 梇棟縣 | 姑復縣 | 今雲南省永勝縣東南           | 雲南郡(264-265) |      |
| 興古郡 （8）                                                                                    | 宛溫縣 | 宛溫縣 | 今雲南省丘北縣南             | 興古郡(264-265) |      |
| 興古郡 （8）                                                                                    | 宛溫縣 | 句町縣 | 今雲南省廣南縣               | 興古郡(264-265) |      |
| 興古郡 （8）                                                                                    | 宛溫縣 | 鐔封縣 | 今雲南省丘北縣西南           | 興古郡(264-265) |      |
| 興古郡 （8）                                                                                    | 宛溫縣 | 進乘縣 | 今雲南省屏邊苗族自治縣       | 興古郡(264-265) |      |
| 興古郡 （8）                                                                                    | 宛溫縣 | 漏臥縣 | 今雲南省羅平縣               | 興古郡(264-265) |      |
| 興古郡 （8）                                                                                    | 宛溫縣 | 賁古縣 | 今雲南省蒙自縣               | 興古郡(264-265) |      |
| 興古郡 （8）                                                                                    | 宛溫縣 | 西豐縣 | 今雲南省華寧縣南             | 興古郡(264-265) |      |
| 興古郡 （8）                                                                                    | 宛溫縣 | 西隨縣 | 今雲南省元陽縣一帶           | 興古郡(264-265) |      |

## 註解
1. ↑  孔祥軍據《宋書·州郡志二》「魏郡太守，漢高帝立。二漢屬冀州，魏、晉屬司隸」的記載，認為《晉書》和《元和志》中的「平陽」當作「魏郡」，曹魏初置司隸時，當是領河南、河東、河內、弘農、魏郡5郡。（見《三國政區地理研究》第1頁司隸條，第14頁魏郡條）
2. 1 2  吳增僅依據《元和志》「本陸渾戎所居……至漢為陸渾縣，屬弘農郡，後屬河南尹」，認為漢末魏時，陸渾縣已經隸屬於河南尹（吳增僅《三國郡縣表附考證》，開明書局《二十五史補編》第三冊，第3頁），孔祥軍依據《宋書·符瑞志中》「泰始元年十二月，白虎見弘農陸渾」的記載，判定陸渾縣最晚在265年己隸屬弘農郡（《晉書地理志校注》第19頁），據此魏末陸渾縣可能隸屬弘農郡。
3. ↑  孔祥軍依據《宋書·州郡志》「陽翟，魏晉屬河南」的記載，判定陽翟縣在魏時己隸屬河南尹。
4. ↑  孔祥軍考證認為弘農郡一度隸屬豫州。（《三國政區地理研究》第9頁弘農郡）
5. ↑  吳增僅《三國郡縣表》和楊晨《三國會要》認為領有原武1縣，但據地理位置，周邊的卷縣、陽武2縣可能也是該郡領有。
6. ↑  據《續漢志·百官五》注引《獻帝起居注》，建安十八年（213年）時有「滎陽都尉」。
7. ↑  孔祥軍認為《元和志》「屬冀州」應作「屬司州」之誤。又領縣數，楊晨《三國會要》認為領有《晉書·地理志》汲郡記載的6縣（《三國會要》第720頁朝歌郡），孔祥軍考證後認為此說可從。（《三國政區地理研究》第13頁河內郡）
8. ↑  時間不明，孔祥軍考證認為該郡置後不久併入河內郡。（《三國政區地理研究》第13頁河內郡）
9. ↑  謝鍾英據《魏志·夏侯惇傳》裴注引王沈《魏書》「韓浩舅杜陽為河陰令」，認為河陰「係桓靈後所改」（王先謙《後漢書集解·郡國一》引謝鍾英《補三國疆域志補注》），楊守敬同（見楊守敬《水經注疏》卷四注語），周振鶴認為「謝說甚是」（《東漢政區地理》第18頁河南尹條）；趙一清認為「蓋史家追改之」（盧弼《三國志集解》卷9〈夏侯惇傳〉引趙一清《三國志注補》），孔祥軍認為趙一清說法「似更妥當」（《三國政區地理研究》第7頁河陰縣）。
10. ↑  《晉書·地理志》作「垣縣」，譚其驤《中國歷史地圖集·西晉圖組》作「東垣縣」，孔祥軍依據《魏志》卷16「白騎攻東垣」及《左傳·襄公元年》杜注「河東郡有東垣縣」，認為作「東垣」是。（《晉書地理志校注》第26頁）
11. 1 2  孔祥軍認為襄縣魏時不可考，郟縣魏時復置。（《三國政區地理研究》第23頁）李曉杰認為二縣實為同一縣，漢順帝時郟縣易名襄縣，漢桓帝後旋復其舊。（《東漢政區地理》第25頁）
12. 1 2 3  孔祥軍認為魏時召陵縣屬潁川郡，項縣屬陳郡，山桑縣屬沛國，歸屬情況乏考。（《三國政區地理研究》第23、31、32頁）疑此3縣均在黃初三年（222年）汝陰建郡時，同時劃入潁川、陳、沛3郡。
13. ↑  孔祥軍認為東漢末無此郡，置郡時間當在黃初三年（222年）以前。（《三國政區地理研究》第29頁弋陽郡）
14. 1 2  據魏明帝太和六年（232年）詔令，所有諸侯王均改以郡為國，然而三國時未有以魯陽為名之郡，孔祥軍據《太平寰宇記》卷21有「晉改為魯郡」一文，認為魏時仍稱魯國。（《三國政區地理研究》第31頁魯國）依據孔說，疑《邯鄲懷王邕傳》「六年，改封魯陽」當作「六年，改封魯王」。
15. ↑  吳增僅《三國郡縣表》考證，以《魏志》所列十縣與汝水相隔百里，與汝陰諸縣不相連接，從而認定此文確實有誤。吳增僅認為「十縣為汝陰郡」中的「為」字是衍文，原文應讀作：「分沛國蕭、相、竹邑、符離、蘄、銍、龍亢、山桑、洨、虹十縣，汝陰郡宋縣，陳郡苦縣，皆屬譙郡」。
16. ↑  孔祥軍考証汝陰郡可考縣為汝陰、南頓、汝陽、新蔡、褒信5縣（《三國政區地理研究》第28-29頁）。然而依照孔祥軍的說法，汝陰郡勢必成為轄域分隔三地且互不接壤的郡，汝南郡因為汝陰郡居於郡中而地分東、西兩部。吳增僅《三國郡縣表》考證新陽、鮦陽、慎、富陂、宋、原鹿、固始7縣當為魏汝陰郡管轄，據其地理，吳增僅說法可靠性較大。
17. ↑  孔祥軍《三國政區地理研究》第28頁汝陰郡。
18. ↑  《續漢書·郡國志》作「富波」，《吳志·呂蒙傳》作「富陂」，盧弼《三國志集解》引用《孫叔敖碑》認為「波」「陂」古代字通。
19. ↑  孔祥軍據《魏志·明帝紀》認為宋縣魏初劃歸沛郡，後移屬譙郡，最終回歸汝南郡。（《三國政區地理研究》第23頁）
20. ↑  《中國歷史地圖集·三國圖組》作「毋極」。
21. ↑  《中國歷史地圖集·三國圖組》作「樂成」。
22. ↑  孔祥軍引吳增僅說謂黃初七年（226年）改名清河縣。（《三國政區地理研究》第45頁）
23. ↑  《中國歷史地圖集·三國圖組》作「肥成」。
24. ↑  孔祥軍據《水經注》「（汶水）又西南過東平章縣西」之文，認為三國時章縣尚存在，然而《水經》原文或有沿用漢史地理的可能性。
25. ↑  孔祥軍《三國政區地理研究》未列此郡。
26. ↑  吳增僅及譚其驤認為淮陰縣三國時隸屬廣陵郡。孔祥軍據《水經注》「又東北至下邳淮陰城西西」之文，認為三國時淮陰縣屬下邳郡，然而《水經》原文或有沿用漢史地理的可能性。
27. ↑  孔祥軍誤作魏時新置縣份。（《中國行政區劃通史·三國兩晉南朝卷》第356頁）
28. ↑  孔祥軍認為魏時隸屬琅邪郡。（《中國行政區劃通史·三國兩晉南朝卷》第357頁）
29. ↑  姑幕故城，石埠子歷史上那些事兒……
30. ↑  孔祥軍列為魏時隸屬東萊郡。（《中國行政區劃通史·三國兩晉南朝卷》第366頁）
31. ↑  孔祥軍認為尚有全淑、阜陵2縣，計魏末淮南郡有10縣。
32. ↑  孔祥軍認為尚有龍舒縣，計魏末廬江郡有9縣。
33. ↑  安豐郡廢郡的具體時間不明，最晚在魏嘉平五年（253）張特任安豐太守及吳五鳳二年（255年）朱異襲擊安豐時尚可見。
34. ↑  馬茂叛逃的具體時間不明，大致在太和二年（228）王凌擔任揚州刺史至正始初年任揚州都督時期。
35. ↑  《三國志》卷20〈武文世王公傳·中山恭王袞傳〉作黃初四年（223年）降封贊縣王，但據同卷各傳及魏文帝《改封縣王詔》，曹魏藩王由諸王降封縣王均在黃初五年（224年）的時候，且均是魏文帝的兄弟，因此〈中山恭王袞傳〉記載的「四年，改封贊王」當為「五年，改封贊王」之誤。
36. ↑  孔祥軍考証認為南陽郡領縣尚有山都、襄鄉2縣。
37. ↑  吳增僅《三國郡縣表》卷3，開明書店《廿五史補編》第3冊，第2884頁。
38. ↑  孔祥軍考証認為上庸郡領縣尚有安樂縣，無武陵縣。
39. ↑  孔祥軍據《三國志·鄧艾傳》鄧艾籍貫為「義陽棘陽人」，認為魏時棘陽縣曾屬義陽郡，然而陳壽著《三國志》在西晉之時，籍貫或有以晉史地理為主的可能性。
40. ↑  孔祥軍據《三國志·來敏傳》、《鄧芝傳》來敏、鄧芝籍貫為「義陽新野人」，認為魏時新野縣曾屬義陽郡，然而蜀漢無史，陳壽著《三國志》在西晉之時，籍貫或有以晉史地理為主的可能性。
41. ↑  《續漢書·郡國志》南陽郡領縣無平林縣。《太平寰宇記》卷132引《魏志》記載義陽郡領縣有平林縣，推測漢末魏初之際已置縣。
42. ↑  孔祥軍據《水經注》正文有「襄鄉縣」之文，認為魏時襄鄉縣尚在，然而《水經》或有沿用舊史地理的可能性。
43. ↑  孔祥軍據《三國志·孫權傳》南陽5縣降吳及《水經注》割南陽5縣置新野郡，屬縣有「山都」，認為魏、晉時屬南陽郡，然而《水經注》封司馬歆新野郡公年代可能有誤，吳、魏相互敵對，吳國應不可能承認魏國新設的政區，山陽縣東漢屬南陽郡管轄，或有用漢史地理的可能性。
44. ↑  陳健梅認為編縣初屬吳境，後入魏。（陳健梅《孫吳政區地理研究》第152頁）
45. ↑  譚其驤《中國歷史地圖集·三國圖組》無此縣。
46. ↑  曹魏廣魏郡在天水及安定2郡之間，據《三國志·明帝紀》記載「〔太和二年〕蜀大將諸葛亮寇邊，天水、南安、安定三郡吏民叛應亮」可知，此時尚未有廣魏郡。裴注引《魏略》有「廣魏太守王贇」，可知在景初二年時已置廣魏郡。
47. ↑  譚其驤《中國歷史地圖集·三國圖組》列有清水縣，孔祥軍引《魏書·地形志》「清水，前漢屬天水，後漢罷，晉復屬」及《輿地廣志》卷15「漢屬天水郡，東漢省之，晉復置，屬略陽郡」以証三國時無清水縣。
48. ↑  孔祥軍認為東漢末此郡未廢。（孔祥軍《三國政區地理研究》論文稿，第108頁）
49. ↑  《宋書·州郡志》「南霸城本霸陵，漢舊縣。《太康地志》曰，霸城何志魏囗」，胡阿祥認為「魏」後當闕「改」字」，孔祥軍認為其說當是。（胡阿祥《中國行政區劃通史三國兩晉南朝卷》，第396頁；孔祥軍《三國政區地理研究》論文稿，第97頁）
50. ↑  譚其驤《中國歷史地圖集·三國圖組》作杜縣。
51. ↑  孔祥軍《三國政區地理研究》列屬扶風郡屬縣。
52. ↑  《續漢州郡志》作「陰盤縣」。
53. ↑  譚其驤《中國歷史地圖集·三國圖組》作京兆郡屬縣。
54. ↑  譚其驤《中國歷史地圖集·三國圖組》無此縣。
55. ↑  譚其驤《中國歷史地圖集·三國圖組》無此縣。
56. ↑  孔祥軍據《太平寰宇記》卷28「後漢安帝以上郡避羌寇，寄理於此，因省衙縣。晉惠帝再置，尋又省焉」，認為東漢末年已廢縣。（孔祥軍《三國政區地理研究》論文稿，第99頁）
57. ↑  譚其驤《中國歷史地圖集·三國圖組》無此縣。
58. ↑  孔祥軍《三國政區地理研究》列為無考縣。
59. ↑  孔祥軍據《水經注》「沮水出北地直路縣，東過馮翊祋翊縣北，東入於洛」一文，且《水經注》為三國時人所著，推斷三國時有直路縣。（孔祥軍《三國政區地理研究》論文稿，第104頁。）然細讀《水經注》，或有沿用漢史地理的可能性。漢代直路縣在今陝西省富縣西，沮水發源於陝甘邊界的子午嶺上，在漢代為直路縣境西南，其境三國時不在曹魏境內；馮翊祋翊縣在今陝西省耀縣，其北境有沮水流經，但距離有近100公里遠，於今黃陵縣境匯入洛水（今陝西北洛河）。
60. ↑  孔祥軍據《魏志·后妃傳》裴注引《晉諸公贊》「咸熙初封郭建為臨渭縣公」，判定魏時已置縣。（孔祥軍《三國政區地理研究》論文稿，第106頁）
61. ↑  譚其驤《中國歷史地圖集·三國圖組》無此縣。孔祥軍《三國政區地理研究》列為天水郡屬縣。然據地理，當屬廣魏郡。
62. ↑  孔祥軍《三國政區地理研究》列為無考縣。
63. ↑  孔祥軍《三國政區地理研究》列為天水郡屬縣。
64. ↑  譚其驤《中國歷史地圖集·三國圖組》列為廢棄縣份，孔祥軍據《魏志·郭淮傳》有「枹罕」一文，認為此縣至三國時尚存在。
65. ↑  譚其驤《中國歷史地圖集·三國圖組》未列此縣。孔祥軍《三國政區地理研究》列為隴西郡屬縣。
66. ↑  譚其驤《中國歷史地圖集·三國圖組》作蒼松縣。
67. ↑  孔祥軍《三國政區地理研究》列為常山郡屬縣。
68. ↑  孔祥軍據《水經注》認為遼樂浪郡領縣尚有臨浿縣。
69. ↑  孔祥軍列為遼東郡領縣。
70. ↑  據《華陽國志·巴志》「至魏咸熙元年平蜀，始分益之巴、漢七郡置梁州。治漢中」及《晉書·地理志上》「陰平郡泰始中置」、「及泰始五年，又以雍州隴右五郡及涼州之金城、梁州之陰平，合七郡置秦州」可知，咸熙元年（264年）時已廢陰平郡，又據《晉書·地理志上》「梁州之陰平」之文可知廢郡後當併入梓潼郡。
71. ↑  汶江、蠶陵、氐道3縣《晉書》屬汶山郡，孔祥軍《三國政區地理研究》據《水經注》經文「益州沱水在蜀郡汶江縣」、「岷山在蜀郡氐道縣」及《輿地廣記》「本漢蠶陵縣地，屬汶山郡，郡廢，屬蜀郡，晉復屬汶山郡」，認為在蜀漢時皆為蜀郡屬縣。
72. ↑  洪亮吉《補三國張域志》及吳增僅《三國郡縣表》將新定、修雲、泠丘、律高4縣列為三國建寧郡屬縣，譚其驤《中國歷史地圖集》從洪、吳二人說法列為三國蜀漢屬縣；孔祥軍《三國政區地理研究》認為未有史料可証明蜀漢有此4縣，未列為蜀漢屬縣。
73. 1 2 3 4  洪亮吉《補三國張域志》及吳增僅《三國郡縣表》將永壽、南涪、雍鄉3縣列為蜀漢永昌郡屬縣，譚其驤《中國歷史地圖集》從洪、吳二人說法列為蜀漢屬縣；孔祥軍《三國政區地理研究》認為未有史料可証明蜀漢有此3縣，未列為蜀漢屬縣。
74. 1 2 3  孔祥軍《三國政區地理研究》認為曹魏時為蜀郡屬縣。
75. ↑  譚其驤《中國歷史地圖集·三國圖組》作嚴道縣。
76. ↑  《中國歷史地圖集·三國圖組》依地理位置繪入建寧郡屬縣。
77. ↑   註:

### 引用
1. 1 2 3 4 5 6  《中國行政區劃通史·三國兩晉南朝卷》第28-33頁。
2. ↑  《續漢志》卷28〈百官志五〉：「建安十八年三月庚寅，省州并郡，復禹貢之九州。……省司隷校尉，以司隸部分屬豫州、冀州、雍州。」
3. ↑  《晉書》卷14〈地理志上〉：「魏氏受禪，即都漢宮，司隸所部河南、河東、河內、弘農并冀州之平陽，合五郡，置司州。」；《元和郡縣圖志》卷5〈河南府〉：「魏文帝受禪，亦都洛陽，陳留王以司隸校尉所掌，置司州，領河南、河東、河內、弘農、平陽五郡。」[註⁠ 1]
4. ↑  《晉書》卷14〈地理志上〉：「晉武帝太康元年，既平孫氏，凡增置郡國二十有三，省司隸置司州。」；《通典》卷171〈州郡一〉：「晉武帝太康元年平吳，分為十九州部：置司州，治洛陽。」；吳增僅《三國郡縣表附考證》：「今考司州之名魏時屢見，……魏時司隸但通稱司州，至太康元年始定耳。」（《二十五史補編》第三冊，第9頁）
5. 1 2  《三國志》卷2〈文帝紀〉注引《魏略》：「（黃初元年）詔以漢火行也，火忌水，故『洛』去『水』而加『隹』。魏於行次為土，土，水之牡也，水得土而乃流，土得水而柔，故除『隹』加「水』，變『雒』為『洛』。」
6. 1 2  《水經》卷9〈濟水注〉：「魏正始三年，歲在甲子，被癸丑詔書，割河南郡縣，自鞏、闕以東，創建滎陽郡。」
7. ↑  《三國志》卷20〈武文世王公傳〉：「黃初三年立為河東王。六年，改封館陶縣。」
8. 1 2  《元和郡縣圖志》卷12〈河東道·隰州永和縣〉：「本漢狐讘縣，屬河東郡，後漢省。魏初復置狐讘縣，屬河東郡。」
9. 1 2  《三國志》卷4〈齊王芳紀〉：「正始八年夏五月，分河東之汾北十縣為平陽郡。」
10. 1 2 3 4  《三國志》卷2〈文帝紀〉：「（黃初二年），以魏郡東部為陽平郡，西部為廣平郡。」；《魏書》卷106上〈地形志上〉：「魏文帝黃初二年分魏置，治館陶城；廣平郡……魏文帝黃初二年復，改治曲梁城。」；《水經》卷9〈淇水注〉：「（館陶）縣，即《春秋》所謂冠氏也，魏陽平郡治也。」
11. ↑  《三國志》卷20〈武文世王公傳〉：「廣平哀王儼，黃初三年封。四年薨。無子。國除。」
12. 1 2 3  吳增僅《三國郡縣表》考證：「《洪志》魏分潁川郡置考，魏時無襄城郡，建安元年，曹公用棗祗、韓浩議，始興屯田。州郡例置田官（《魏志·武帝紀》注引《魏書》），襄城有典農中郎將（《魏志·裴潛傳》注引《魏略·黃朗傳》），奏通貢舉比之郡國（《裴潛傳》）。咸熙元年罷屯田官，諸典農皆為太守（《魏志·陳留王奐紀》），都尉皆為令長（典農都尉秩六百石或四百石，故改令長。若典農、中郎將秩二千石，其品秩與郡守同，故改郡守者，皆中郎將也）。其時野王有典農，原武有典農。《晉書·宗室傳》太原王輔，魏末為野王太守；河間王洪，仕魏歷典農中郎將、原武太守。野王、原武曹魏盛時並無此郡，其為典農所改無疑。然則襄城亦為典農所改無疑也，特咸熙改元之際晉國已建，故《沈志》言魏置，《晉志》又言武帝受命置也（《晉書·宣帝紀》嘉平元年以潁川繁昌、鄢陵、新汲、父城等縣封司馬懿。繁昌、父城晉時皆屬襄城，而此時猶隸潁川，亦足証襄城置郡在魏末矣）。水案《晉書·武帝紀》罷農官為郡縣事，在太始二年，故襄城郡置郡《晉志》亦以為在是年也，特紀年與《魏志》異，當依《魏志》。」（《二十五史補編》第三冊，第18-19頁）
13. ↑  吳增僅《三國郡縣表附考證》：「《齊王芳紀》云自帝即位至于是歲，郡國縣道多所置省，俄或還舊，滎陽之省，疑在嘉平初年也。」（《二十五史補編》第三冊，第9頁）
14. ↑  《元和郡縣圖志》卷16〈衛州〉：「河內殷墟，更屬於晉，後又屬齊，戰國時屬魏。秦屬河東郡。在漢為汲縣，屬河內郡。魏黃初中置朝歌郡，屬冀州。」[註⁠ 7]
15. ↑  《水經》卷4〈河水注〉：「（平陰），魏文帝改曰河陰矣。」[註⁠ 9]
16. ↑  中華書局《點校本晉書》卷14〈地理志上〉注釋10：「汾陽公國相　畢校及方愷《新校晉書地理志》以後簡稱方校均謂『汾陽』當作『汾陰』。」；孔祥軍《晉書地理志校注》第27頁注釋5：「《左傳·文公六年》杜注河東郡有汾陰縣，《後魏志》：『汾陰，二漢、晉屬河東』，則『汾陽』似當作『汾陰』。」
17. ↑  《元和郡縣圖志》卷15〈冀州肥鄉縣〉：「魏黃初二年分邯鄲、列人等縣立肥鄉，屬廣平郡。」
18. ↑  《元和郡縣圖志》卷15〈礠州滏陽縣〉：「本漢武安縣之地，魏黃初三年分武安立臨水縣，屬廣平郡，以城臨滏水，故曰臨水。」
19. ↑  《三國志》卷3〈明帝紀〉：「〔景初二年二月〕壬寅，分沛國蕭、相、竹邑、符離、蘄、銍、龍亢、山桑、洨、虹十縣為汝陰郡。宋縣，陳郡苦縣皆屬譙郡[註⁠ 15]。以沛、杼秋、公丘、彭城豐國、廣戚，併五縣為沛王國。」
20. ↑  《宋書》卷36〈州郡志二·潁川太守〉：「魏分潁川為襄城郡。」；《晉書》卷14〈地理志上〉：「襄城郡，泰始二年置。」
21. ↑  《三國志》卷2〈文帝紀〉：「〔黃初二年〕改許縣為許昌縣。」
22. ↑  《三國志》卷2〈文帝紀〉：「〔黃初元年〕以潁陰之繁陽亭為繁昌縣。」
23. ↑  《輿地廣記》卷9〈京西北路·潁昌府郟縣〉：「郟縣……漢屬潁川郡，後漢省之，魏復置。」
24. ↑  《太平寰宇記》卷12〈河南道十二·宋州穀熟縣〉：「魏文帝廢。」
25. ↑  《魏書》卷106上〈地形志上〉：「冀州後漢治高邑，袁紹、曹操為冀州，治鄴，魏、晉治信都。」；《太平寰宇記》卷63〈河北道·冀州〉：「魏黃初中，冀州刺史自鄴徙理信都。」
26. ↑  吳增僅《三國郡縣表附考證》：「《晉志》序例，魏武置郡十二，其一章武，後又云泰始元年置章武郡，今考《獻帝起居注》所載建安十八年冀州統郡之數，尚無章武郡名，則郡立於十八年後矣。《魏志·杜畿傳子恕》嘉平元年免官徙章武郡，志於章武僅此一見，後遂無考。齊王芳嘉平五年紀云自帝即位至於是歲，郡國縣道多所置省，疑章武即於是時省廢，至晉泰始元年復立也。」（《二十五史補編》第三冊，第2354頁）
27. ↑  《輿地廣記》卷11〈河北西路·真定府真定縣〉：「真定縣……東漢併入常山，魏、晉為郡治。」
28. 1 2  《輿地廣記》卷10〈河北東路·博州博平縣〉：「博平縣，漢屬東郡，魏、晉屬平原國」，卷10〈河北東路·博州聊城縣〉：「聊城縣……二漢屬東郡，魏、晉屬平原國；漢茌平縣屬東郡，後漢屬濟北國，魏、晉屬平原國」。
29. ↑  《元和郡縣圖志》卷18〈定州陘邑縣〉：「陘邑縣……漢屬中山國，章帝改為漢昌，魏文帝改為魏昌。」
30. ↑  《三國志》卷5〈后妃傳〉：「文昭皇后，中山無極人。」
31. ↑  《魏書》卷104上〈地形志上〉：「靈丘，前漢屬代，後漢、晉罷。」
32. ↑  《太平寰宇志》卷51〈河東道·蔚州飛狐縣〉：「飛狐縣……本漢廣昌縣地，屬代郡，後漢屬中山國，魏封樂進為廣昌侯即謂此，後廢，晉又屬代郡。」
33. ↑  《宋書》卷35〈州郡志一〉：「兗州刺史，後漢治山陽昌邑，魏、晉治廩丘。」
34. ↑  《輿地廣記》卷54〈東京·開封府東明縣〉：「東明縣，本漢東昏縣，屬陳留郡……後漢復曰東昏，後省為東明鎮。」
35. ↑  《宋書》卷35〈州郡志一·徐州刺史〉：「徐州刺史，後漢治東海郯縣，魏、晉、宋治彭城。」
36. ↑  《太平寰宇記》卷24〈河南道·密州莒縣〉：「漢文帝二年封朱虛侯章為城陽王，都莒，魏明帝以為城陽郡，莒縣屬焉，而城陽郡徙理東武。」
37. ↑  《三國志》卷2〈文帝紀〉：「（黃初六年）六月，利成郡兵蔡方等以郡反，殺太守徐質。遣屯騎校尉任福、步兵校尉段昭與青州刺史討平之；其見脅略及亡命者，皆赦其罪。」；卷28〈諸葛誕傳〉：「唐咨本利城人。黃初中，利城郡反，殺太守徐箕，推咨為主。文帝遣諸軍討破之，咨走入海，遂亡至吳。」
38. ↑  《宋書》卷36〈州郡志二·青州刺史〉：「平昌太守，故屬城陽，魏文帝分城陽立，後省。」
39. ↑  《宋書》卷35〈州郡志一·臨淮太守〉：「射陽令，前漢屬臨淮，後漢屬廣陵，三國時廢。」
40. ↑  《宋書》卷35〈州郡志一·臨淮太守〉：「淩令，前漢屬泗水，後漢屬廣陵，三國時廢。」
41. ↑  《宋書》卷35〈州郡志一·蘭陵太守〉：「贛榆令，前漢屬琅邪，後漢屬東海。魏省。」
42. ↑  《三國志》卷19〈武文世王公傳〉：「邯鄲懷王邕，黃初二年封淮南公，以九江郡為國。三年，進為淮南王。四年，改封陳。」
43. ↑  《三國志》卷19〈武文世王公傳〉：「楚王彪……〔太和〕六年，改封楚……嘉平元年，兗州刺史令狐愚與太尉王淩謀迎彪都許昌……廷尉請徵彪治罪……彪乃自殺……國除為淮南郡。」
44. ↑  《三國志》卷19〈武文世王公傳〉：「東平靈王徽……〔黃初〕三年，為廬江王。四年，徙封壽張王。」
45. ↑  《宋書》卷69〈州郡志二〉：「安豐太守，魏文帝分廬江立。」
46. ↑  《三國志》卷47〈孫權傳〉注引《吳曆》：「〔馬〕茂本淮南鍾離長，而為王淩所失，叛歸吳。」[註⁠ 34]
47. ↑  《太平寰宇記》卷146〈山南東道·荊州松滋縣〉：「漢屬江陵郡，後漢省，魏復立之，以屬安豐及廬江等郡。」
48. 1 2  《宋書》卷36〈州郡志二·齊郡太守〉：「安平令，六國時其地曰安平，二漢、魏、晉曰東安平。前漢屬淄川，後漢屬北海，魏度屬齊。」
49. ↑  《三國志》卷19〈任城威王彰傳〉：「正始七年，徙封濟南，三千戶。正元、景元初，連增邑，凡四千四百戶。」
50. ↑  《魏書》卷106中〈地形志〉：「觀陽，前漢屬膠東，後漢屬北海，後罷。」
51. ↑  《宋書》卷36〈州郡志二·齊郡太守〉：「益都令，魏立。」；《元和郡縣圖志》卷10〈河南道·青州益都縣〉：「益都縣，本漢廣縣地，魏於今壽光縣南十里益都城置益都縣，屬齊國。」
52. ↑  《三國志》卷4〈三少帝紀〉：「（景初三年）夏六月，以遼東東沓縣吏民渡海居齊郡界，以故縱城為新沓縣以居徙民。」
53. 1 2  《三國志》卷4〈三少帝紀〉：「（正始元年二月）丙戌，以遼東汶、北豐縣民流徙渡海，規齊郡之西安、臨菑、昌國縣界為新汶、南豐縣，以居流民。」
54. ↑  《三國志》卷2〈文帝紀〉：「〔黃初三年〕五月，以荊、揚、江表八郡為荊州，孫權領牧故也；荊州江北諸郡為郢州。……是月，孫權復叛。復郢州為荊州。」
55. ↑  《三國志》卷3〈明帝紀〉：「〔景初元年十二月〕丁巳，分襄陽臨沮、宜城、旍陽、邔四縣，置襄陽南部都尉。」
56. 1 2 3  《三國志》卷3〈明帝紀〉：「〔黃初七年〕吳將諸葛瑾、張霸等寇襄陽，撫軍大將軍司馬宣王討破之，斬霸……〔太和元年正月〕分江夏南部，置江夏南部都尉。」
57. 1 2 3 4  《三國志》卷9〈夏侯尚傳〉：「文帝踐阼……尚……遂勒諸軍擊破上庸，平三郡九縣。」；卷14〈劉曄傳〉：「延康元年，蜀將孟達率眾降。達有容止才觀，文帝甚器愛之，使達為新城太守。」；卷40〈劉封傳〉：「會羽覆敗，先主恨之。又封與達忿爭不和，封尋奪達鼔吹。達既懼罪，又忿恚封，遂表辭先主，率所領降魏。魏文帝善達之姿才容觀，以為散騎常侍、建武將軍，封平陽亭侯。合房陵、上庸、西城三郡為新城郡，以達領新城太守。」
58. ↑  《水經注》卷27：「《地理志》：故漢中郡之屬縣也。漢末為西城郡。建安二十四年，劉備以申儀為西城太守。儀據郡降魏，魏文帝改為魏興郡治，故西城縣之故城也。」
59. 1 2  《三國志》卷3〈明帝紀〉：「〔太和二年〕分新城之上庸、武陵、巫縣為上庸郡，錫縣為錫郡。……〔太和四年六月〕丙申，省上庸郡。……〔景初元年五月〕丁未，分魏興之魏陽、錫郡之安富、上庸為上庸郡。省錫郡，以錫縣屬魏興郡。」；卷4〈三少帝紀〉：「〔甘露四年〕冬十月丙寅，分新城郡，復置上庸郡。」
60. ↑  《三國志》卷20〈武文世王公傳〉：「彭城王據……〔黃初〕三年，為章陵王，其年徙封義陽。文帝以南方下溼，又以環太妃彭城人，徙封彭城。」；《太平寰宇記》卷132〈淮南道·信陽軍〉：「《魏志》：文帝分南陽立義陽郡，居安昌城，領安昌、平林、平氏、義陽、平春五縣。」；吳增僅《三國郡縣表》卷3：「案章陵縣，故屬南陽。《魏·武紀》『建安二年南陽章陵諸縣復叛為繡』，則是時尚未為郡。《後漢書·劉表傳》荊州八郡注稱《漢官儀》一為章陵，《魏志·劉表傳》注引《傅子》『蒯越佐表平定荊土，詔拜章陵太守』，《趙儼傳》『太祖征荊州，以儼為章陵太守』，則郡立於建安初年也。十八年省州併郡，《獻帝起居注》所載荊州統郡之數，章陵尚未省廢。黃初三年封曹據為章陵郡，其年徙封義陽王，據《水經注》『文帝改章陵縣曰安昌』，安昌為義陽郡領縣，以此推求義陽似即章陵之改名也。」
61. ↑  《三國志》卷3〈明帝紀〉：「〔景初元年〕分襄陽郡之鄀葉縣屬義陽郡。」
62. ↑  吳增僅《三國郡縣表》卷3：「魏之義陽曾經省廢，晉之義陽非魏舊矣。《魏志·齊王紀》云自帝即位，郡國縣道多所置省，義陽之省或在是時。」
63. ↑  《水經注》卷28：「〔安昌〕縣，故蔡陽之白水鄉也。漢元帝以長沙卑濕，分白水、上唐二鄉為舂陵縣，光武即帝位，改為章陵縣，置園廟焉。魏黃初二年，更從今名，故義陽郡治也。」
64. ↑  《元和郡縣圖志》卷9〈河南道五·申州義陽縣〉：「本漢平氏縣義陽鄉之地也，魏文帝分平氏立義陽縣。」
65. ↑  《水經注》卷31：「又西南流逕杜城西，新市縣治也。《郡國志》以為南新市也，中山有新市，故此加南，分安陸縣立。」
66. ↑  《宋書》卷37〈州郡志·漢中太守〉：「興晉令，魏立曰平陽。」
67. ↑  《宋書》卷37〈州郡志三·漢中太守〉：「廣昌子相，何志屬上庸，晉成帝立。《晉地記》，武帝太康元年，改上庸之廣 昌為庸昌，二年省。疑是魏所立。」
68. ↑  《宋書》卷37〈州郡志三·上庸太守〉：「微陽令，魏立曰建始。」
69. ↑  《宋書》卷37〈州郡志·漢中太守〉：「綏陽令，魏立，後改為秭歸。」
70. ↑  《宋書》卷36〈州郡志二·新興太守〉：「昌魏令，魏立。」
71. ↑  《宋書》卷36〈州郡志二·新興太守〉：「祁鄉令，何志魏立。晉《太康地志》作沶。」
72. ↑  《後漢書》卷9〈獻帝紀〉：「〔興平元年〕夏六月丙子，分涼州河西四郡為雍州。」
73. ↑  《續漢志》卷28〈百官志五〉引：《獻帝起居注》「建安十八年三月庚寅，省州并郡，復禹貢之九州。……省司隸校尉，以司隸部分屬豫州、冀州、雍州。省涼州刺史，以并雍州部，郡得弘農、京兆、左馮翊、右扶風、上郡、安定、隴西、漢陽、北地、武都、武威、金城、西平、西郡、張掖、張掖屬國、酒泉、敦煌、西海、漢興、永陽、東安南，凡二十二郡。」
74. 1 2 3  《晉書》卷14〈地理志上〉：「魏文帝即位，分河西為涼州，分隴右為秦州，改京兆尹為太守，馮翊、扶風各除左右，仍以三輔屬司隸。」
75. ↑  《三國志》卷3〈明帝紀〉：「〔青龍三年〕八月庚午，立皇子詢為秦王。」；卷4〈三少帝紀〉：「〔正始五年〕秋八月，秦王詢薨。冬十一月己酉，復秦國為京兆郡。」；卷20〈武文世王公傳〉：「元城哀王禮，黃初二年封秦公，以京兆郡為國。三年，改為京兆王。六年，改封元城王。」
76. ↑  《三國志》卷25〈楊阜傳〉：「劉備取漢中以逼下辯，太祖以武都孤遠，欲移之，恐吏民戀土。阜威信素著，前後徙民、氐，使居京兆、扶風、天水界者萬餘戶，徙郡小槐里。」
77. ↑  《三國志》卷33〈後主傳〉：「〔建興〕七年春，亮遣陳式攻武都、陰平，遂克定二郡。」
78. ↑  《元和郡縣圖志》卷2〈關內道二〉：「高陵縣，畿。西南至府八十里。本秦舊縣，孝公置。漢屬左馮翊。魏文帝改為高陸，屬京兆郡。」；《通典》卷173〈州郡志三〉：「高陵漢舊縣，屬左馮翊，左輔都尉之理。魏文帝黃初元年，改為高陸縣，屬京兆。」
79. ↑  《太平寰宇記》卷26〈關西道二〉：「陽陵城，故弋陽地。景帝改為陽陵縣，屬馮翊。廢城在縣東北四十一里，東至景帝陵二里。曹魏省之。」
80. ↑  《元和郡縣圖志》卷1〈關內道一〉：「本漢舊縣，屬左馮翊，魏司馬宣王撫慰關中，罷縣，置撫夷護軍。」
81. ↑  《元和郡縣圖志》卷2〈關內道二〉：「本漢平陵縣，屬右扶風。魏文帝改為始平。」；《太平寰宇記》卷26〈關西道二〉：「昭帝陵，在故縣城北二里，魏黃初中，改為始平縣。」
82. ↑  《元和郡縣圖志》卷3〈關內道三〉：「本漢舊縣，有鐵官，屬安定郡，以縣界有羅川谷，三泉並流，故以為名。魏改三水縣為西川縣，亦屬安定。」
83. ↑  《宋書》卷37〈州郡志三〉：「新陽令，《晉太康地志》有，何志魏立。」
84. 1 2  《元和郡縣圖志》卷22〈山南道三·鳳州〉：「漢高帝分隴西郡置廣漢郡，武帝分廣漢、隴西郡置武都郡，領縣九。其屬有故道、河池二縣，今州即二縣之地也。三國時屬魏，明帝太和三年，其地沒蜀，魏平蜀後復為雍州之地。」
85. ↑  《晉書》卷14〈地理志上〉：「魏文帝即位，分河西為涼州。」
86. ↑  《元和郡縣圖志》卷40〈隴右道下〉：「本漢廣至縣地，屬敦煌郡。魏分廣至置宜禾縣。」
87. ↑  《元和郡縣圖志》卷40〈隴右道下〉：「至魏立伊吾縣，晉立伊吾都尉，並寄理敦煌北界，又為群胡居焉。」
88. ↑  《元和郡縣圖志》卷13〈河東道·汾州〉：「獻帝末荒廢，魏黃初二年，乃於漢茲氏縣置西河郡。」；《水經注》卷6：「魏黃初二年，分太原，復置西河郡。……《碑文》云：西河舊處山林，漢末擾攘，百姓失所。魏興，更開疆宇，分割太原四縣，以為邦邑。」
89. 1 2 3 4 5  《三國志》卷1〈武帝紀〉：「（建安二十年）省雲中、定襄、五原、朔方郡，郡置一縣領其民，合以為新興郡。」
90. ↑  《三國志》卷3〈明帝紀〉：「（青龍三年正月）己亥，復置朔方郡。」
91. ↑  《元和郡縣圖志》卷14〈河東道〉：「秦為西河郡之離石縣。靈帝末，黃巾大亂，百姓南奔，其郡遂廢。魏黃初三年復置離石縣。」
92. ↑  《晉書·卷二·帝紀第二》：「高貴鄉公之立也，以參定策，進封高都侯，增封二千戸。……〔甘露元年〕夏六月，進封高都公……」
93. ↑  《元和郡縣圖志》卷14〈河東道·忻州秀容縣〉：「本漢陽曲縣地，屬太原郡。後漢末於此置九原縣，屬新興郡。」
94. ↑  《元和郡縣圖志》卷14〈河東道·雲州〉：「漢末大亂，匈奴侵邊，自定襄以西，雲中、雁門、西河遂空。曹公鳩集荒散，又立平城縣，屬新興郡。」
95. ↑  《元和郡縣圖志》卷14〈河東道·朔州〉：「漢末大亂，郡遂荒廢，建安中曹公又立馬邑縣，屬新興郡。」
96. 1 2  《三國志》卷4〈三少帝紀〉：「〔正始五年〕九月，鮮卑內附，置遼東屬國，立昌黎縣以居之。」
97. 1 2  《三國志》卷3〈景帝紀〉：「〔景初二年〕六月，省漁陽郡之狐奴縣，復置安樂縣。」
98. ↑  《三國志》卷4〈三少帝紀〉：「〔景元四年十二月〕壬子，分益州為梁州。」；《晉書》卷14〈地理志上〉：「〔景元四年十二月〕壬子，分益州為梁州。」；《華陽國志》卷1〈巴志〉：「至魏咸熙元年平蜀，始分益之巴、漢七郡置梁州。治漢中。」；《宋書》卷37〈州郡志三〉：「魏元帝景元四年平蜀，復立梁州，治漢中南鄭，而益州治成都。」
99. ↑  《華陽國志》卷3〈蜀志〉：「劉氏延熙中，分廣漢四縣置東廣漢郡。咸熙初省。」
100. ↑  《三國志》卷33〈後主傳〉：「〔建興〕七年春，亮遣陳式攻武都、陰平，遂克定二郡。」
101. ↑  《宋書》卷38〈州郡志三·北陰平太守〉：「平武令，蜀立曰廣武，晉武帝太康元年更名。」
102. ↑   參: